# نيجيريا
نِيْجِيْرْيَا، الاسم الرسمي للبلاد هو جُمْهُوْرِيّةُ نِيْجِيْرْيَا الاتِحَادِيّةُ (بالإنجليزية: Federal Republic of Nigeria)، دولة في غرب إفريقيا، تحدّها النيجر شمالًا، وتشاد في الشمال الشرقي، والكاميرون في الشرق، وبنين في الغرب. يقع ساحلها الجنوبي على خليج غينيا على المحيط الأطلسي. نيجيريا جمهورية اتحادية تضم 36 ولاية وإقليم العاصمة الاتحادية، حيث تقع العاصمة أبوجا. تُعتبر لاغوس أكثر مدن نيجيريا كثافة بالسكان بل وفي القارة السمراء بأكملها، ومِن أضخم المدن الكبرى في العالم بأسره.
منذ القرن الثاني قبل الميلاد، قامت وبادت العديد من الدول والممالك الأصلية في البلاد، وتأتي حضارة النوق في مقدمتها باعتبارها أول كيان وحد البلاد برمتها في جسم واحد في القرن الخامس عشر قبل الميلاد. ظهرت الدولة المعاصرة في نيجيريا خلال حقبة الاستعمار البريطاني في القرن التاسع عشر، إذ تشكلت بوضعها الإقليمي الحالي عند دمج محمية نيجيريا الجنوبية ومحمية نيجيريا الشمالية في العام 1914 على يد اللورد فريدريك لوغارد. أنشأ البريطانيون الهياكل الإدارية والقانونية مع ممارستهم سياسة الحكم غير المباشر عن طريق المشيخات القبليّة. نالت نيجيريا استقلالها رسميًا بوصفها اتحادًا فيدراليًا مستقلًا في 1 أكتوبر 1960. شهدت البلاد حربًا أهلية من العام 1967 حتى 1970، وتبعتها سلسلة من الحكومات المدنية المنتخبة ديمقراطيًا والديكتاتوريات العسكرية، حتى استقرّ نظام الحكم الديمقراطي في العام 1990؛ وتُعد الانتخابات الرئاسية في العام 2015 أول مرة يخسر فيها رئيس في منصبه بإعادة الانتخابات.
نيجيريا بلدٌ متعدد الإثنيات يقطنه أكثر من 250 مجموعة إثنية تتحدث 500 لغة مختلفة، وتنتمي جميعها إلى طيف واسع من الثقافات المتنوعة. أكبر ثلاث جماعات إثنية في البلاد هي الهوسا والفولاني في الشمال، واليوروبا في الغرب، والإيغبو في الشرق، ويشكّلون ما مجموعه 60% من عدد السكان. اللغة الرسمية في البلاد هي اللغة الإنجليزية، واختيرت بهدف تحقيق الوحدة الوطنية على المستوى اللغوي. تتوزع نيجيريا بشكل تقريبي بين المسلمين، الذين يعيشون بغالبهم في الشمال، والمسيحيين، الذين يعيشون بغالبهم في الجنوب. تضم البلاد خامس أكبر نسبة من السكان المسلمين وسادس أكبر نسبة سكان مسيحيين في العالم، مع وجود أقلية تدين بالديانات الأصلية، كتلك التي تعتنقها إثنيات الإيغبو واليوروبا. يكفل الدستور النيجيري حرية الاعتقاد.
تُعتبر دولة نيجيريا صاحبة أكبر كثافة سكانية في إفريقيا وسابع أكثر دول العالم اكتظاظًا بالسكان، بنسبة تبلغ 206 مليون نسمة وفقًا لتقديرات العام 2019. تضم نيجيريا ثالث أكبر نسبة شباب في العالم، بعد الهند والصين، إذ يبلغ متوسط عمر نصف سكانها تقريبًا تحت سن الثامنة عشرة. اقتصاد نيجيريا هو الأكبر في إفريقيا ويأتي في المرتبة 24 بين أكبر اقتصادات العالم، بقيمة تبلغ 450 مليار دولار تقريبًا في الناتج الإجمالي المحلي النقدي ويبلغ تعادل القوة الشرائية 1 تريليون دولار. عادة ما يُشار إلى نيجيريا بتسمية «عملاق إفريقيا»، نظرًا لكثافة عدد سكانها وضخامة اقتصادها، وباعتبارها سوقًا ناشئة، وفقًا للبنك الدولي، تُعتبر نيجيريا الآن قوة إقليمية في القارة الأفريقية، وقوة وسطى في الشؤون الدولية، ويُنظر إليها باعتبارها قوة دولية صاعدة. رغم ذلك، فإن مؤشر التنمية البشرية يضع نيجيريا في المرتبة 161 على مستوى العالم، وتُصنف البلاد بوصفها ذات اقتصاد منخفض متوسط الدخل، بدخل قومي إجمالي يتراوح بين 1,026 دولار و3,986 دولار للفرد الواحد.
نيجيريا عضو مؤسس في الاتحاد الأفريقي وعضو في العديد من المنظمات الدولية، بما فيها الأمم المتحدة، ودول الكومنولث، والمجموعة الاقتصادية لدول غرب إفريقيا، وأوبك. وهي عضو في مجموعة (منت) غير الرسمية، والتي يُنظر إليها على نطاق واسع بوصفها الاقتصادات العالمية المستقبلية، وفي مجموعة الاقتصادات «الأحد عشر القادمة»، والتي يُتوقع أن تصبح الأكبر في العالم.

## أصل التسمية
اشتُق اسم «نيجيريا» من اسم نهر النيجر الذي يخترق البلاد. أطلقت الصحفية البريطانية فلورا شو هذا الاسم في 8 يناير 1897، والتي تزوجت فيما بعد لورد لوغارد، الحاكم الاستعماري البريطاني. يُذكر أن دولة النيجر المجاورة تأخذ اسمها أيضًا من نفس النهر. ليس ثمة اتفاق على أصل تسمية النيجر ذاتها، والتي كانت تُطلق سابقًا على الروافد الوسطى لنهر النيجر. من المرجح أن الكلمة هي تحريف لكلمة «إيغيريو ن-يجيرون» لدى قبائل الطوارق الذين سكنوا على طول الروافد الوسطى للنهر حوالي تمبكتو قبل الاستعمار الأوروبي في القرن التاسع عشر.

## تاريخ

### التاريخ المبكر (1500 ق.م-1500 ميلادي)

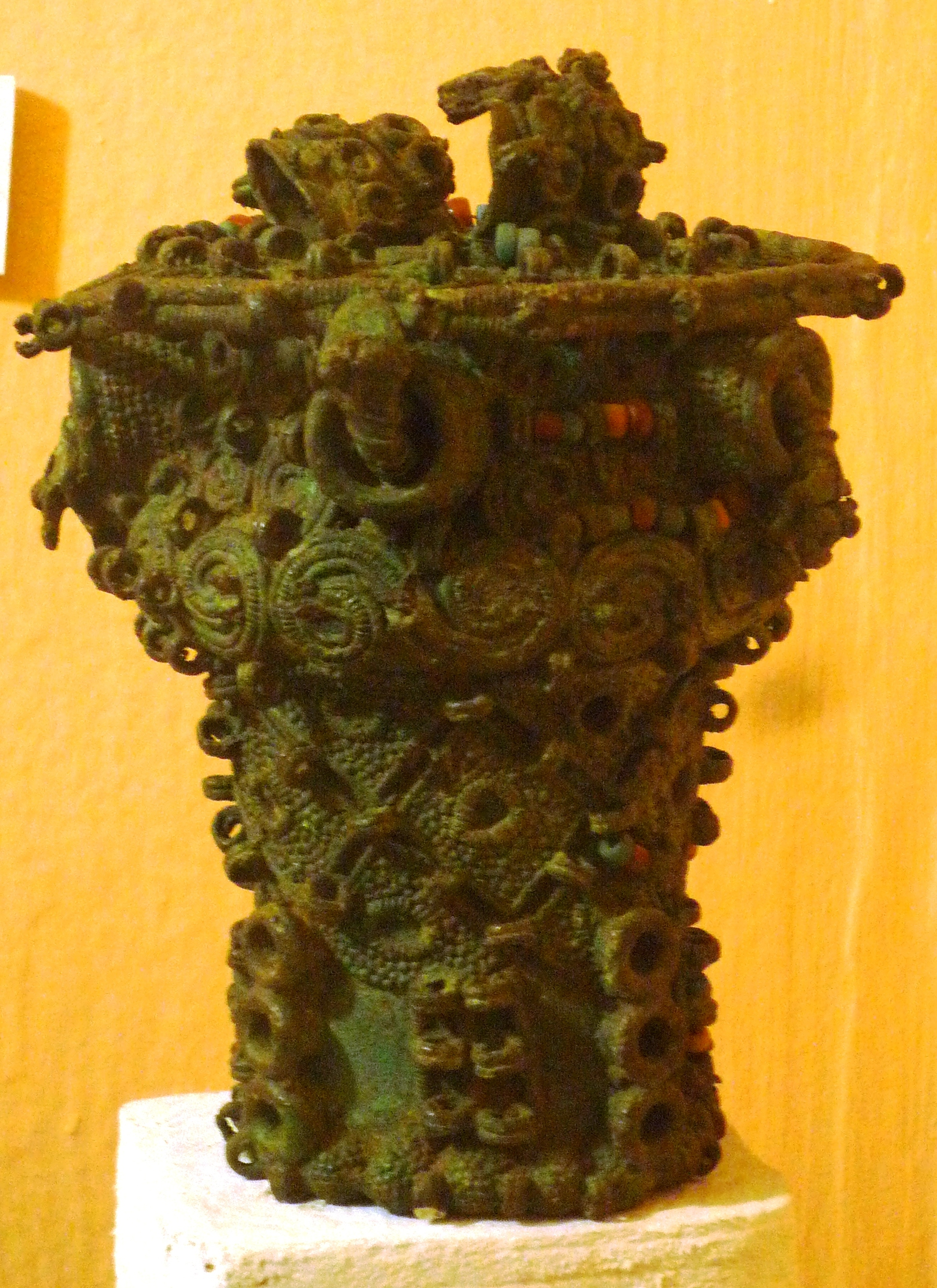
بوتقة احتفالية للإيغبو من القرن التاسع، من بلدة إيبغو أوكوو

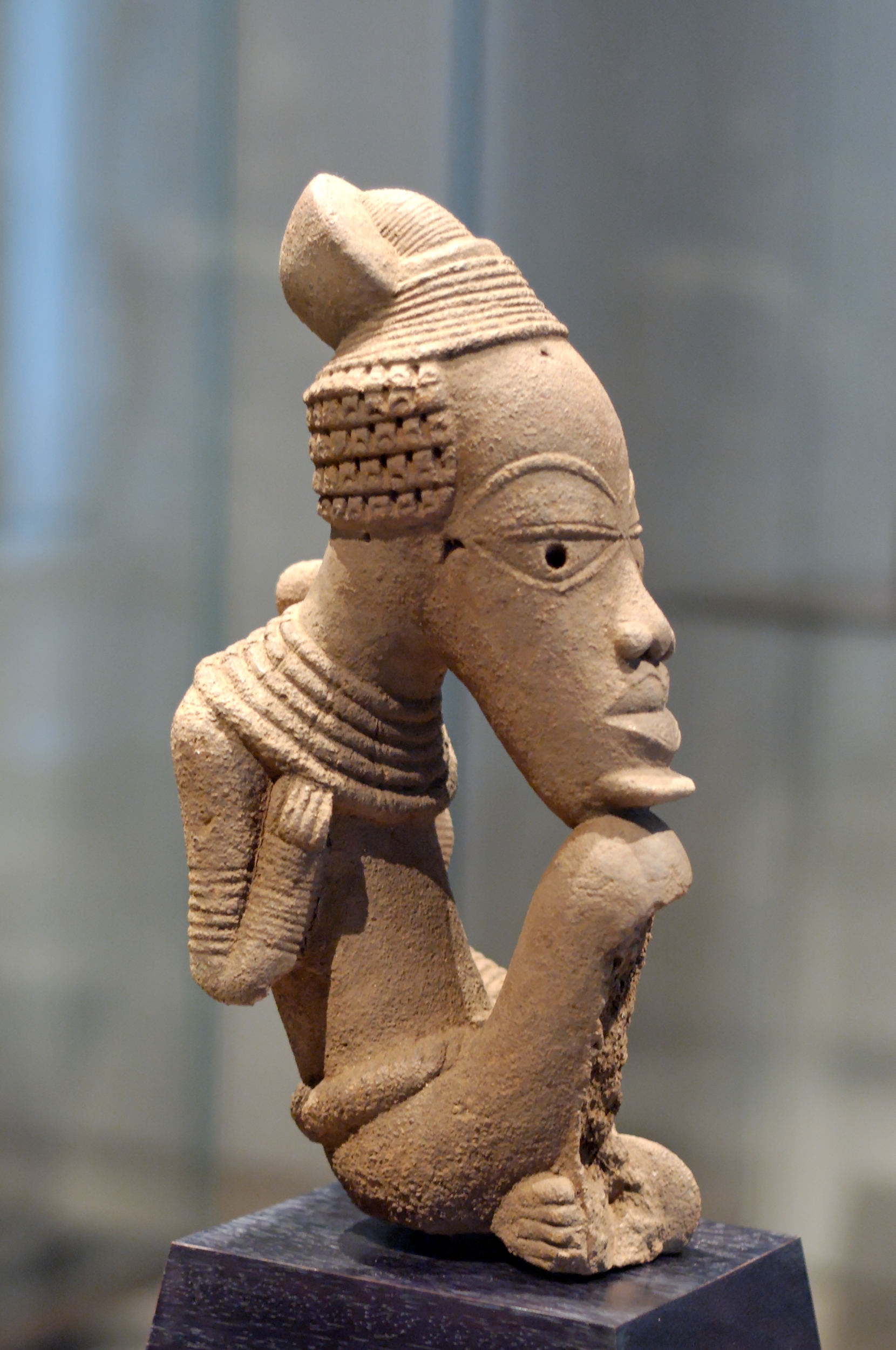
منحوتة طينية نضيجة تعود لحضارة النوق

بلغت حضارة النوق في نيجيريا أوجها بين 1500 قبل الميلاد والعام 200 ميلادية. وقد أنتجت تماثيل بالحجم الطبيعي من الطين النضيج وهي من أقدم المنحوتات المعروفة في إفريقيا جنوبي الصحراء، وصهرت حضارة النوق الحديد بحلول العام 550 قبل الميلاد، وقد تكون مارست ذلك ببضعة قرون سابقة. إضافة إلى ذلك، فقد وجدت الحفريات أدلة صهر الحديد في مواقع في إقليم نسوكا جنوب شرق نيجيريا: يعود تاريخها إلى العام 2000 قبل الميلاد في موقع ليجا (المصدر، أوزوماكا 2009) وإلى العام 750 قبل الميلاد، وغيرها في موقع أوبي الأثري. استقرت مملكة نري لشعب الإيغبو في القرن العاشر ودام سلطانها حتى العام 1911 عندما خسرت سيادتها لصالح البريطانيين. حكم نري ملوكٌ يحملون لقب إزي نري، وتعتبر مدينة نري أساس ثقافة الإيغبو. تقع نري وأغولري، حيث ظهرت أسطورة بداية الإيغبو، في أراضي عشيرة أوموري. ينسب أفراد العشيرة أصل أجدادهم إلى الملك ذي السلطة الأبوية إيري. في غرب إفريقيا، وُجدت أقدم منتجات البرونز المصنوعة باستخدام السبك بالشمع الضائع في إيغبو-أوكوو، وهي مدينة كانت تحت هيمنة نري. تبوّأت مملكتا اليوروبا، إيفي وأويو في جنوب غرب نيجيريا، مكانة بارزة في القرنين الثاني عشر والرابع عشر على التوالي. تعود أقدم علامات استيطان الإنسان في الموقع الحالي لمدينة إيفي إلى القرن التاسع، وتشمل منتجات ثقافتها المادية تماثيل من الطين النضيج والبرونز.
تلفِت سجلات كانو الاهتمام إلى تاريخ قديم يعود إلى العام 999 ميلادي تقريبًا لمدينة كانو لمملكة الهوسا الساحلية، مع غيرها من مدن الهوسا الرئيسية (أو هوسا باكواي) مثل: داورا، وهاديجا، وكاونو، وكاتسينا، وزازاوا، ورانو، وغوبير والتي تتسم جميعها بتاريخ مسجل يعود إلى القرن العاشر. مع انتشار الإسلام ابتداءً من القرن السابع الميلادي، أصبحت المنطقة تُعرف باسم السودان أو بلاد السودان (أي «بلاد السود»). نظرًا إلى الارتباط الجزئي بين أهالي تلك المناطق بثقافة العرب المسلمين في شمال إفريقيا، فقد انخرطوا في تبادل تجاري، وسماهم العرب «السودان» (بمعنى «السود») واعتبروهم امتدادًا للعالم الإسلامي. ثمة إشارات تاريخية مبكرة لدى المؤرخين والجغرافيين العرب والمسلمين من القرون الوسطى لإمبراطورية كانيم-بورنو بوصفها أكبر مركز في الإقليم للحضارة الإسلامية.

### حقبة ما قبل الاستعمار (1500-1800)

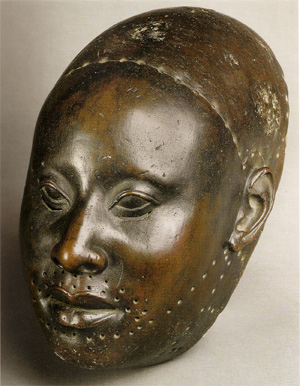
قناع أوبلافون نحاسي من مملكة اليوروبا، في مدينة إيفي حوالي 1300

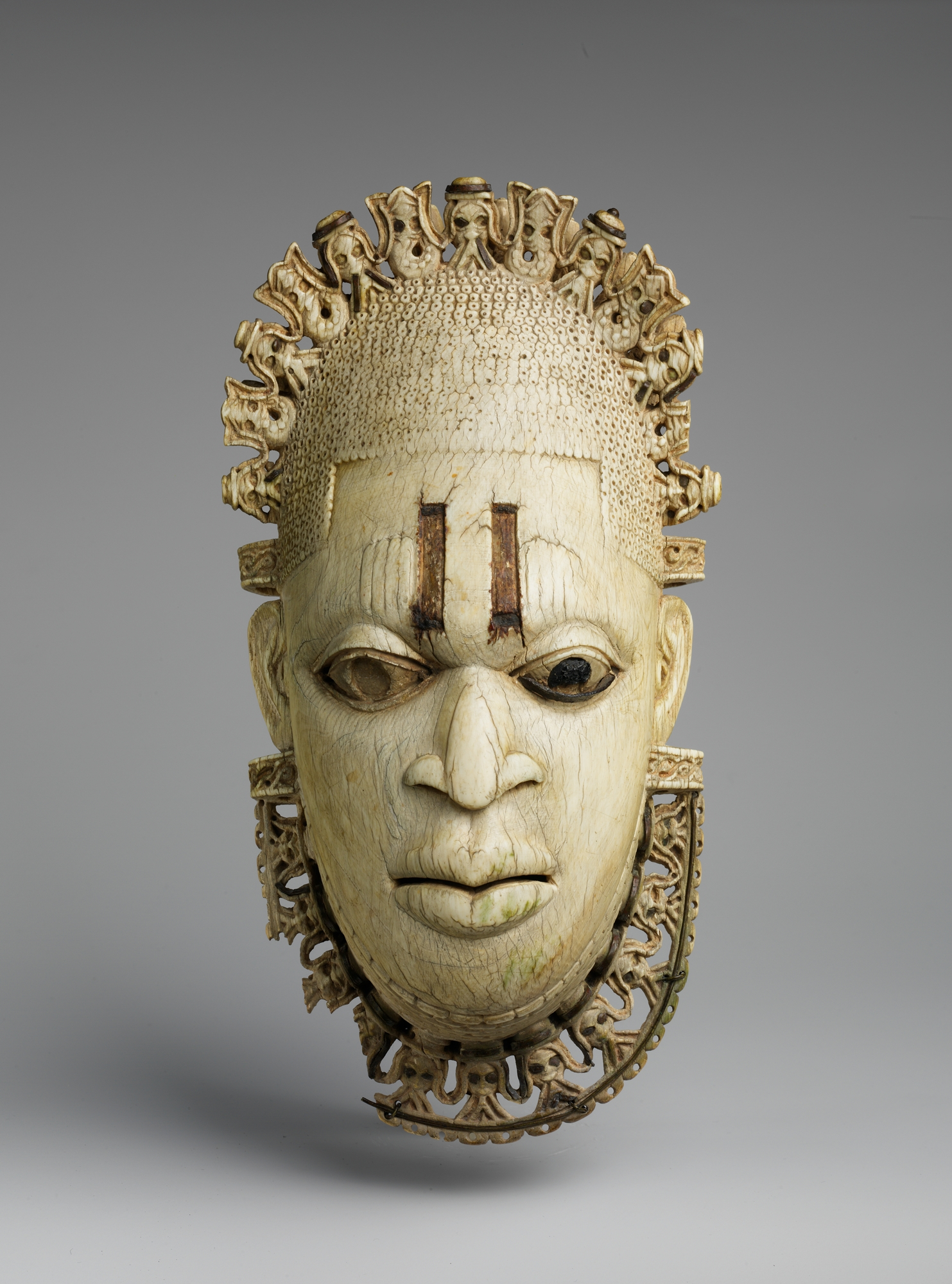
قناع أبنوس ملكي من بنين، أحد أشهر آثار نيجيريا. إمبراطورية بنين، القرن السادس عشر.

في القرن السادس عشر، كان المستكشفون البرتغاليون أول الأوروبيين الذين بادروا بأنشطة تجارية مباشرة مع شعوب جنوب نيجيريا، في ميناء أطلقوا عليه تسمية لاغوس وفي كالابار في المنطقة على طول ساحل العبيد. تاجر الأوروبيون ببضائعهم مع سكان السواحل؛ ومثل التبادل التجاري مع الأوروبيين بدايات تجارة العبيد عبر الأطلسي. أصبح ميناء كالابار الواقع على خليج بيافرا التاريخي (المُشار إليه حاليًا على نطاق واسع باسم خليج بوني) واحدًا من أكبر مواقع تجارة العبيد في غرب إفريقيا في حقبة تجارة العبيد عبر الأطلسي. وُجدت عدة موانئ عبيد في نيجيريا بالقرب من باداغري، ولاغوس على خليج بنين، وعلى جزيرة بوني في خليج بيافرا. كان غالبية أولئك المستعبَدين، والذين نُقلوا إلى المواني، من أسرى الغارات والحروب. جرت العادة أن يُؤخذ المستعبدون إلى بلاد المحتلّين للعمل بالسخرة؛ وبعد فترة من الزمن، اندمج بعضهم اجتماعيًا وانصهروا في مجتمع المستعمر. أُنشئ عدد من طرق العبيد في جميع أنحاء نيجيريا بهدف ربط المناطق النائية بالمواني الساحلية الرئيسية. ارتبطت بعض الممالك ذات الانخراط الفاعل في تجارة الرقيق والتي شاركت في تجارة العبيد عبر المحيط الأطلسي ارتبطت بكلّ من مملكة إيدو ضمن إمبراطورية بنين في الجنوب، وإمبراطورية الأويو في الجنوب الغربي، واتحاد أرو في الجنوب الشرقي. دامت سطوة إمبراطورية بنين بين القرنين الخامس عشر والتاسع عشر. وصلت هيمنتهم إلى مدينة إيكو (التي غيّر اسمها البرتغاليون لاحقًا إلى لاغوس) وما أبعد من إيكو. في حين شمل نفوذ أويو، في أوج قوتها الإقليمية في أواخر القرن السابع عشر إلى أوائل القرن الثامن عشر، غرب نيجيريا حتى توغو المعاصرة. تمركزت إمبراطورية بنين للإيدو في جنوب غرب نيجيريا.
أدى القتال المستمر في الشمال بين دول المدينة من الهاوسا مع تدهور إمبراطورية بورنو إلى بسط شعب الفولاني نفوذهم في المنطقة. حتى هذه الفترة، تمثل نشاط جماعة الفولاني، التي كانت مجموعة إثنية بدوية، بشكل أساسي في عبور منطقة الساحل شبه الصحراوية شمال السودان بالماشية مع تجنب التجارة والاختلاط بالشعوب السودانية. مع بداية القرن التاسع عشر، قاد عثمان دان فوديو جهادًا ناجحًا ضد ممالك الهوسا، وأقام خلافة صكتو المركزية (التي تُعرف أيضًا باسم الإمبراطورية الفولانية). توسعت الإمبراطورية التي كانت اللغة العربية لغتها الرسمية بسرعة في ظلّ حكمه وحكم خلفائه، الذين أرسلوا جيوشهم الغازية في كل الاتجاهات. ربطت الإمبراطورية الداخلية الشاسعة الشرق بمنطقة غرب السودان، وشقت طرقًا باتجاه الجنوب مما مكّنها من إخضاع أجزاء من إمبراطورية الأويو (كوارة حاليًا)، وتقدمت نحو قلب أراضي شعب اليوروبا في إبادان، بغية الوصول إلى المحيط الأطلسي. شملت المناطق التي سيطرت عليها الإمبراطورية الكثير من الأراضي في شمال ووسط نيجيريا الحالية. أرسل السلطان أمراء لإنشاء ولايات هيمنة على الأراضي المستولى عليها ولنشر الحضارة الإسلامية. بدورهم اكتسب الأمراء المزيد من الثروة والسلطة من خلال التعامل بالتجارة وتجارة الرقيق. بحلول تسعينيات القرن التاسع عشر، وُجدت أكبر نسبة من العبيد في العالم، ما مجموعه حوالي مليوني شخص، في أراضي خلافة صكتو. شاع استخدام السخرة على نطاق واسع، وخاصة في أعمال الزراعة. كانت خلافة صكتو واحدة من أكبر الدول الأفريقية في حقبة ما قبل الاستعمار إلى حين انهيارها في العام 1903 وانقسامها إلى مستعمرات أوروبية مختلفة.

### نيجيريا في ظل الاستعمار البريطاني (1800-1960)

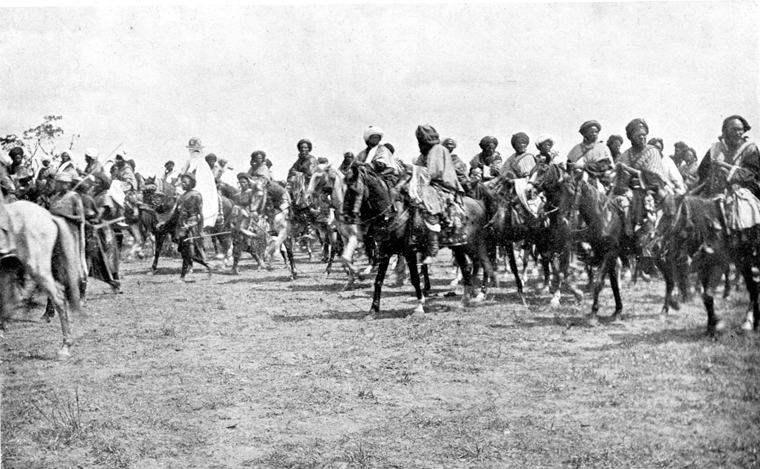
أمير كانو مع الخيالة، في العام 1911

أدت الضرورة القانونية المتغيّرة (حظر بريطانيا لتجارة العبيد عبر الأطلسي في العام 1807) والضرورة الاقتصادية (الرغبة في إحلال الاستقرار السياسي والاجتماعي) إلى تشجيع معظم القوى الأوروبية تنمية المحاصيل الزراعية بشكل موسّع، مثل زراعة النخيل، لاستخدامها في الصناعات الأوروبية. انخرطت الشركات الأوروبية في تجارة العبيد عبر الأطلسي حتى حُظرت قانونيًا في العام 1807. بعد ذلك راح المهربون غير القانونيين يشترون العبيد على طول الساحل من تجار العبيد المحليين. سعى أسطول غرب إفريقيا البريطاني إلى اعتراض المهربين في عرض البحر. أُخذ العبيد الذين أُنقذوا إلى فريتاون، التي كانت مستعمرة في غرب إفريقيا أُسست ابتداءً لإعادة توطين العبيد المحررين من بريطانيا. تدخلت بريطانيا في الصراع السلطوي في مملكة لاغوس عبر قصفها لاغوس في العام 1851، ما أدى إلى خلع الملك المناصر لتجارة العبيد أوبا كوسوكو، وساعدت على تنصيب أوبا أكيتوي المتعاون، ووقعت معاهدة بين بريطانيا العظمى ولاغوس في 1 يناير 1852. في العام 1864، أصبح صامويل أجاي كروثر أول قسيس أفريقي للكنيسة الأنجليكانية في نيجيريا.
في العام 1885، لقيت المطالب البريطانية بمنطقة هيمنة في غرب إفريقيا اعتراف الدول الأوروبية الأخرى في مؤتمر برلين. في العام التالي، اعتمدت بريطانيا شركة رويال تايغر تحت إدارة السير جورج تاوبمان غولدي. مع أواخر القرن التاسع عشر وبدايات القرن العشرين، كانت الشركة قد نجحت نجاحًا واسعًا في إخضاع الممالك الجنوبية المستقلة على طول نهر النيجر، وغزا البريطانيون بنين في العام 1897، وهزموا خصومهم في الحرب الأنجلو-آروية (1901 – 1902). أدت هزيمة تلك الممالك إلى تمهيد الطريق أمام الحكم البريطاني في منطقة النيجر. في العام 1900، دخلت مناطق هيمنة الشركة تحت الحكم المباشر للحكومة البريطانية وأسست فيها محمية نيجيريا الجنوبية محميةً بريطانية وجزءً من الإمبراطورية البريطانية، أكبر القوى العظمى في العالم آنذاك.
بحلول العام 1902، تبلورت خطط بريطانيا في الزحف شمالًا على خلافة صكتو. أوكلت وزارة المستعمرات إلى الجنرال البريطاني اللورد فريدريك لوغارد مهمة تنفيذ الخطة. عمِد لوغارد إلى توظيف الخلافات بين الأمراء المتنازعين في الجزء الجنوبي من أرض الخلافة والإدارة المركزية لخلافة صكتو وذلك لتثبيط أي جهود دفاعية قد تعيق تقدمه نحو العاصمة. مع اقتراب البريطانيين من عاصمة صكتو، نظم السلطان الجديد محمد الطاهر الأول حملة دفاعية سريعة وقاتل القوات البريطانية المتقدمة. حقق البريطانيون نصرًا سريعًا، ما اضطر الطاهر الأول والألوف من أتباعه إلى الهجرة. في الشمال الشرقي، نجم عن تدهور حال إمبراطورية بورنو ظهور إمارة بورنو المدعومة بريطانيًا بوجود أبو بكر غارباي حاكمًا لها.
في العام 1903، منح الانتصار البريطاني في معركة كانو البريطانيين اليد الطولى لوجستيًا لإحلال السلام في قلب خلافة صكتو والأراضي المنضوية ضمن إمبراطورية بورنو البائدة. في مارس من العام 1903، وفي ساحة سوق صكتو الكبير، أعلن آخر وزير لخلافة صكتو استسلامه رسميًا للحكم البريطاني. عيّن البريطانيون محمد الطاهر الثاني خليفة جديدًا. ألغى فريدريك لوغارد نظام الخلافة، ولكنه أبقى على لقب السلطان بوصفه منصبًا رمزيًا في محمية نيجيريا الشمالية المنشأة حديثًا. وعُرفت هذه باسم «مجلس سلطنة صكتو». في يونيو 1903، هزم البريطانيون آخر قوات الطاهر الأول وقتلوه؛ وبحلول العام 1906، خبت حركة المقاومة ضد الحكم البريطاني.
الاندماج
في 1 يناير 1914، وحّد البريطانيون رسميًا محمية نيجيريا الجنوبية ومحمية نيجيريا الشمالية في كيان سمّوه مستعمرة ومحمية نيجيريا. من ناحية إدارية، بقيت نيجيريا مقسمة إلى المحمية الشمالية والمحمية الجنوبية ومستعمرة لاغوس. حافظ سكان الإقليم الجنوبي على علاقات تواصل اقتصادية وثقافية أكثر مع البريطانيين والأوروبيين بسبب النشاطات الاقتصادية المرتبطة بالساحل.

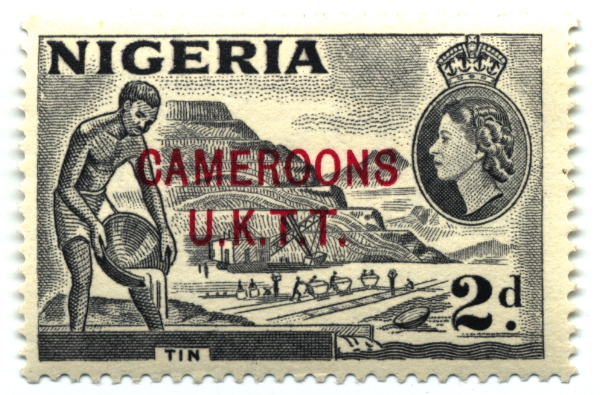
طابع بريدي من العام 1953 يحمل صورة الملكة إليزابيث الثانية.

أسست البعثات التبشيرية المسيحية مؤسسات تعليمية غربية في المحميات. تبعًا لسياسة بريطانيا في الحكم غير المباشر وتأييد التقاليد الإسلامية، لم يحرص التاج البريطاني على عمل الإرساليات التبشيرية المسيحية في شمال نيجيريا، وهو الجزء الإسلامي من البلاد. سافر بعض أبناء النخب من الجنوب إلى بريطانيا العظمى لمتابعة تعليمهم العالي. بحلول مرحلة الاستقلال في العام 1960، برزت بوضوح الاختلافات الإقليمية في فرص الوصول إلى التعليم الحديث. يُرى هذا الإرث حتى يومنا هذا، وإن كان بشكل أقل وضوحًا. كما ظهر التفاوت بين الشمال والجنوب في الحياة السياسية في نيجيريا أيضًا. وكمثال على ذلك يُذكر عدم حظر شمال نيجيريا العبودية حتى العام 1936، في حين أُلغيت العبودية في أجزاء أخرى من نيجيريا في بواكير الحقبة الاستعمارية.
بعد الحرب العالمية الثانية، واستجابة لتنامي الشعور بالقومية النيجيرية والمطالب بالاستقلال، بدأت سلسلة من الدساتير التي وضعتها الحكومة البريطانية بتحويل نيجيريا نحو الحكم الذاتي شيئًا فشيئًا على أساس تمثيلي وفيدرالي. بحلول منتصف القرن العشرين، عصفت بإفريقيا موجة كاسحة تنادي بالاستقلال. وهكذا نالت نيجيريا استقلالها أخيرًا في عام 1960.

### الاستقلال والجمهورية الأولى (1960-1966)
نالت نيجيريا استقلالها عن المملكة المتحدة يوم 1 أكتوبر سنة 1960، باسم فيدرالية نيجيريا، مع بقاء الملكة البريطانية، إليزابيث الثانية، رأسًا فخريًا للدولة تحت لقب ملكة نيجيريا. اتسمت الحكومة المؤسسة لنيجيريا المستقلة بكونها ائتلافًا حكوميًا لأحزاب محافظة: كونغرس الشعب الشمالي بقيادة السير أحمدو بيلو، وهو حزب يهيمن عليه مسلمو الشمال، والإيغبو والمجلس الوطني لنيجيريا والكاميرون ذي الأغلبية المسيحية بقيادة نامدي أزيكيوي. حل أزيكيوي محل الحاكم العام الاستعماري في نوفمبر 1960. ضمت صفوف المعارضة مجموعة العمل ذات التوجه الليبرالي مقارنة بغيرها، والتي سيطر عليها بشكل رئيسي اليوروبا بقيادة أوبافيمي أولو. مع دخول مرحلة الاستقلال، اتّسمت الاختلافات الثقافية والسياسية بالحدّة بين المجموعات الإثنية الكبرى في نيجيريا: الهوسا-الفولاني (الشماليون)، والإيغبو (الشرقيون)، واليوروبا (الغربيون). وقع اختلال في الميزان السياسي لنظام الحكم سببته نتائج الاستفتاء العام في 1961. اختارت جنوب الكاميرون (التي يطلق عليها الانفصاليون أمبازونيا منذ ذلك الحين) الانضمام إلى جمهورية الكاميرون في حين اختارت شمال الكاميرون الانضمام إلى نيجيريا. وهكذا أصبح الجزء الشمالي من البلاد أكبر من جزئها الجنوبي. في العام 1963، أسست الدولة جمهورية فيدرالية، وكان أزيكيوي أول رئيس للبلاد. عند عقد الانتخابات في العام 1965، استلم الحزب الديمقراطي الوطني النيجيري مقاليد السلطة في منطقة غرب نيجيريا.

### الحكم العسكري والحرب الأهلية (1966-1979)

جمهورية بيافرا في يونيو 1967، عند إعلانها الاستقلال عن باقي نيجيريا

في العام 1966، أفضى عدم التوازن والفساد الصارخ في العملية الانتخابية والسياسية إلى سلسلة انقلابات عسكرية. وقع الانقلاب الأول في يناير 1966، وقاده في الغالب جنود من إثنية الإيغبو تحت إمرة الرائدَين إيمانويل إيفياجونا وتشوكوما كادونا نزيوغو. تمكن مدبرو الانقلاب من اغتيال السير أحمدو بيلو وأبو بكر تافاوا باليوا مع غيرهم من أبرز القادة في المنطقة الشمالية ورئيس الوزراء صامويل أكينتولا من المنطقة الغربية، ولكن واجه المنقلبون صعوبة في سعيهم لتشكيل حكومة مركزية. سلم رئيس مجلس الشيوخ نوافور أوريزو مقاليد الحكومة إلى الجيش، ثم إلى قيادة ضابط آخر من الإيغبو، وهو الجنرال جونسون أجويي-أيرونسي. بعد ذلك مهد الانقلاب المضاد في العام 1966، وبدعم أساسي من ضباط الجيش الشمالي، مهد الطريق لصعود يعقوب جون قائدًا عسكريًا للدولة. تصاعد التوتر بين الشمال والجنوب؛ تجلّى ذلك في ملاقاة أبناء الإيغبو في المدن الشمالية الاضطهاد، وفرّ الكثير منهم إلى المنطقة الشرقية.
في مايو 1967، أعلن حاكم المنطقة الشرقية المقدم إيميكا أوجوكو منطقته دولة مستقلة عن الاتحاد الفيدرالي، باسم جمهورية بيافرا، تحت قيادته. أشعل هذا الإعلان نيران الحرب الأهلية النيجيرية، والتي بدأت عندما شنّت القوات الحكومية النيجيرية الرسمية هجومًا على بيافرا في 6 يوليو 1967 في غاركيم. في يناير 1970 انتهت الحرب التي امتدت لثلاثين شهرًا، والتي شهدت حصارًا طويلًا لبيافرا وعزلها عن التجارة والإمدادات. تتراوح تقديرات عدد القتلى في جانب المنطقة الشرقية السابقة بين المليون والثلاثة ملايين قتيل سقطوا خلال الحرب الأهلية التي امتدت لثلاثين شهرًا. انخرطت كل من فرنسا، ومصر، والاتحاد السوفييتي، وبريطانيا، وإسرائيل، وغيرها من الدول في الحرب الأهلية بصورة فاعلة من خلف الكواليس. كانت بريطانيا والاتحاد السوفييتي هما الداعمين الرئيسيين للحكومة النيجيرية، إذ لجأت نيجيريا إلى استخدام الدعم الجوي عبر طيارين مصريين قدمهم جمال عبد الناصر، في حين دعمت فرنسا وإسرائيل البيافرانيين. اتخذت حكومة جمهورية الكونغو الديمقراطية، تحت إدارة الرئيس موبوتو سيسي سيكو، موقفًا مبكرًا من انفصال بيافرا تمثّل في تقديم الدعم العلني للحكومة النيجيرية الفيدرالية، وحشد ألوف الجنود للقتال ضد الانفصاليين.
في السنوات التالية للحرب، شهدت نيجيريا طفرة في قطاع النفط خلال عقد السبعينيات من القرن العشرين وانضمت لمنظمة أوبك وحققت عائدات نفط هائلة. رغم تلك الإيرادات، لم تقدم الحكومة العسكرية الشيء الكثير لتحسين مستوى معيشة السكان، أو مساعدة الشركات الصغيرة والمتوسطة، أو الاستثمار في البنية التحتية. مع تسبّب عائدات النفط بارتفاع الدعم الفيدرالي للولايات، غدت الحكومة الفيدرالية بؤرةً للصراع السياسي ومركز السلطة في البلاد. مع ارتفاع إنتاج النفط وإيراداته، تزايد اعتماد الحكومة النيجيرية على عائدات النفط والأسواق الدولية للسلع الأساسية بسبب مخاوف متعلقة بالميزانية والاقتصاد. في يوليو 1975، أطاح انقلاب بقيادة الجنرالات شيخو موسى يارادوا وجوزيف نانفين غاربا بالرئيس يعقوب جون الذي فر إلى بريطانيا. أراد مدبرو الانقلاب استبدال حكم جون الديكتاتوري بحكم ثلاثي لقادة ألوية يُمنح المجلس العسكري الأعلى حق نقض قراراتهم. لإقامة هذا الحكم الثلاثي، أقنع المنقلبون الجنرال مورتالا محمد بأن يصبح رئيسًا عسكريًا للدولة، مع اعتبار الجنرال أولوسيجون أوباسانجو نائبه، والجنرال ثيوفيلوس دانجوما الرجل الثالث. طبّقت الحكومة الثلاثية الحكم الثلاثي إجراءات تقشفية للحدّ من التضخم، وأنشأت مكتب تحقيقات لملاحقة نشاطات الفساد، واستبدلت جميع الحكام العسكريين بضباط جدد، وأطلقت «عملية ديدوود (سقط المتاع)» والتي طردت بموجبها 11,000 مسؤولًا من الوظائف الحكومية.
في العام 1976 نفذ العقيد بوكا سوكا ديمكا محاولة انقلاب ضد حكومة نيجيريا، تعرض خلالها الجنرال مورتالا محمد للاغتيال. افتقر ديمكا للدعم الكافي ضمن الجيش ففشل انقلابه، مما اضطره للفرار من البلاد. بعد محاولة الانقلاب، عُيّن الجنرال أولوسيجون أوباسانجو رئيسًا عسكريًا للدولة. في منصبه كرأس الدولة، تعهد أوباسانجو بمواصلة السير على نهج سياسات مورتالا. انطلاقًا من إدراكه بخطورة استعداء مواطني شمال نيجيريا، عيّن أوباسانجو الجنرال شيخو ياراودا وكيلًا عنه وأوكل إليه منصب نائب الرئيس، متممًا بذلك فريق الحكم الثلاثي. وهكذا كان أوباسانجو رئيسًا للدولة، والجنرال ثيوفيلوس دانجوما رئيسًا لأركان الجيش، وشرع ثلاثتهم في إعادة السيطرة على النظام العسكري وأشرفوا على برنامج نقل السلطات من الجيش: إنشاء الولايات، وترسيم الحدود الوطنية، وإصلاح الحكومات المحلية، وإنشاء لجنة لوضع دستور الجمهورية النيجيرية الثانية.

### الحكم المدني والجمهورية الثانية (1979-1983)

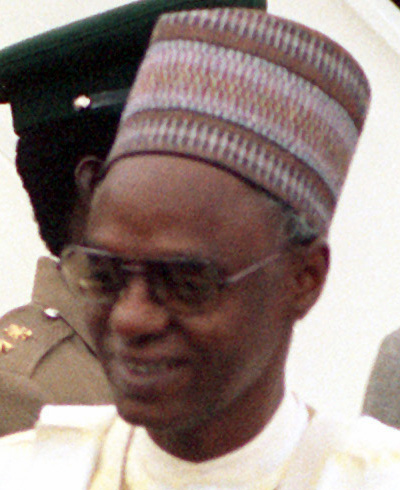
شيخو شاغاري، أول رئيس نيجيري منتخب ديمقراطيًا في الجمهورية النيجيرية الثانية من 1979 حتى 1983

في العام 1977، انتُخبت جمعية تأسيسية لصياغة دستور جديد نُشر في 21 سبتمبر 1978، وتبعًا لذلك رُفع الحظر عن النشاط السياسي. خطط الجيش بعناية للعودة إلى الحكم المدني، وأنفذ تدابير تضمن حصول الأحزاب السياسية على دعم أوسع مما كان الحال عليه خلال حقبة الجمهورية الأولى. في العام 1979، تنافست خمسة أحزاب سياسية في سلسلة انتخابات فاز فيها الحاج شيخو شاغاري من الحزب الوطني النيجيري برئاسة البلاد. وحققت جميع الأحزاب الخمسة التمثيل في الجمعية الوطنية. في 1 أكتوبر 1979، أدى شيخو شاغاري اليمين باعتباره أول رئيس وقائد أعلى لجمهورية نيجيريا الاتحادية. نقل أوباسانجو السلطة بشكل سلمي إلى شاغاري، ليصبح بذلك أول رئيس دولة في تاريخ نيجيريا يتنحى طوعًا.
اتّضح لجميع فئات المجتمع النيجيري تقريبًا مقدار فساد حكومة شاغاري. في العام 1983 بدأ المفتشون في مؤسسة البترول النيجيرية الوطنية المملوكة للدولة يلاحظون «وتيرة تسميم أجواء البلاد». في أغسطس 1983 عادت حكومة شاغاري والحزب الوطني النيجيري إلى السلطة بعد انتصار ساحق، إذ حازوا على غالبية مقاعد الجمعية الوطنية وحكومة 12 ولاية. لكن شابت الانتخابات أعمال عنف وادعاءات عريضة بتزوير الانتخابات، وأدت المخالفات الانتخابية إلى منازعات قضائية تتعلق بصحة نتائج الانتخابات. وساد مزاج شعبي مشابه لما شهدته الجمهورية الأولى يُلقي بظلال الشك على قدرة القادة السياسيين على الاضطلاع الناجح بشؤون الحكم وهو ما أدى إلى مرحلة أخرى من القادة العسكريين الجدد.

### الحكم العسكري والجمهورية الثالثة (1983-1999)
وقع انقلاب العام 1983 في ليلة رأس السنة. نفّذ الانقلاب قادة بارزون في الجيش النيجيري وأدى إلى إنهاء حقبة الجمهورية النيجيرية الثانية وتنصيب اللواء محمد بخاري قائدًا للدولة. اعتبر الكثيرون أن الانقلاب العسكري الذي أتى بمحمد بخاري بُعيد إعادة الانتخابات في العام 1984 تطورًا إيجابيًا. تعهد بخاري بتنفيذ إصلاحات شاملة، ولكن حكومته لم تكن ذات فعالية مجدية أكثر من سابقتها، وأطاح انقلابٌ عسكري آخر بنظامه في العام 1985.
أطاح انقلاب العام 1985 الذي قاده الجنرال إبراهيم بابنجيدا بحكومة الجنرال بخاري، وشكّل مجلس حكم القوات المسلحة، وأصبح رئيسًا عسكريًا للبلاد ورئيس أركان الجيش. في عام 1986، أنشأ بابنجيدا المكتب السياسي النيجيري والذي قدم توصيات بخصوص الانتقال إلى الجمهورية الثالثة. في العام 1989، شرع بابنجيدا في وضع خطط لتنفيذ الانتقال نحو الجمهورية الثالثة. وافتتح ذلك العهد بتشريع تشكيل الأحزاب السياسية، وأسس نظام الحزبين بوجود الحزب الديمقراطي الاجتماعي وحزب المؤتمر الجمهوري الوطني قُبيل الانتخابات العامة للعام 1992.
حثَّ بابنيجدا جميع النيجيريين على الانضمام إلى أي من الحزبين، واللذين أطلق عليهما السياسي الراحل بولا إيج التسمية الشهيرة «يدان مجذومتان». كان نظام الحزبين من ضمن توصيات المكتب السياسي. في نوفمبر 1991، وبعد إجراء تعداد للسكان، أعلنت اللجنة الوطنية للانتخابات في 24 يناير 1992 عن عقد انتخابات تشريعية بعد عام واحد لتأسيس جمعية وطنية بمجلسين وعقد انتهابات رئاسية كذلك. عُمِد إلى تبنّي عملية تصويت يُشار إليها باسم الخيار إيه فور (نظام الاقتراع المفتوح). بموجب هذا الإجراء يحتاج أيما مرشح إلى النجاح في عملية الاختيار لجميع المناصب الانتخابية ضمن الحكومة المحلية، وحكومة الولاية، والحكومة الفيدرالية.
نجا بابنجيدا من محاولة انقلابية في العام 1991، وتبعًا لذلك أجّل وعده في العودة إلى الحياة الديمقراطية في العام 1992. عُقدت الانتخابات الرئاسية للعام 1993 في 12 يونيو، وهي أول انتخابات تُجرى منذ انقلاب العام 1983. أظهرت نتائج الانتخابات والتي لم تعلنها لجنة الانتخابات الوطنية رسميًا فوز الثنائي موشود أبيولا وباباغانا كنغيب من الحزب الديمقراطي الاجتماعي على بشير توفا وسيلفستر أوغو من حزب المؤتمر الجمهوري الوطني بنسبة 2.3 مليون صوت. رغم ذلك، ألغى بابنجيدا نتائج الانتخابات، وهو ما أدى إلى موجة احتجاجات مدنية عارمة شلّت البلاد لعدة أسابيع. في أغسطس 1993، أوفى بابنجيدا أخيرًا بوعده بنقل السلطة إلى حكومة ديمقراطية، ولكن بعدما عيّن إرنست شونيكان رئيسًا للحكومة الوطنية الانتقالية. اعتُبر نظام بابنجيدا الأكثر فسادًا، ومسؤولًا عن انتشار ثقافة الفساد في نيجيريا.
مع نهاية العام 1993، أُطيح بحكومة شونكان المؤقتة، ذات العمر الأقصر في التاريخ السياسي للبلاد، بسبب الانقلاب العسكري بقيادة الجنرال ساني أباشا الذي لجأ إلى القوة العسكرية على نطاق واسع لقمع الاضطرابات المدنية المتواصلة. في العام 1995، أعدمت الحكومة شنقًا الناشط البيئي كين سارو-ويوا بناء على تهم ملفقة بقتل أربعة من زعماء الأوغوني. لُجئ إلى تسوية الدعاوى القضائية بموجب قانون مطالبات الضرر الواقع على الأجانب الأمريكي ضد شركة رويال داتش شيل وبرايان أندرسون خارج إطار القضاء، مع ثبات شيل على موقفها بإنكار المسؤولية. في العام 1999 اكتُشفت مئات الملايين من الدولارات في حسابات بنكية تعود إلى أباتشا. وانتهى عهد النظام في العام 1998 عند وفاة الديكتاتور في فيلا خاصة. أودع أباتشا الأموال التي نهبها في حسابات خارجية في بنوك أوروبا الغربية، وأحبط مؤامرات الانقلاب عليه إما عبر اعتقال أو رشوة الجنرالات والسياسيين. اعتمد خليفته الجنرال عبد السلام أبو بكر دستورًا جديدًا في 5 مايو 1999 ينصّ على عقد انتخابات متعددة الأحزاب.

### التوجه نحو الديمقراطية والجمهورية الرابعة (1999-الوقت الحاضر)

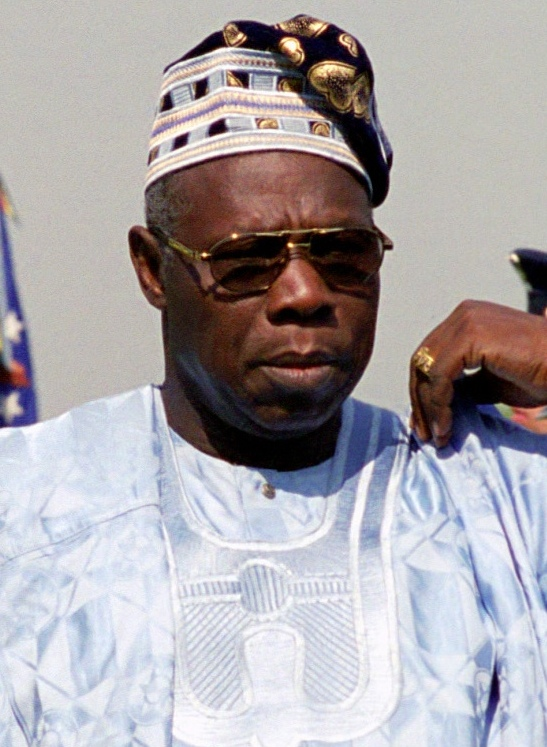
كان أولوسيجون أوباسانجو رئيسًا مدنيًا لنيجيريا من 1999 – 2007

في 29 مايو 1999، نقل أبو بكر السلطة إلى الفائز في الانتخابات الرئاسية للعام 1999، الحاكم العسكري السابق الجنرال أولوسيجون أوباسانجو ليكون بذلك ثاني رئيس مدني لنيجيريا منتخب ديمقراطيًا وإيذانًا ببدء حقبة الجمهورية النيجيرية الرابعة. أنهى ذلك فترة دامت 33 عامًا تقريبًا من الحكم العسكري امتدت من العام 1966 حتى 1999، باستثناء عهد الجمهورية الثانية القصير (من 1979 حتى 1983)، وقد كان حُكم ديكاتوريين عسكريين استولوا على السلطة عبر الانقلابات والانقلابات المضادة خلال فترة حكم العسكر لنيجيريا من 1966 – 1979 و1983 – 1999.

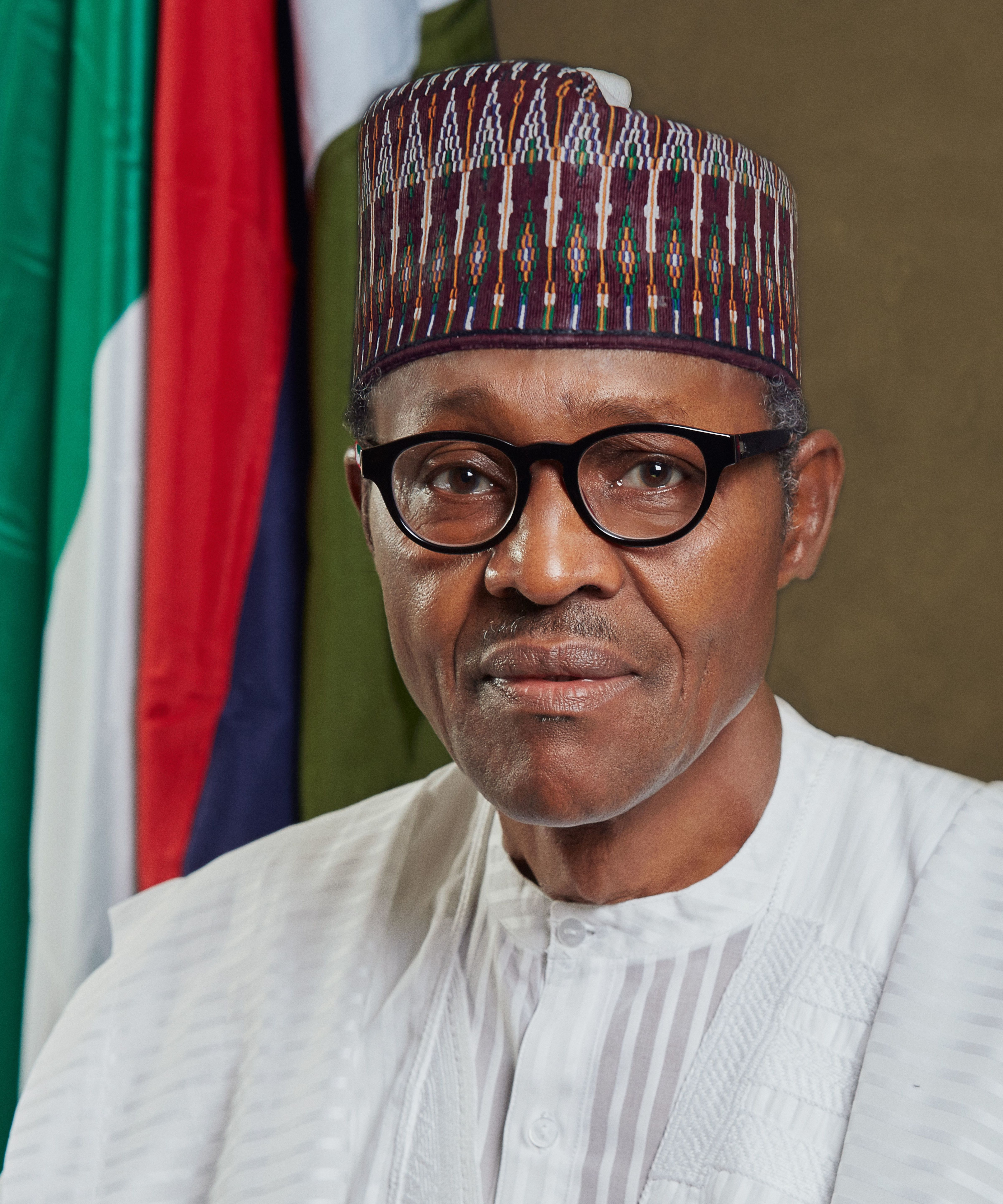
شغل محمد بخاري منصب رئيس نيجيريا منذ 2015 حتى 2023.

رغم اتسام الانتخابات التي جاءت بأوسابانجو إلى السلطة بغياب الحرية وعدم النزاهة، أولها الانتخابات الرئاسية في العام 1999 والفترة الرئاسة الثانية بعد الانتخابات الرئاسية للعام 2003، فقد شهدت نيجيريا فقزات كبرى في مساعيها لمواجهة الفساد الحكومي وتسريع وتيرة التنمية. يبقى العنف ذي الطابع الإثني للسيطرة على دلتا النيجر الغنية بالنفط والتمرد في الشمال الشرقي أزماتٍ تعصف بالبلاد. تسلم عمر ياراودا من حزب الشعب الديمقراطي مقاليد السلطة نتيجة للانتخابات العامة في العام 2007. أدان المجتمع الدولي هذه الانتخابات لعدم نزاهتها، بعد مراقبة حثيثة للانتخابات النيجيرية للدفع نحو عملية انتخابية حرة ونزيهة. أقر الرئيس آنذاك أوسابانجو بتزوير الانتخابات وغيرها من «الزلّات» الانتخابية ولكنه قال أن النتيجة تعكس نتائج استطلاعات الرأي. في خطاب متلفز للأمة في العام 2007، أضاف أوسابانجو قائلًا أنه في حال عدم إقرار النيجيريين فوز خليفته المختار بعناية، فإنه ستُتاح لهم الفرصة للتصويت مرة أخرى، بعد أربع سنوات. توفي يارادوا في 5 مايو 2010. وأدى غودلاك جوناثان اليمين رئيسًا خلفًا ليارادوا، ليصبح بذلك الرئيس الرابع عشر للبلاد. بقي غودلاك جوناثان في منصب الرئيس حتى 16 أبريل 2011 موعد عقد الانتخابات الرئاسية في نيجيريا. فاز جوناثان بالانتخابات، مع تقارير من الإعلام الدولي تفيد أن الانتخابات سارت بسلاسة، ولم تشبها حوادث عنف تُذكر أو تلاعب بأصوات الناخبين، مقارنة بالانتخابات السابقة عليها.
مع دنوّ الانتخابات العامة للعام 2015، تشكل تحالف مؤتمر جميع التقدميين النيجري بعد اندماج ثلاثٍ من أكبر أحزاب المعارضة: مؤتمر العمل في نيجيريا، ومؤتمر التغيير التقدمي، وحزب جميع شعوب نيجيريا، ومجموعة من التحالف الكبير لجميع التقدميين، ومجموعة من الحزب الديمقراطي الاجتماعي الجديد، ومجموعة من الحكام العاملين التابعين للحزب الحاكم حينها حزب الشعب الديمقراطي. في الانتخابات الرئاسية للعام 2015، هزم الحاكم العسكري السابق الجنرال محمد بخاري قائد مجموعة مؤتمر التغيير التقدمي ضمن تحالف مؤتمر جميع التقدميين، والذي خاض الانتخابات الرئاسية في الأعوام 2003، و2007، و2011 مرشحًا عن تحالف مؤتمر جميع التقدميين هزم منافسه الرئيس حينها غودلاك جوناثان من حزب الشعب الديمقراطي بأكثر من مليوني صوت. وهكذا أنهى فوز بخاري فترة حكم حزب الشعب الديمقراطي التي دامت لستة عشرة عامًا، ومثّل فوزه سابقةً في تاريخ نيجيريا: أن ينهزم رئيس في منصبه أمام مرشح المعارضة. لقيت الانتخابات استحسانًا عامًا لدى المراقبين لنزاهتها. وأُشيد بجوناثان على نطاق واسع لإقراره بالهزيمة ما أدى إلى تجاوز خطر اندلاع اضطرابات في البلاد. في الانتخابات الرئاسية للعام 2019 أُعيد انتخاب محمد بخاري لفترة رئاسية ثانية بعد انتصاره على أقرب منافسيه أتيكو أبو بكر.

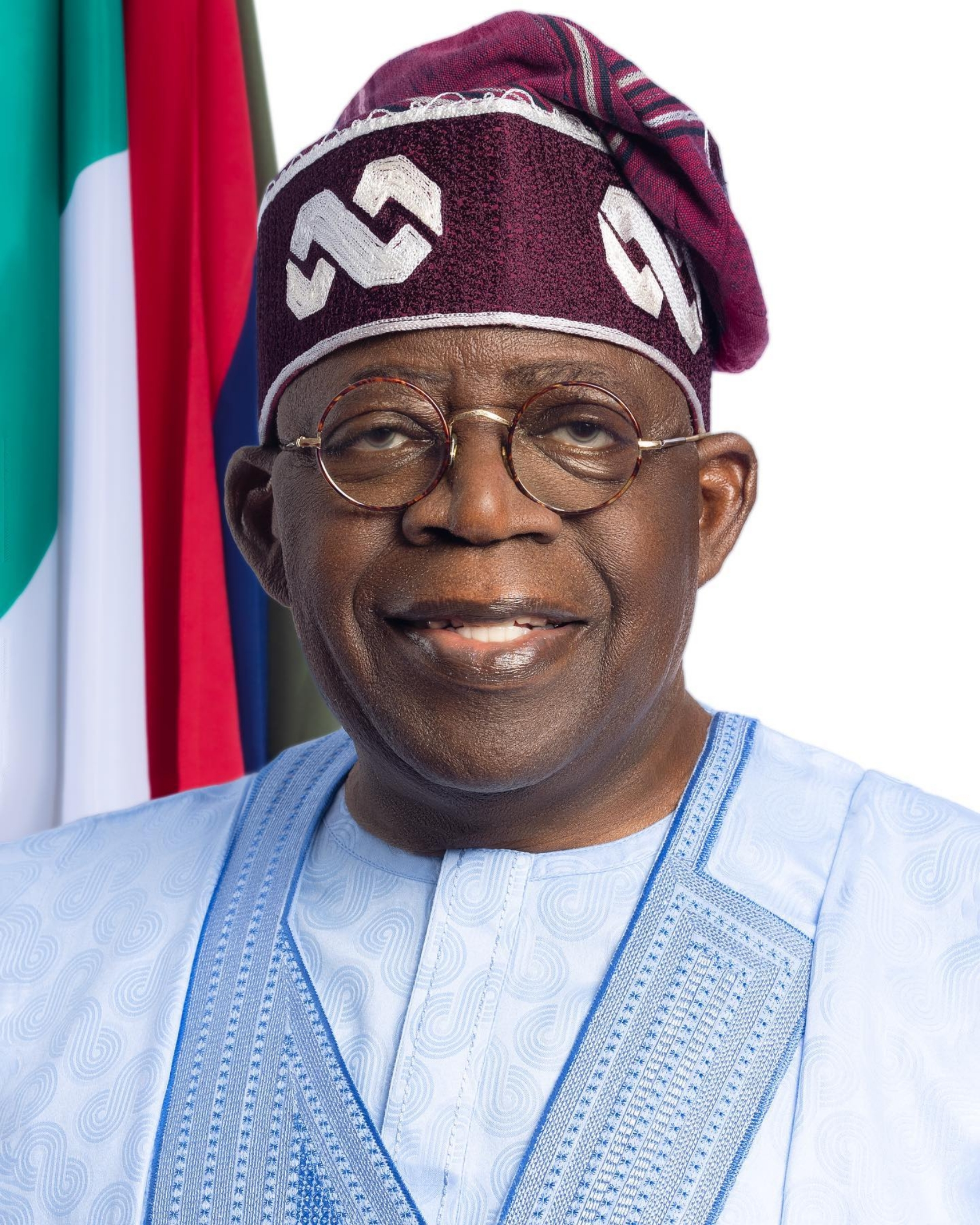
الرئيس بولا تينوبو، يشغل حاليًا منصب رئيس نيجيريا منذ 29 مايو 2023

لأول مرة منذ انتخابات الجمهورية الثانية، تنافس أربعة مرشحين على الرئاسة في الانتخابات الرئاسية في فبراير 2023 هم: بولا تينوبو زعيم الحزب الحاكم التقدمي حزب مؤتمر الجميع التقدميين، وأتيكو أبو بكر من حزب الشعب الديمقراطي المحافظ، وبيتر أوبي من حزب العمال، ورابيو كوانكواسو من حزب الشعب النيجيري الجديد اليساري المتطرف. علاوة على ذلك، وللمرة الأولى منذ عودة الديمقراطية، لم يترشح أي حاكمٍ عسكريٍ سابقٍ لمنصب الرئيس، مما يشير إلى تعزيز الديمقراطية والثقة في الدستور التعددي، فضلاً عن التبشير بالانتقال إلى طبقة ديمقراطية جديدة من السياسيين. شهدت الانتخابات أيضًا ظهور مؤيدين مجازيين للمرشحين الجدد هم: حركة أوبيدينت التابعة لبيتر أوبي، الحاكم السابق لولاية أنامبرا، والتي نالت إعجاب الناخبين الشباب في المناطق الحضرية على نطاقٍ واسعٍ ولها قاعدتها الأساسية في الجنوب الشرقي؛ ورابيو موسى كوانكواسو، الحاكم السابق لولاية كانو في الشمال الغربي.
فاز بولا تينوبو من الحزب الحاكم في الانتخابات المتنازع عليها بنسبة 36.61% من الأصوات، بمجموع 8,794,726 صوتًا. وكان الوصيفون هم نائب الرئيس السابق أتيكو أبو بكر من حزب الشعب الديمقراطي، والحاكم السابق لولاية أنامبرا بيتر أوبي من حزب العمال، وكلاهما اعترض على النتيجة على الفور؛ ومع ذلك، ادعى كلا المرشحين الفوز وما زال التقاضي مستمرًا في محكمة الانتخابات. أجريت انتخابات اتحادية أخرى، بما في ذلك انتخابات مجلس النواب ومجلس الشيوخ، في نفس التاريخ بينما كان من المقرر إجراء انتخابات الولاية بعد أسبوعين في 11 مارس، ولكن تم تأجيلها لمدة أسبوع وعقدت في 18 مارس. نُصِّب بولا تينوبو في 29 مايو 2023 وأدى اليمين رئيسًا لنيجيريا خلفًا لبوهاري.

## السياسة

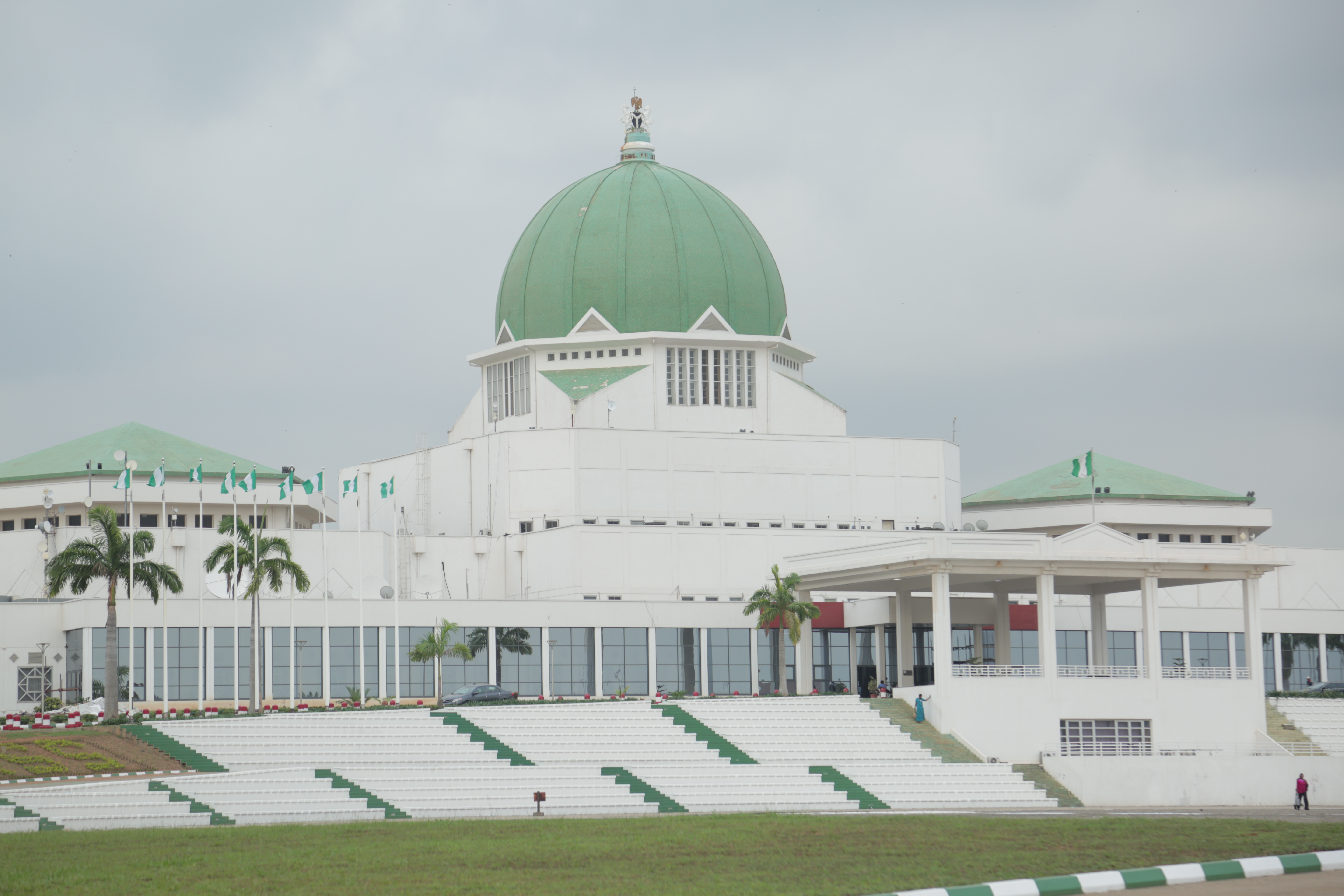
الجمعية العامة النيجيرية في أبوجا.

نيجيريا هي جمهورية اتحادية رئاسية على غرار الولايات المتحدة، والسلطة التنفيذية بيد الرئيس وتشابه نموذج نظام وستمنستر يُشكَّل ويُدار المجلسان الأعلى والأدنى بواسطة سلطة تشريعية ثنائية المجلس. الرئيس يترأس على حد سواء رئاسة الدولة والسلطة التنفيذية الوطنية؛ يُنتخب الرئيس بالاقتراع الشعبي لمدة أقصاها فترتين مدّة كل منهما أربع سنوات.
تُفحص سلطة الرئيس من قبل مجلس الشيوخ ومجلس النواب اللذان يُشكلان مجتعين هيئة من مجلسين تدعى الجمعية الوطنية. مجلس الشيوخ هو هيئة مؤلفة من 109 مقعدًا مع ثلاثة أعضاء من كل ولاية وعضو من من منطقة العاصمة أبوجا؛ وينتخب الأعضاء بالاقتراع الشعبي لولاية مدتها أربع سنوات ويحتوي المجلس على 360 مقعدًا ويُحدد عدد المقاعد لكل ولاية حسب نسبة السكان.
إن النعرة العرقية والقبلية والاضطهاد الديني قد أثرت على السياسة النيجيرية على حد سواء قبل وبعد الاستقلال في عام 1960. وشق الاستحواذ الحاد الانتقائي طريقه في صميم السياسة النيجيرية، مما أدى إلى تركيز الجهود القبلية للإمكانيات الاتحادية على منطقة معينة خدمةً للمصالح. وقد أدت القومية إلى سلسلة من الحركات الانفصالية النشطة مثل الجماعة الانفصالية ماسوب وحركات قومية مثل كونغرس شعوب أودوا وحركة تحرير دلتا النيجر. حافظت أكبر ثلاث مجموعات عرقية في نيجيريا (الهوسا واليوروبا والإيبو) على التفوق التاريخي في السياسة النيجيرية وأدت المنافسة بين هذه المجموعات الثلاث إلى تغذية الفساد والكسب الغير مشروع.
بسبب القضايا المذكورة أعلاه فإن الأحزاب السياسية في نيجيريا هي عمومًا ذات طابع وطني وعلماني (رغم أن هذا لا يحول دون التفوق المستمر للعرقيات السائدة). وتشمل الأحزاب السياسية الرئيسية في الوقت الحاضر حزب الشعب الديمقراطي الحاكم لنيجيريا، الذي يحافظ على 223 مقعدا في مجلس النواب و76 في مجلس الشيوخ (61.9% و69.7% على التوالي)؛ أما الحزب المعارض (حزب كل الشعب النيجيري) حاليًا (حزب كونغرس التقدميين) فلديه 96 مقعدًا في مجلس النواب و27 في مجلس الشيوخ (26.6% و24.7%) وحوالي عشرين لأحزاب المعارضة الثانوية.
اعترف الرئيس السابق أولوسيجون أوباسانجو بـ«الهفوات» الانتخابية لكنه قال أن النتيجة عكست استطلاعات الرأي وفي كلمة بثها التلفزيون الوطني في عام 2007 وأضاف أنه إذا لم يعجب النيجيريين انتصار خليفته الذي اختاره، سيكون لديهم فرصة للتصويت مرة أخرى في غضون أربع سنوات.
كما هو الحال في العديد من المجتمعات الأفريقية الأخرى، فإن الاضطهاد العرقي وارتفاع معدلات الفساد لا تزال تشكل تحديات كبيرة لنيجيريا. مارست جميع الأطراف الرئيسية تزوير الانتخابات وغيرها من وسائل الإكراه من أجل البقاء في دائرة المنافسة. في عام 1983 وصل معهد السياسة في كورو إلى نتيجة بأن فقط الانتخابات التي أجريت بين عامي 1959 و1979 عانت الحد الأدنى من التزوير.

### القانون
هناك ثلاثة أنظمة متميزة للقانون في نيجيريا:
- القانون العام، والمستمد من ماضيها الاستعماري البريطاني، وتطور من تلقاء نفسه بعد الاستقلال.
- القانون العرفي، والمستمد من المعايير التقليدية للشعوب الأصلية والممارسة، بما في ذلك اجتماعات لتسوية المنازعات من قبل الاستعمار والجمعيات السرية والأراضي العرقية.
- الشريعة الإسلامية، وتستخدم فقط في الولايات الشمالية من البلاد ذات الأغلبية المسلمة. وهو نظام الشريعة الإسلامية التي كانت تستخدم قبل فترة طويلة من الإدارة الاستعمارية وفي أواخر عام 1999 أكدت ولاية زامفارة استخدامه مع أحد عشر ولاية شمالية وهي ولايات كانو وكاتسينا والنيجر، وباوتشي، وبرنو وكادونا، وغومبي، وصكتو، وجيغاوة، ويوبي، وكبي.[96]
- لدى البلاد السلطة القضائية وفيها أعلى محكمة وهي المحكمة العليا في نيجيريا.[97]

### القوات المسلحة

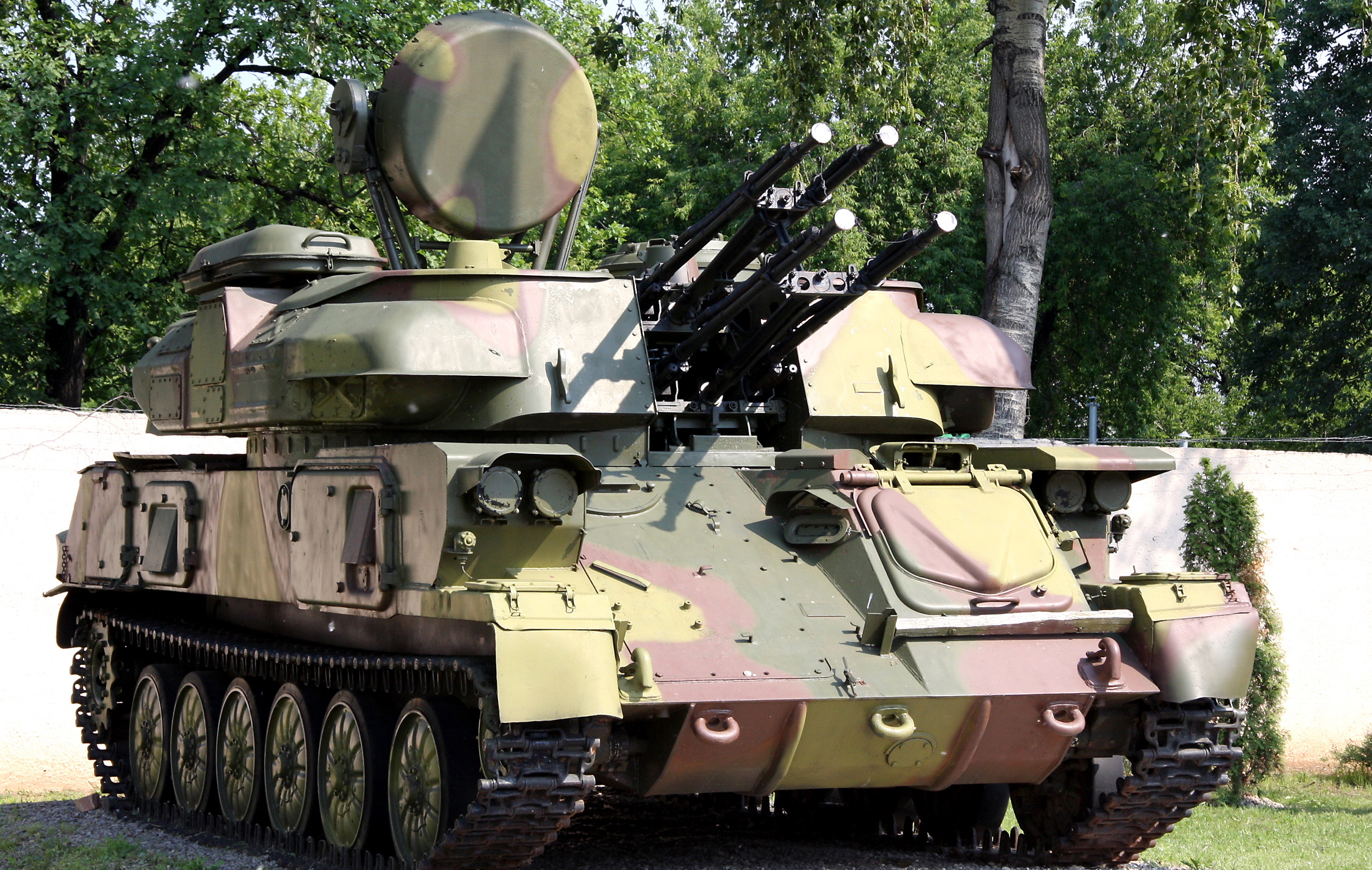
مدفع آلي مضاد للطيران تابع للجيش النيجيري

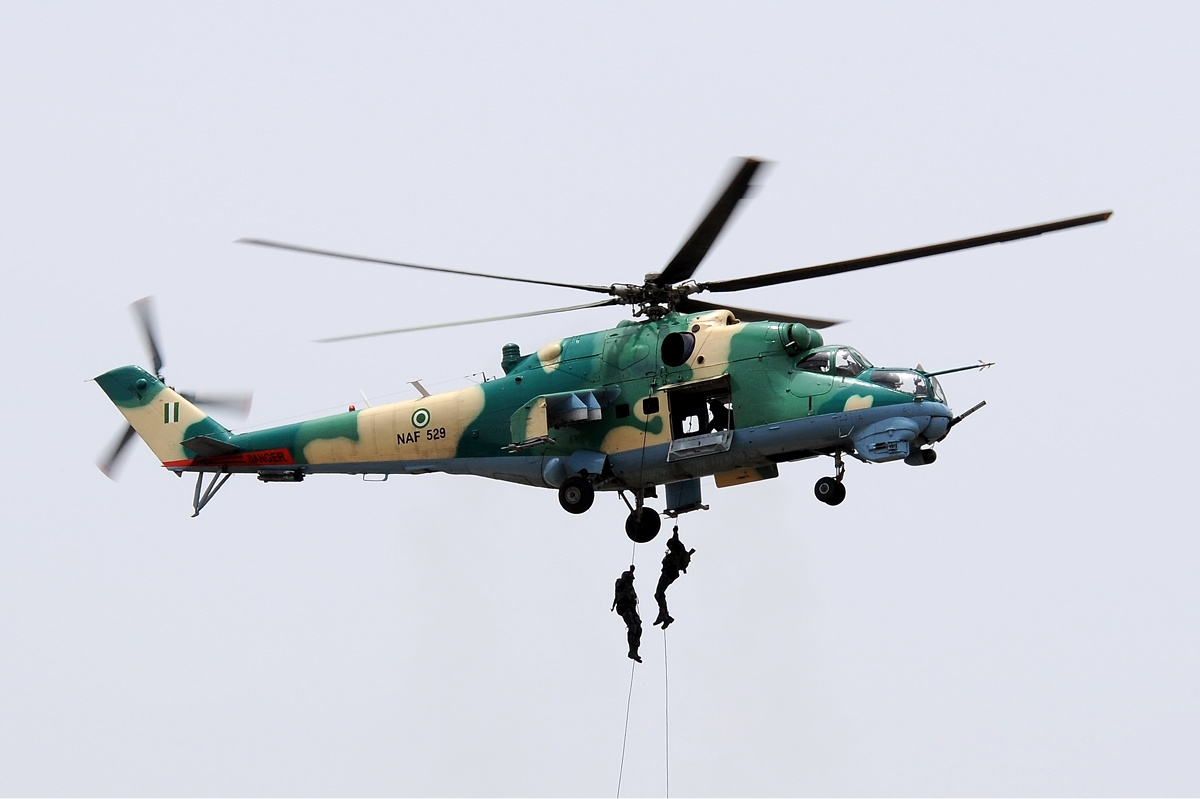
ميل مي-35 بي تابعة لسلاح الجو النيجيري

تتمثل مهمة القوات المسلحة النيجيرية في حماية جمهورية نيجيريا الفيدرالية، وتعزيز المصالح الأمنية الدولية لنيجيريا، ودعم مساعي حفظ السلام، وخصوصًا في غرب نيجيريا. يُعتبر هذا متماشيًا مع عقيدة عسكرية تُسمّى أحيانًا السلام النيجيري.
تتألف القوات المسلحة النيجيرية من الجيش، والبحرية، وسلاح الجو. أدى الجيش في نيجيريا دورًا بارزًا في تاريخ البلاد منذ استقلالها. استولت عدة مجالس عسكرية على السلطة وحكمت البلاد في معظم تاريخها المعاصر. انتهت آخر فترة حكم عسكري في العام 1999 بعد الوفاة المفاجئة للديكتاتور الأسبق ساني أباتشا في العام 1998. في العام التالي نقل خليفته عبد السلام أبو بكر السلطة لحكومة أولسيجون أوباسانجو المنتخبة ديمقراطيًا.
انطلاقًا من كونها أكبر البلدان الإفريقية كثافة بالسكان، فقد موضعت نيجيريا جيشها بوصفه قوة حفظ سلام في القارة السمراء. منذ العام 1995، وبموجب قرارات مجموعة المراقبة التابعة للجماعة الاقتصادية لدول غرب إفريقيا نُشرت قوات حفظ سلام من الجيش النيجيري في ليبيريا (1997)، وساحل العاج (1997-1999)، وسيراليون (1997-1999). وبتفويض من الاتحاد الأفريقي، أرسلت نيجيريا قواتها إلى السودان ودارفور سعيًا لنشر وإحلال السلام.
منذ ذلك التاريخ، أُرسلت قوات الجيش النيجيري عبر غربي إفريقيا، ما أدى إلى انحسار موجة الإرهاب في بلدان مثل مالي، والسنغال، وتشاد، والكاميرون، إضافة إلى انخراطه في حرب مالي، وخلع يحيى جامع من السلطة في العام 2017.

### العلاقات الخارجية

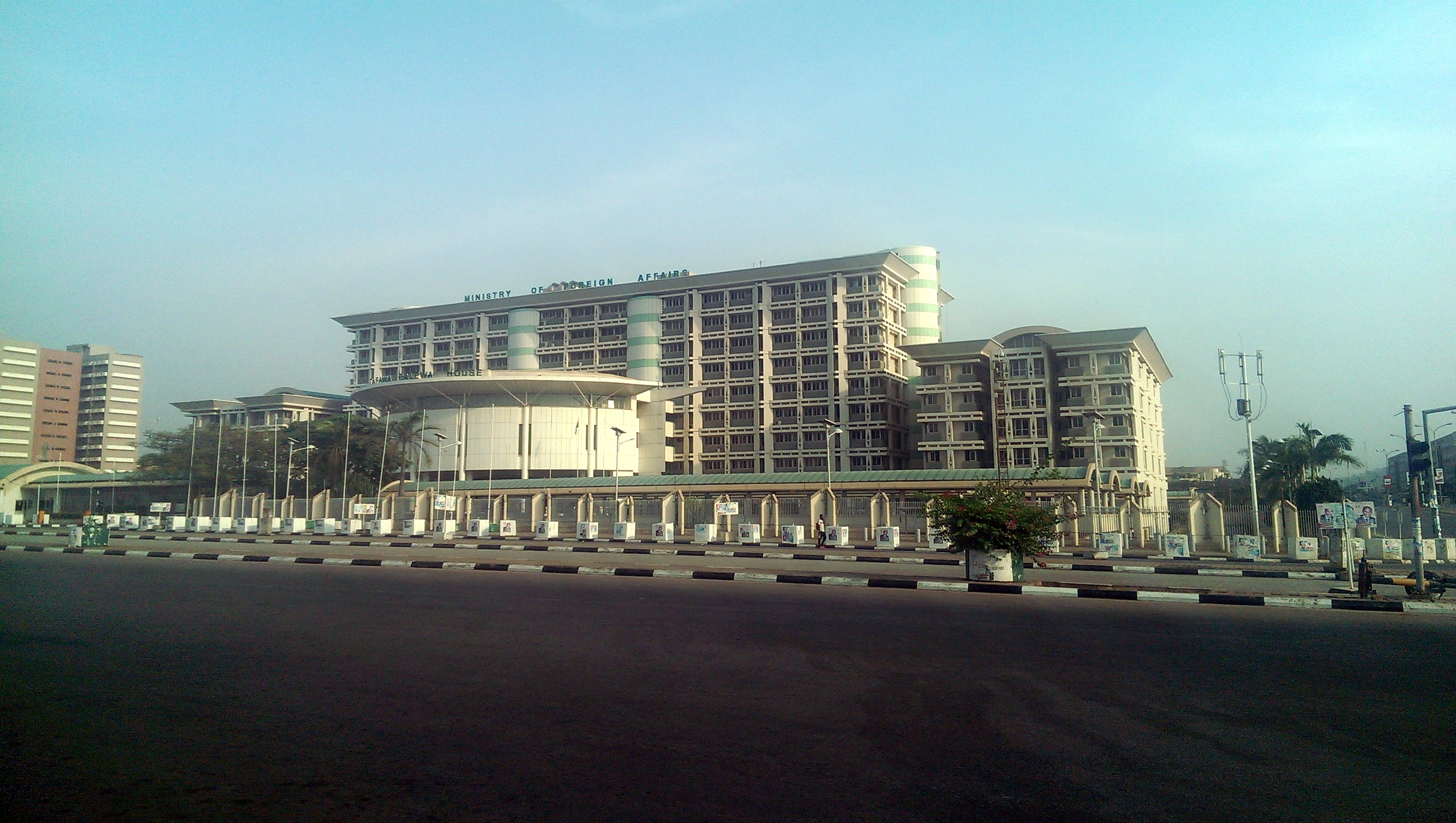
وزارة الشؤون الخارجية في أبوجا

عند حصولها على الاستقلال في عام 1960، قدمت نيجيريا الوحدة الأفريقية محور لسياستها الخارجية، ولعبت دورًا قياديًا في الكفاح ضد حكومة الفصل العنصري في جنوب إفريقيا. مع وجود استثناء واحد ملحوظ لسياستها الأفريقية وهو العلاقة الوثيقة المتطورة لنيجيريا مع إسرائيل خلال ستينيات القرن العشرين حيث قامت إسرائيل بالرعاية والأشرف على تشييد المباني البرلمانية النيجيرية.
تُختبر السياسة الخارجية في نيجيريا في 1970 بعد ظهور بلد موحد من الحرب الأهلية مؤيد للحركات ضد حكومات الأقلية البيضاء في أجزاء من إفريقيا الجنوبية. دعمت نيجيريا المؤتمر الوطني الأفريقي من خلال اتخاذ مواقف متشددة ملتزمة فيما يتعلق بحكومة جنوب إفريقيا والعمليات العسكرية في جنوب إفريقيا. وكانت نيجيريا أيضًا عضوًا مؤسّسًا لمنظّمة الوحدة الأفريقية (الاتحاد الأفريقي حاليًا)، ولها تأثير كبير في غرب إفريقيا وإفريقيا على وجه العموم. وقد أوجدت نيجيريا الجهود التعاونية الإقليمية في غرب إفريقيا حيث تعمل بوصفها حاملًا للواء الجماعة الاقتصادية لدول غرب إفريقيا (إيكواس) ومجموعة المراقبة التابعة لها، والمنظمات الاقتصادية والعسكرية.
مع هذا الموقف الأفريقي المحور أرسلت نيجيريا بسهولة قوات إلى الكونغو بناء على طلب من الأمم المتحدة بعد وقت قصير من الاستقلال (وحافظت على عضويتها منذ ذلك الوقت). كما دعمت نيجيريا العديد من الأسباب الموالية والذاتية لحكومات البلدان الأفريقية في السبعينيات، بما في ذلك حشد الدعم للحركة الشعبية لتحرير أنغولا وسوابو الأنغولية في ناميبيا، ومساعدة المعارضة لحكومات الأقلية في موزامبيق وروديسيا.

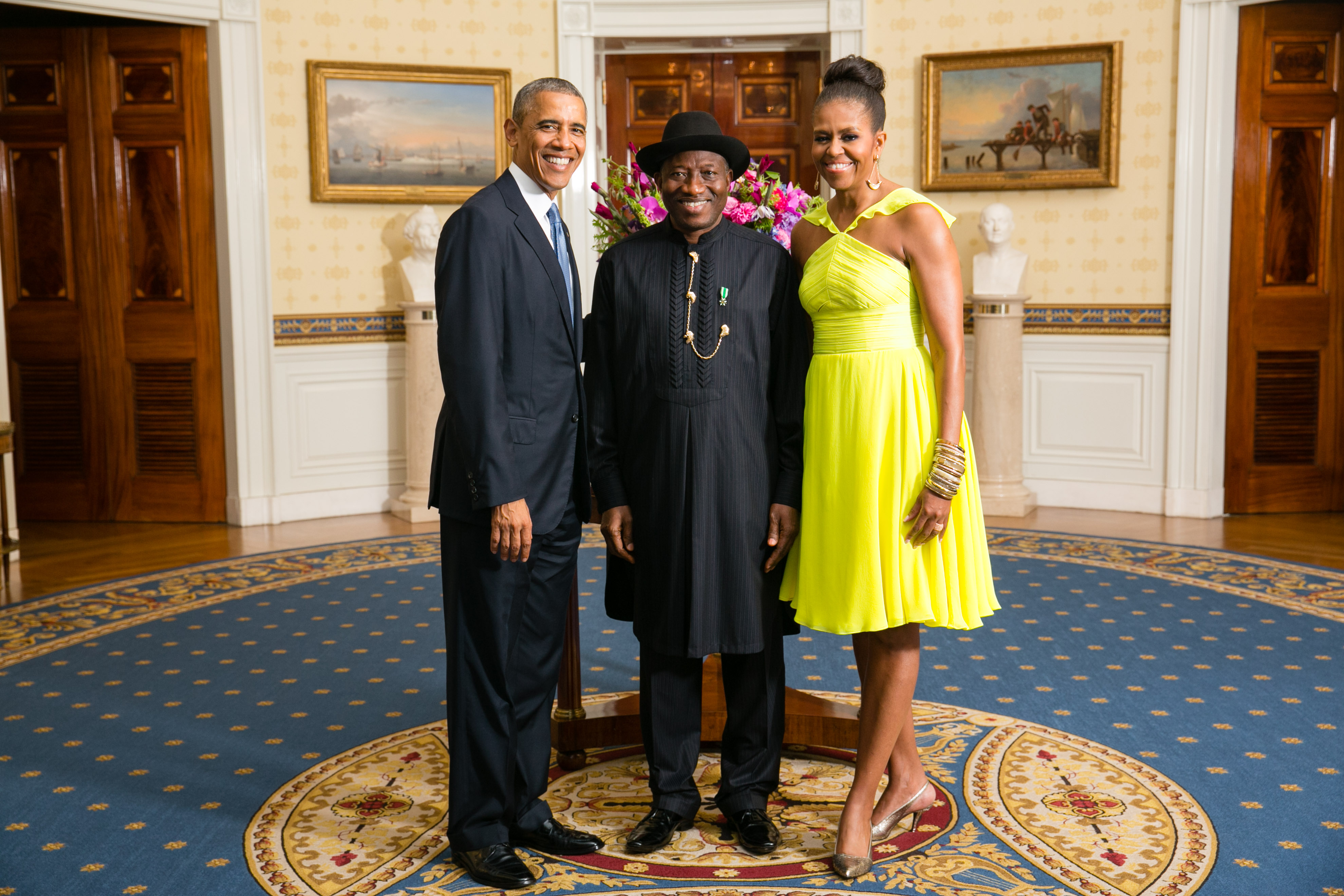
الرئيس النيجيري الأسبق غودلاك جوناثان (في الوسط) مع الرئيس الأمريكي الأسبق باراك أوباما والسيدة الأولى ميشيل أوباما في أغسطس 2014.

نيجيريا عضو في حركة عدم الانحياز. في أواخر نوفمبر عام 2006 قامت نيجيريا بتنظيم قمة أفرو-أمريكة جنوبية في أبوجا لتعزيز ما وصفه بعض الحضور بالروابط «بين بلدان الجنوب» على مجموعة متنوعة من الجبهات. ونيجيريا هي أيضًا عضو في المحكمة الجنائية الدولية، ورابطة دول الكومنولث التي فصلت منها مؤقتًا في عام 1995 عندما حكمها نظام أباتشا.
ظلت نيجيريا لاعبًا رئيسيًا في صناعة النفط العالمية منذ عام 1970، وحافظت على العضوية في منظمة البلدان المصدرة للبترول (أوبك)، التي انضمت إليها في شهر يوليو 1971. مكانتها البارزة باعتبارها من منتجين الرئيسيين للنفط جعل علاقاتها الدولية متذبذبة في بعض الأحيان مع كل من البلدان المتقدمة، ولا سيما الولايات المتحدة، والبلدان النامية مثل الصين، وجامايكا، وغانا، وكينيا في إفريقيا.
لقد هاجر الملايين من النيجيريين في أوقات المصاعب الاقتصادية، في المقام الأول إلى أوروبا أمريكا الشمالية وأستراليا. تشير التقديرات إلى أن أكثر من مليون نيجيري قد هاجروا إلى الولايات المتحدة وشكلوا الجماهير الأمريكية النيجيرية. وقد انضم العديد من أفراد هذا الشتات إلى مجتمعات محلية مثل «أومو اليوروبا»، وهي جمعية وطنية من أحفاد اليوروبا في أمريكا الشمالية.
في يوليو من العام 2019، وقع سفراء 37 دولة عضو في الأمم المتحدة، بما فيها نيجيريا، على رسالة إلى مجلس حقوق الإنسان التابع للأمم المتحدة، يدافعون فيها عن معاملة الصين لإثنية الإيغور في إقليم سنجان.
منذ العام 2000، زادت نسبة العلاقات التجارية بين الصين ونيجيريا باضطراد. وارتفع إجمالي التجارة بأكثر من 10,384 مليون دولار بين البلدين بين الأعوام 2000 و2016. ورغم ذلك، فقد مثَّل هيكل العلاقة التجارية بين الصين ونيجيريا قضية سياسية رئيسية للدولة النيجيرية. ويتجلى ذلك في كون الصادرات الصينية تمثل 80 في المائة تقريبًا من إجمالي حجم التبادل التجاري بين البلدين. وهو ما أدى إلى اختلال جدّي في الميزان التجاري، إذ استوردت نيجيريا عشرة أضعاف صادراتها إلى الصين. بالنتيجة، أصبح الاقتصاد النيجيري معتمدًا بشكل مفرط على الواردات الأجنبية الرخيصة للحفاظ على ثباته، ونجم عن ذلك تراجع حادّ في الصناعة النيجيرية بمقتضى هكذا ترتيبات.
التزامًا منها بسياستها الخارجية الميّالة إلى المركزية الأفريقية، طرحت نيجيريا مقترح عملة موحدة لغرب إفريقيا تُعرف باسم إيكو، في ظل افتراضها أن العملة النيجيرية النايرا ستهيمن عليها، ولكن في 21 ديسمبر 2019، أعلن رئيس ساحل العاج الحسن واتارا بالاشتراك مع إيمانويل ماكرون وعدة دول أخرى ضمن المجموعة الاقتصادية لدول غرب إفريقيا أنهم سيعيدون تسمية الفرنك الأفريقي (العملة الحالية لدول المجموعة الاقتصادية لدول غرب إفريقيا) عوضًا عن استبدال العملة بالكامل كما كان مُزمعًا في البداية. سبّب هذا نشوء خلاف ضمن المجموعة الاقتصادية لدول غرب إفريقيا، وأُشير إلى سياسة فرنسية استعمارية جديدة تتدخل في الوحدة الأفريقية وإذا اعتُمدت، فسيؤدي ذلك إلى فقدان السيادة الوطنية. منذ العام 2020، تأجل اعتماد عملة إيكو إلى العام 2025.

### التقسيمات الإدارية
نيجيريا جمهورية اتحادية (فدرالية) تتكون من 36 ولاية بالإضافة إلى منطقة العاصمة الاتحادية، أبوجا. كل ولاية لها مجلس تشريعي (أحادي الغرفة) وحاكم منتخب يعين المجلس التنفيذي.
يوجد في نيجيريا خمس مدن يزيد عدد سكانها عن مليون نسمة (وترتيبها من الأكبر إلى الأصغر): لاغوس، وكانو، وإبادان، وبنين، وبورت هاركورت. تُعتبر لاغوس أكبر مدينة في إفريقيا، إذ يفوق تعداد السكان في منطقتها الحضرية أكثر من 12 مليون نسمة.

## الجغرافيا
تقع نيجيريا في غرب إفريقيا على خليج غينيا وتمتد على مساحة تبلغ 923,768 كلم مربع (356,669 ميل مربع)، ما يجعلها الدولة الـ32 الأكبر في العالم. تُكافئ نيجيريا فنزويلا في حجمها تقريبًا، وتبلغ ضعفيّ حجم ولاية كاليفورنيا الأمريكية. تمتد حدودها على 4,047 كلم (2,515 ميل)، وتشترك بحدودها مع بنين (773 كلم أو 480 ميل)، والنيجر (1,497 كلم أو 930 ميل)، وتشاد (87 كلم أو 54 ميل)، والكاميرون (بما في ذلك إقليم أمبازونيا الانفصالي) 1,690 كلم أو 1,050 ميل. يبلغ طول ساحلها 853 كيلومتر (530 ميل) على الأقل. تقع نيجيريا بين خطي العرض 4° و°14 شمال خط الاستواء، وخطي الطول 2° و15° شرق خط غرينتش.
أعلى نقطة في نيجيريا هي قمة جبل شابال وادي بارتفاع 2,419 متر (7,936 قدم). أنهار نيجيريا الرئيسية هما النيجر وبينوي، اللذان يلتقيان ويصبان في دلتا النيجر التي تُعتبر إحدى أكبر دلتا الأنهار في العالم، وموضع منطقة الأيكة الساحلية الضخمة في وسط إفريقيا.

### المناخ
تتمتع نيجيريا بمشهد طبيعي متنوع. تتّسم منطقة أقصى الجنوب بمناخ استوائي، إذ يتراوح معدل هطول الأمطار السنوي من 60 إلى 80 إنش (1500 إلى 2000 ملم) سنويًا. تقع هضبة أوبودو في الجنوب الشرقي. توجد السهول الساحلية في الجنوب الغربي والجنوب الشرقي. يُعرف الجزء الجنوبي من منطقة الغابات بكونه «مستنقع المياه المالحة»، ويُعرف أيضًا باسم الأيكة الساحلية نظرًا لوجود أعداد هائلة من أشجار الأيكة الساحلية في المنطقة. ويقع شمال هذه الأيكة الساحلية مستنقع من المياه العذبة يحتوي على نباتات عدّة تنتمي لمستنقع المياه المالحة، وإلى الشمال منه توجد غابة مطيرة.

خريطة المناخ في نيجيريا

تُعتبر المنطقة الطبوغرافية الأكثر اتساعًا في نيجيريا هي أودية النيجر ووديان نهر بينوى (والتي تندمج بشكل حرف Y). توجد مرتفعات «شديدة الوعورة» في الجنوب الغربي من نهر النيجر. وإلى الجنوب الشرقي من نهر بينوى توجد التلال والجبال، والتي تشكل هضبة مامبيلا، وهي أعلى هضبة في نيجيريا. تقطع هذه الهضبة حدود نيجيريا مع الكاميرون، حيث تشكل النُظم البيئية الجبلية جزءًا من مرتفعات باميندا في الكاميرون (الهضبة الغربية المرتفعة، أو المرتفعات الغربية).
تشتهر المنطقة القريبة من الحدود مع الكاميرون قريبًا من الساحل بغناها بالغابات المطيرة وكونها جزءًا من المنطقة البيئية للغابات الساحلية في كروس-ساناغا-بيوكو، وهي مركز مهم للتنوع الحيوي. فهي موطن قرد الميمون الرمادي الفاتح، والذي يوجد حصرًا في براري هذه المنطقة بالإضافة إلى منطقة الحدود مع الكاميرون. يُعتقد أن المناطق المحيطة بكالابار، وولاية نهر كروس، والمناطق في هذه الغابة أيضًا، يُعتقد أنها تضمّ أضخم نسبة تنوع من الفراشات في العالم. فقدت منطقة جنوب نيجيريا الواقعة بين نهري النيجر وكروس معظم غاباتها نظرًا لزحف التنمية والحصاد مِن قبل عدد السكان المتزايد، مع استبدالها بالأراضي العشبية.
أما جميع الأراضي الواقعة بين أقصى الجنوب والشمال الأقصى فهي عبارة عن سافانا (غطاء شجري قليل الأهمية، مع نمو الأعشاب والأزهار بين الأشجار). نسبة هطول الأمطار محدودة هنا بشكل أكبر، إذ تتراوح بين 500 و1500 ملم (20 و60 إنش) سنويًا. تنقسم منطقة السافانا إلى فئات ثلاث هي: فسيفساء غابات-السافانا في غينيا، وسافانا السودان، وسافانا منطقة الساحل الأفريقي. يُذكر أن فسيفساء غابات-السافانا في غينيا هي عبارة عن سهول من الأعشاب الطويلة تتخلّلها الأشجار. وتشبهها في ذلك السافانا السودانية، إنما بوجود أعشاب أقصر وأشجار أقصر. وتتكون منطقة سافانا الساحل الأفريقي من مساحات حشائش ورمال، توجد في الشمال الشرقي. في منطقة الساحل الأفريقي، يقل هطول الأمطار عن 500 ملم (20 إنش) في السنة، مع زحف الصحراء الكبرى. في الجانب الشمالي الشرقي الجاف من البلاد تقع بحيرة تشاد، والتي تشترك فيها نيجيريا مع النيجر، وتشاد، والكاميرون.

### إيكولوجيا النبات
تتميّز نيجيريا إلى حد كبير بالعديد من أنواع الأشجار التي ينتمي معظمها إلى النباتات المحلية بينما بعضها غريب على البيئة المحلية. يُظهر التقرير أن نسبة كبيرة من الغابات الاصطناعية في البلاد تهيمن عليها أنواع النباتات الغريبة. وينبني على هذا افتراض أن الأشجار الغريبة سريعة النمو. ومع هذا، فقد ركزت الدراسات اهتمامها على نمو الأشجار المحلية والغريبة على حد سواء.

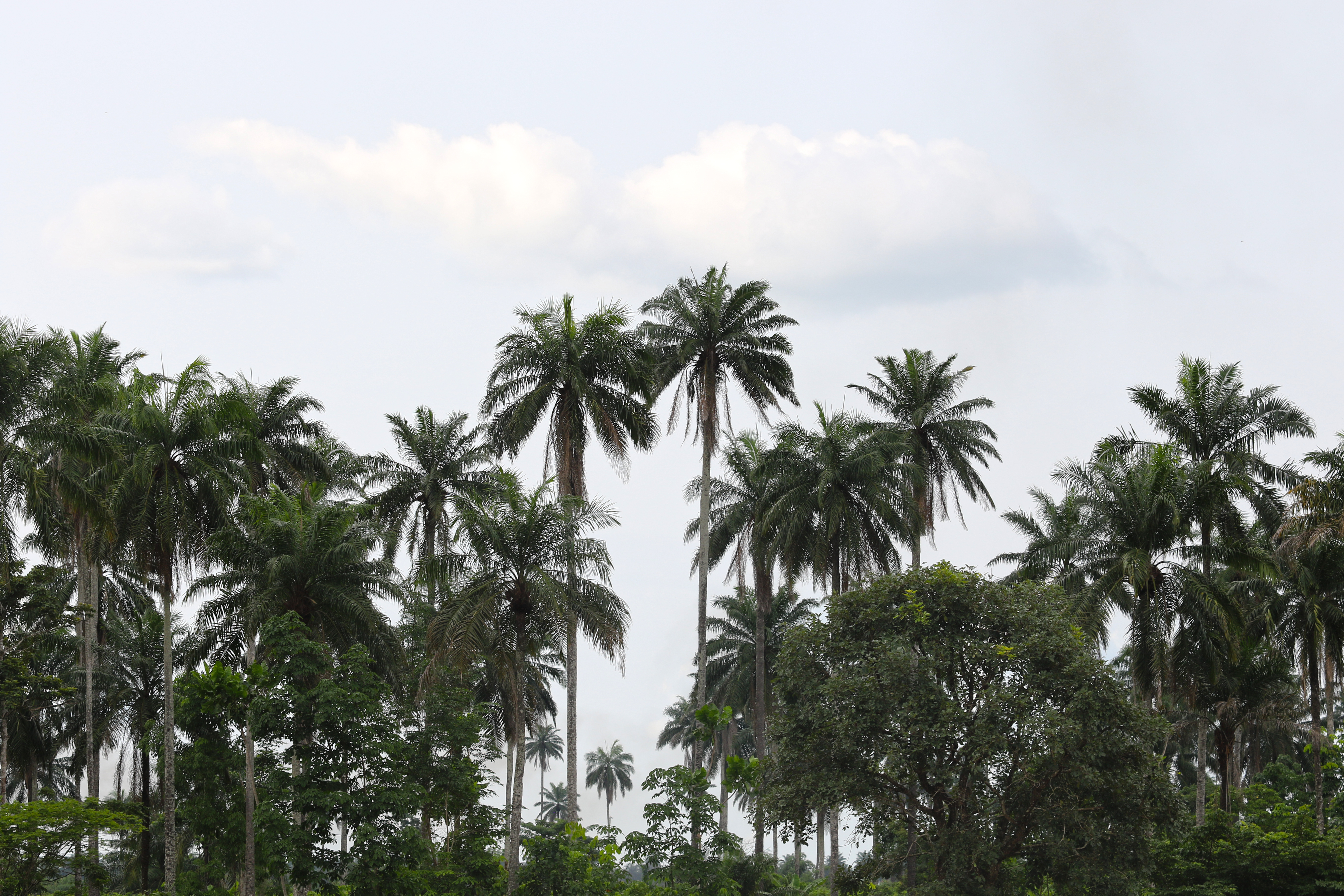
مزارع النخيل في ولاية الدلتا

تتأثر العديد من البلدان في إفريقيا بالأنواع الغريبة المجتاحة. في العام 2004، حدد الاتحاد الدولي لحفظ الطبيعة 81 نوعًا غريبًا مجتاحًا في جنوب إفريقيا، و49 نوعًا في موريشيوس، و 37 نوعًا في الجزائر، ومدغشقر، و35 نوعًا في كينيا، و28 نوعًا في مصر، و26 نوعًا في غانا، وزيمبابوي، و22 نوعًا في إثيوبيا. على الرغم من ذلك، لا يُعرف الكثير عن الأنواع الغريبة المجتاحة في نيجيريا، فقد أشارت معظم التقارير المتخصصة والدراسات إلى وجود أقل من 10 نباتات مجتاحة في البلاد. إضافة إلى النباتات المجتاحة، اعتُبر كلّ من الجرذ الأسود وفيروس إنفلونزا الطيور أيضًا من الأنواع الغريبة المجتاحة في نيجيريا. دخلت الأنواع الغريبة المجتاحة أول مرة إلى نيجيريا بشكل أساسي بواسطة الحكام الاستعماريين الذين جلبوا النباتات الغريبة إما بهدف زراعة أشجار الغابات أو لأغراض الزينة. أسهمت زيادة النشاط الاقتصادي في تشجيع دخول النباتات الغريبة إلى نيجيريا خلال حقبة ما بعد الاستقلال، إضافة إلى المباشرة بعمليات التنقيب عن النفط التجاري، وجلبتها كذلك السفن، كما أدخل مزارعو الزهور التجاريين نباتات الزينة.
بسبب الاستغلال الجائر، تقتصر آخر النظم الحيوية الطبيعية والغابات الأولية في نيجيريا على المناطق المحمية التي تضم محمية واحدة للمحيط الحيوي، وسبعة متنزهات وطنية، وموقع واحد للتراث العالمي، و12 محمية طبيعية شديدة، و32 محمية صيد أو محميات الأحياء البرية، وبضع مئات من المحميات الحرجية. يُضاف إلى هذه العديد من مواقع الحفظ خارج النطاق مثل المشاتل، والحدائق النباتية، وحدائق الحيوان، وبنوك الجينات التي تديرها العديد من مؤسسات التعليم العالي والمؤسسات البحثية.
في السافانا شبه القاحلة والجافة شبه الرطبة في غرب إفريقيا، بما في ذلك نيجيريا ، يشيع استخدام أنواع من النباتات العشبية -خاصة من أجناس النطش، والحريشة، والكاسيا، والأثمان- في الإنتاج الحيواني. في كثير من الأحيان يُلجأ إلى قطفها أو قطعها، وتقديمها أعلافًا طازجة أو محفوظة. لا يخفى الطابع الانتهازي الذي يشوب الاستفادة من هذه الأعشاب والعديد من الأعشاب الأخرى التي تنمو بشكل طبيعي في سياق عمل المزارع.
تُعتبر العديد من الأنواع الأخرى الأصلية في نيجيريا، بما فيها فول الصويا بأنواعه كافة، مصدرًا مهمًا للزيت والبروتين في المنطقة. كما توجد العديد من النباتات التي تُستخدم لأغراض طبية للمساعدة في علاج العديد من الأعضاء. من بعض هذه النباتات، الفربيونية التي تُستعمل لعلاج الملاريا واضطرابات الجهاز الهضمي وغيرها العديد من أنواع العدوى. أسهمت عدة عوامل إجهاد، مثل الجفاف، وانخفاض مغذيات التربة، وقابلية الإصابة بالآفات أسهمت في جعل مزارع الذرة جزءًا ثابتًا من الزراعة في هذه المنطقة.
مع زيادة وتيرة التصنيع، تعرّضت أنواع الأشجار في الغابة لخطر تلوث الجو، وأثبتت الدراسات أنه في بعض أجزاء من نيجيريا، أظهرت الأشجار تحملًا للتلوث وتنمو في مناطق تتسم بنِسبٍ عالية من التلوث الجوي.

### الأزمات والقضايا البيئية

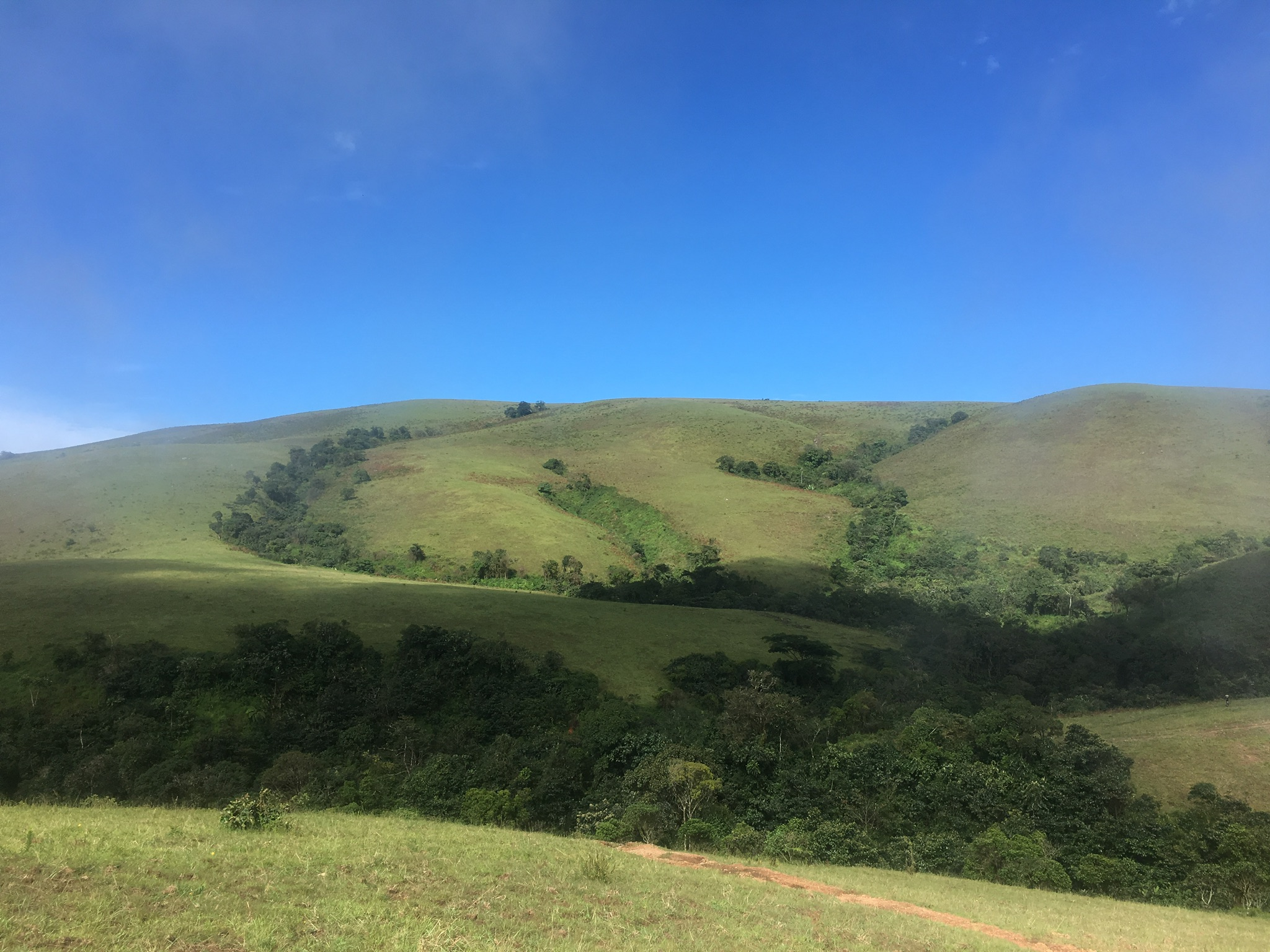
سلسلة غابات مطيرة في جبال أوبودو

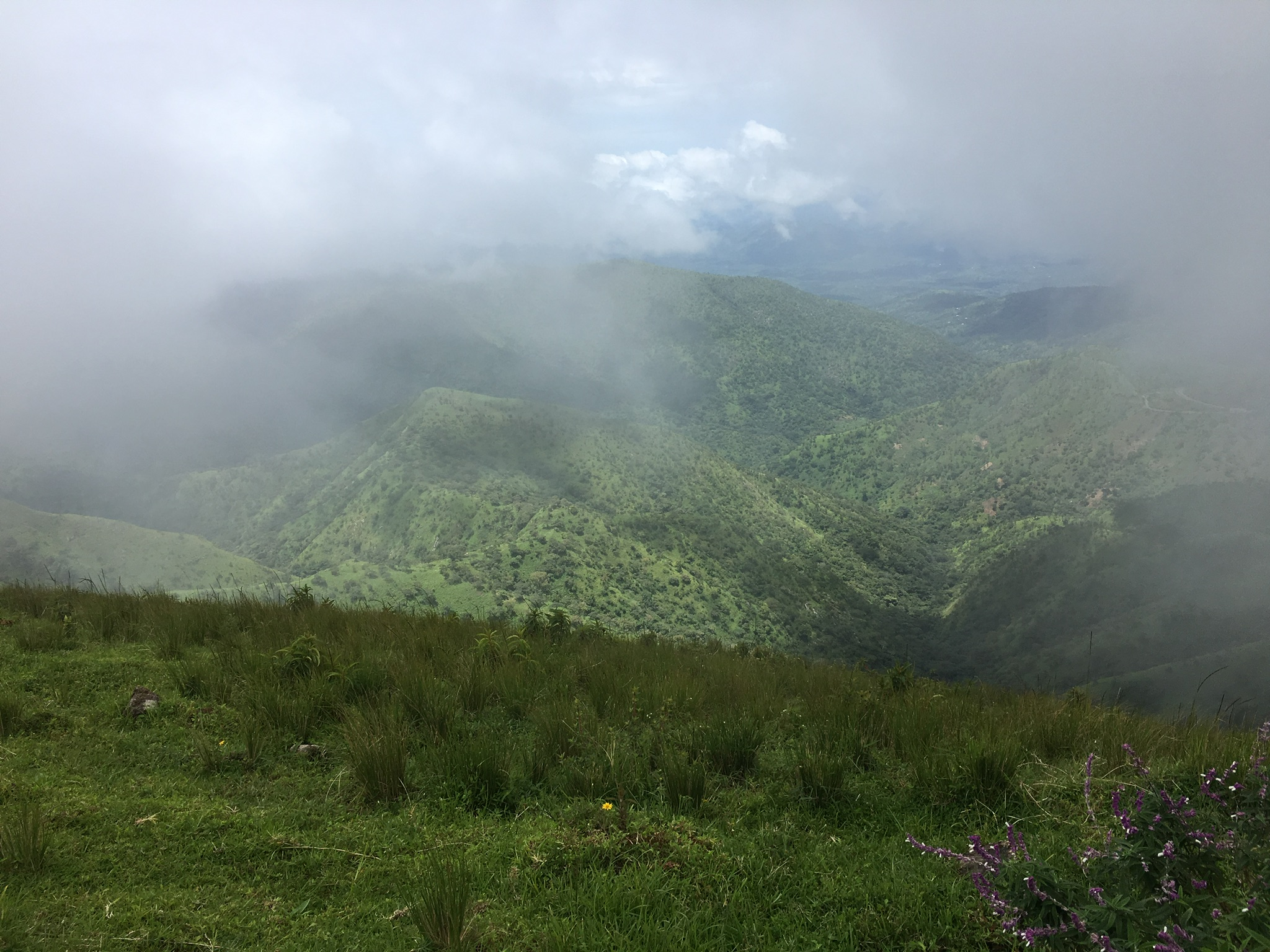
معانقة الغيوم لجبال أوبودو

تشهد منطقة الدلتا في نيجيريا، وهي موطن كُبرى صناعات النفط، تسربات نفطية خطيرة ومشاكل بيئية أخرى تسببت في نشوب الصراعات.
تتمثل أهم الأزمات البيئية في نيجيريا في إدارة المخلفات بما في ذلك معالجة الصرف الصحي، والعمليات المرتبطة بإزالة الغابات، وتدهور وتقهقر التربة، والتغيير المناخي أو الاحتباس الحراري. تسبب إدارة المخلفات مشاكل في المدن الكبرى مثل لاغوس والمدن النيجيرية الكبرى الأخرى المرتبطة بالتنمية الاقتصادية والزيادة السكانية، وعجز المجالس المحلية عن التعامل مع الزيادة الناتجة في المخلفات الصناعية والنفايات المنزلية. كما تُنسب مشكلة إدارة المخلفات الضخمة هذه إلى أنماط حياة الإدارة البيئة غير المستدامة التي يتَبعها مجتمع كوبوا في إقليمة العاصمة الاتحادية، حيث تشيع عادات التخلص العشوائي من النفايات، وإلقائها على جانبي القنوات أو فيها نفسها، أو في أنظمة الصرف الصحي التي هي ذاتها قنوات لتدفق المياه، وما إلى ذلك.
يُعتبر التخطيط الصناعي العشوائي، وزيادة حركة التحضر، والفقر، ونقص كفاءة الحكومات المحلية المسببات الرئيسية لارتفاع مستويات تلوث النفايات في مدن نيجيريا الرئيسية. أفضت بعض «الحلول» إلى نتائج كارثية على البيئة، ونجم عنها إلقاء النفايات غير المعالجة في الأماكن التي يمكن أن تؤدي إلى تلوث المعابر المائية والمياه الجوفية.
في العام 2005 سجلت نيجيريا أعلى معدل لإزالة الغابات في العالم، وفقًا لمنظمة الأغذية والزراعة للأمم المتحدة (الفاو). في نفس العام، عُمِد إلى تشجير 12.2%، أي ما يعادل 11,089,000 هكتارًا في البلاد. بين الأعوام 1990 و2000، فقدت نيجيريا سنويًا ما مقداره 409,700 هكتارًا من الغابات، وهو ما يعادل متوسط إزالة الغابات السنوي 2.4%. بين عامي 1990 و2005، فقدت نيجيريا بالمُجمل 35.7% من غطائها الغابوي الأخضر، أو ما يعادل 6,145,000 هكتارًا. سجلت نيجيريا 6.2/10 متوسط درجات على مؤشر سلامة المناظر الطبيعية للغابات للعام 2019، مما وضعها في المرتبة 82 عالميًا من بين 172 دولة.
في العام 2010، تعرض الآلاف بشكل غير مقصود للتربة المحتوية على الرصاص ومادة الرصاص الخام الناتجة عن التعدين غير الرسمي للذهب غير الرسمي في ولاية زمفارة الشمالية. رغم تضارب التقديرات، يُعتقد أن أكثر من 400 طفل توفوا بسبب التسمم الحاد بالرصاص، مما يجعل هذا أكبر نسبة وفاة مرتبطة بوباء التسمم بالرصاص على الإطلاق. ما تزال جهود الاستجابة للوباء مبذولة منذ العام 2016.

## الاقتصاد

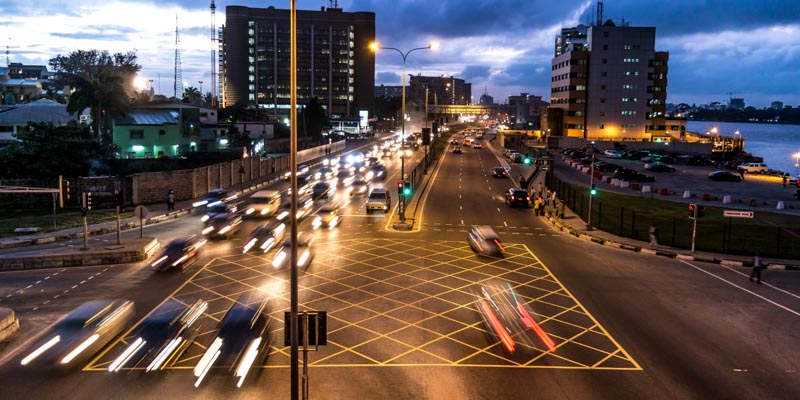
صورة للأفق في لاغوس، أهم مدن نيجيريا الصناعية

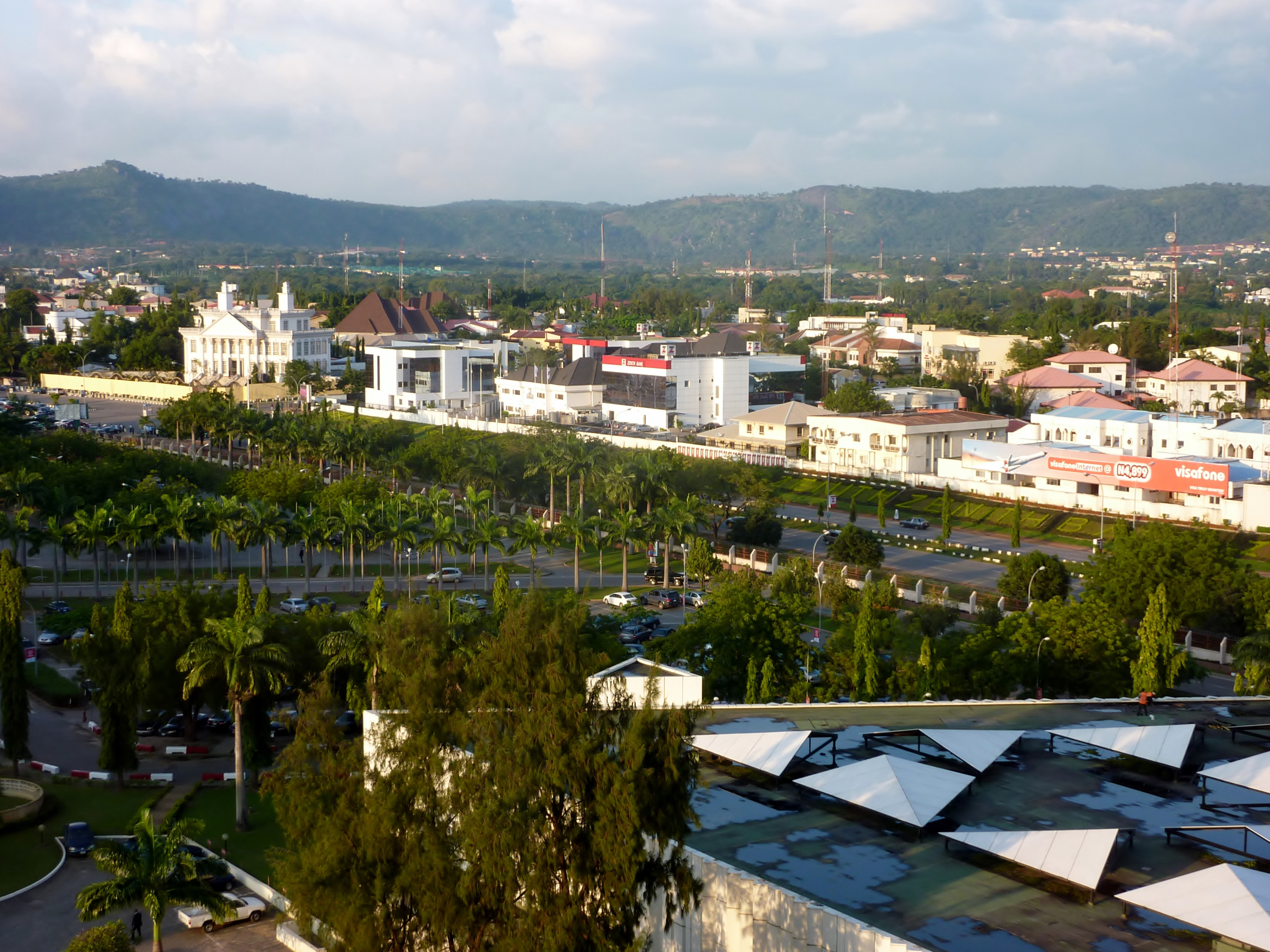
مقاطعة مايتما بأبوجا

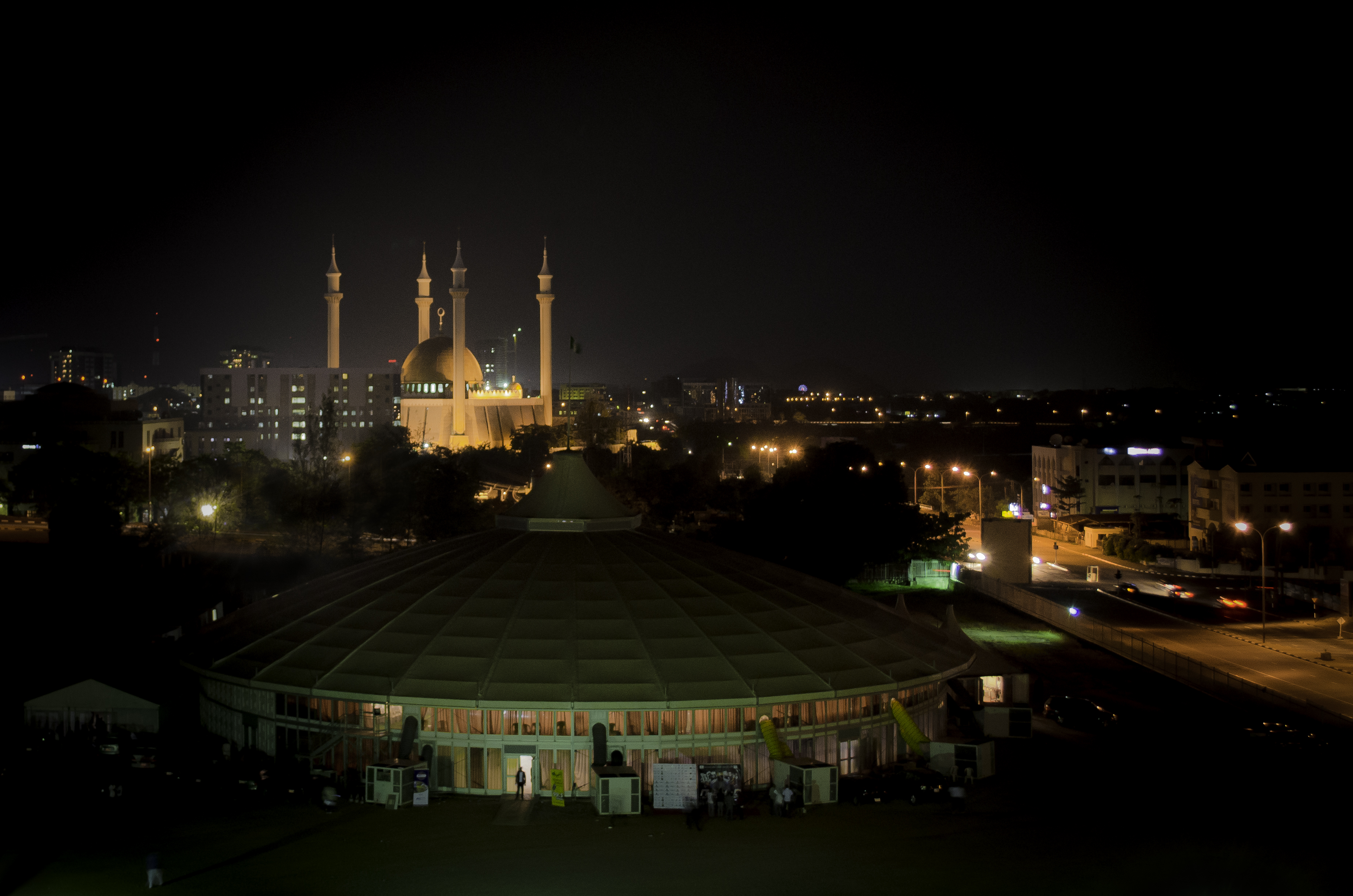
المنطقة التجارية المركزية في أبوجا كما تظهر ليلًا

يُصنّف اقتصاد نيجيريا بوصفه مختلطًا في سوقٍ ناشئة. ووفقًا لتصنيف البنك الدولي، فقد وصلت نيجيريا إلى وضع الدخل المتوسط الأدنى، مع وفرة في الموارد الطبيعية، والقطاعات المالية والقانونية والاتصالات والنقل المتطورة، والبورصة (البورصة النيجيرية)، والتي تُعدّ ثاني أكبر سوق بورصة في إفريقيا.
في العام 2015، جاءت نيجيريا في المرتبة 21 في العالم من ناحية الناتج المحلي الإجمالي (تعادل القوة الشرائية). ونيجيريا هي الشريك التجاري الأكبر للولايات المتحدة في إفريقيا جنوبي الصحراء الكبرى وتزودها بخمس احتياجاتها من النفط (11% من واردات النفط). كما لديها سابع أكبر فائض تجاري مع الولايات المتحدة مقارنة بأي دولة في العالم. وتُعدّ نيجيريا سوق التصدير الخمسين الأكبر للبضائع الأمريكية، وتأتي في المرتبة الرابعة عشر من حيث تصدير البضائع إلى الولايات المتحدة. والولايات المتحدة هي أكبر مستثمر أجنبي في نيجيريا. في أعقاب انهيار أسعار النفط في 2014-2016، بالتزامن مع صدمات الإنتاج السلبية، انخفض معدل نمو الناتج المحلي الإجمالي إلى 2.7% في العام 2015. في العام 2016 خلال الركود الأول في البلاد منذ 25 عامًا، سجّل الاقتصاد النيجيري انكماشًا بنسبة 1.6%. اتّسمت السنة المالية 2016 بانخفاض قيمة العملة وما رافق ذلك من ارتفاع في أسعار المنتجات البترولية، والكهرباء، والأغذية المستوردة، مما دفع التضخم إلى نسبة 18.55% في ديسمبر 2016 مقارنة بنسبة 9.55% في ديسمبر 2015.
في العام 2019، بدأ الاقتصاد بالتعافي إلى حدّ ما، مع نمو الناتج المحلي الإجمالي الحقيقي للبلاد بنسبة 2.3%، ويقدر صندوق النقد الدولي زيادة أخرى بنسبة 2.3% في العام 2020.
أعاقت سنوات حكم العسكر، والفساد، وسوء الإدارة مسيرة التنمية الاقتصادية. ولكن نجحت استعادة حكم الديمقراطية وما تبعها من إصلاحات اقتصادية في وضع نيجيريا مجددًا على المسار الصحيح نحو تحقيق كامل إمكاناتها الاقتصادية. ابتداءً من العام 2014، تُعتبر نيجيريا أكبر اقتصاد في إفريقيا، بعد أن تخطّت جنوب إفريقيا. إضافة إلى دولارات النفط، فإن ثاني أكبر مصدر لإيرادات القطع الأجنبي في نيجيريا هي الحوالات المالية التي يُرسلها النيجيريون المغتربون إلى البلاد.
خلال فترة الطفرة النفطية في السبعينيات من القرن العشرين، راكمت نيجيريا ديونًا خارجية كبيرة لتمويل أهم استثمارات البنية التحتية. مع وفرة النفط في الثمانينات، سعت نيجيريا جاهدة للإيفاء بدفعات قروضها، وفي نهاية المطاف تخلفت عن سداد دفوعات ديونها الرئيسية، وهو ما أدى إلى اقتصار السداد على الجزء المتعلق بالفائدة من القروض. أدت متأخرات السداد وفوائد الغرامات المتراكمة على أصل الدين غير المسدد إلى زيادة حجم الدين. بعد مفاوضات مع السلطات النيجيرية، توصلت نيجيريا ودائنوها في نادي باريس في أكتوبر 2005 إلى اتفاق أعادت نيجيريا بمقتضاه شراء ديونها مع حسم يقارب 60%. وظفت نيجيريا جزءًا من أرباحها النفطية لدفع نسبة 40% المتبقية من الدين، مما أدى إلى إتاحة 1.15 مليار دولار سنويًا على الأقل لبرامج الحد من الفقر. دخلت نيجيريا التاريخ في أبريل 2006 بعدما أصبحت أول دولة أفريقية تسدد كامل ديونها (المقدرة بثلاثين مليار دولار) المستحقة لنادي باريس.
تكافح نيجيريا لتحقيق الهدف الأول من أهداف التنمية المستدامة، المتمثل في القضاء على الفقر بجميع صوره بحلول العام 2030.

### الزراعة

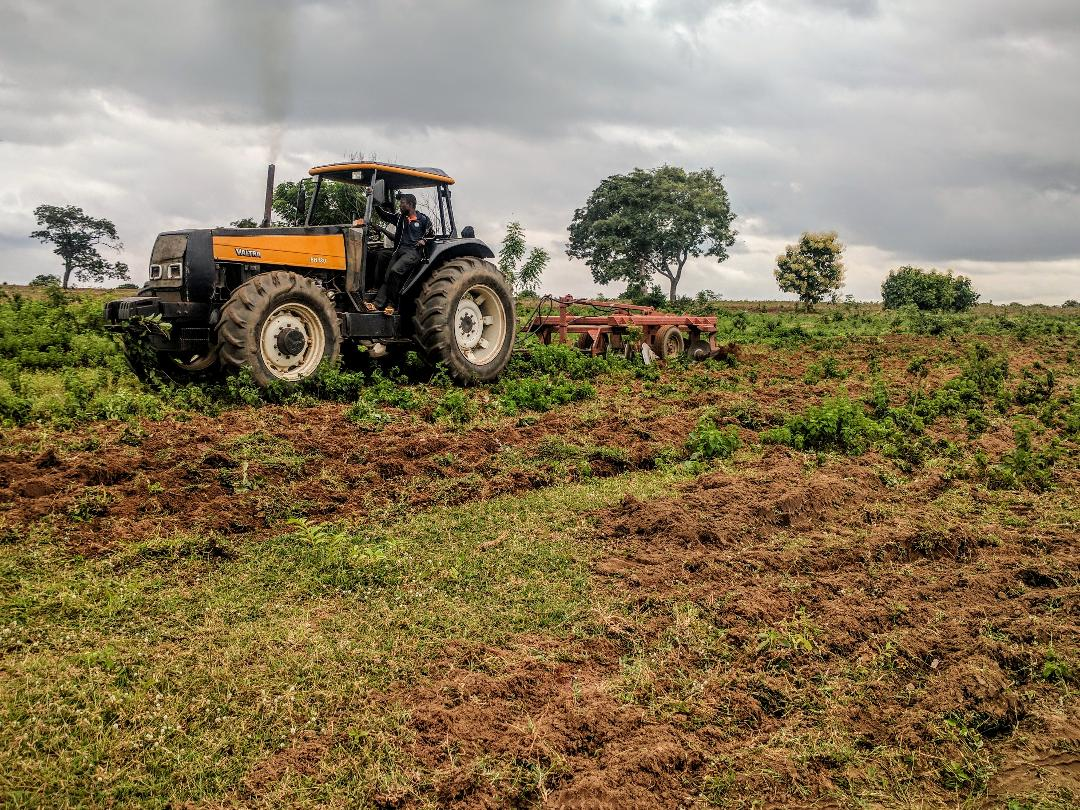
حراثة الأرض في ولاية كوارة

بحلول العام 2010، كان ما نسبته 30% من النيجيريين يعملون في الزراعة. فيما مضى كانت الزراعة هي المورد الرئيسي للعملات الأجنبية في نيجيريا.
تشمل المحاصيل الرئيسية الفاصولياء، والسمسم، والكاجو، والبفرة، والكاكاو، والفول السوداني، واللوبياء المطمورة، والصمغ العربي، وجوزة الكولا، والذرة، والبطيخ، والدخن، وحبوب النخيل، وزيت النخيل، وموز الجنة، والأرز، والمطاط، والسورغم، وفول الصويا، واليام. يُعتبر الكاكاو المصدر الرئيسي غير النفطي للعملات الأجنبية. أما المطاط فهو ثاني أكبر مورد غير نفطي للنقد الأجنبي.
قبل الحرب الأهلية النيجيرية، تميّزت نيجيريا بالاكتفاء الذاتي غذائيًا. لم يفلح قطاع الزراعة في مواكبة النمو السكاني المتسارع في نيجيريا، ولذا فهي تعتمد الآن في غذائها على الواردات من الخارج. شجعت الحكومة النيجيرية على استخدام الأسمدة غير العضوية في السبعينيات. وفي أغسطس 2019، أغلقت نيجيريا حدودها مع بنين لوقف تهريب الأرز إلى البلاد، ضمن الجهود المبذولة لدعم الإنتاج المحلي.

### البترول والتعدين

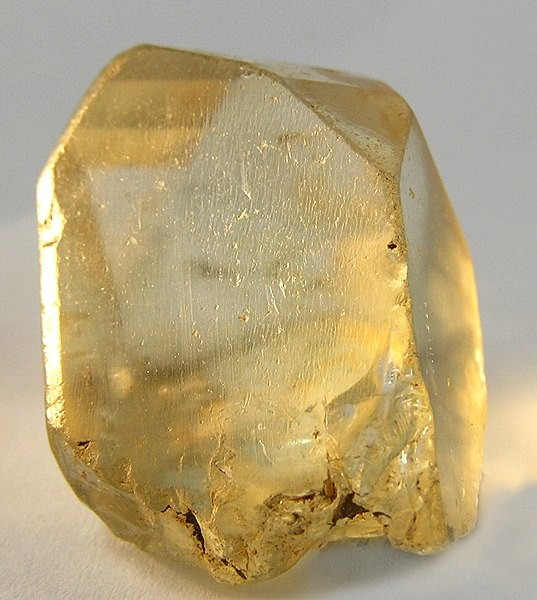
حجر توباز من هضبة جوس في ولاية بلاتو

تُعتبر نيجيريا ثاني عشر أكبر منتج للبترول في العالم وثامن أكبر مصدّر له، ولديها عاشر أكبر احتياطيات مؤكدة. (انضمت نيجيريا إلى منظمة أوبك في العام 1971). يؤدي البترول دورًا كبيرًا في الاقتصاد النيجيري، إذ يمثل 40% من الناتج المحلي الإجمالي و80% من إيرادات الحكومة. وعلى الرغم من ذلك، أدت الاضطرابات المتعلقة بتحسين الرقابة على الموارد في دلتا النيجر، وهي منطقة إنتاج النفط الرئيسية، أدت إلى إعاقة إنتاج النفط ومنع البلاد من التصدير بنسبة 100%.

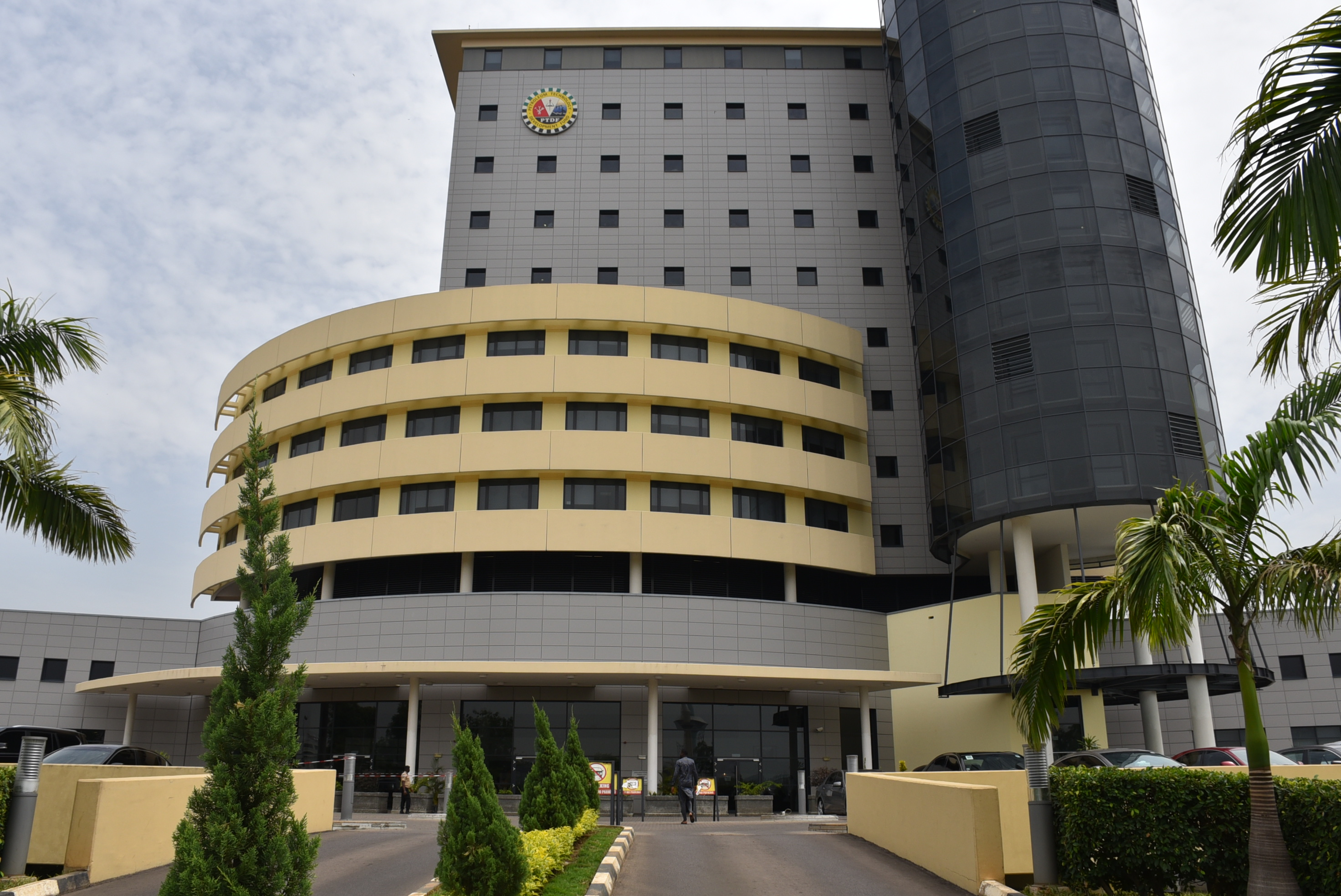
مقر الصندوق الإنمائي لتكنولوجيا البترول

خارطة الدول ذات احتياطي الغاز الطبيعي المؤكد. لدى نيجيريا أكبر احتياطي في إفريقيا

اكتُشف حقل نفط نيمبي كريك في دلتا نهر النيجر في العام 1973، وينتج من صخور الطفل الصفحي-الحجر الرملي المتوسطة في الدلتا من العصر الميوسيني في محبس هيكلي محدب على عمق 2 إلى 4 كيلومترات (7,000 إلى 13,000 قدم). في يونيو 2013، أعلنت شركة شل عن تطبيق مراجعة إستراتيجية لعملياتها في نيجيريا، في تلميح إلى إمكانية تصفية أصولها في البلاد. رغم عمل العديد من شركات النفط العالمية منذ عقود في نيجيريا، فبحلول العام 2014 بدأ معظمها بإجراءات تصفية مصالحهم، بذريعة عدد من الأزمات بما فيها سرقة النفط. في أغسطس 2014، ذكرت شركة شل للنفط إنها بدأت بإنهاء مصالحها في أربعة حقول نفط نيجيرية.
لدى نيجيريا 159 حقلًا نفطيًا و1481 بئرًا قيد التشغيل وفقًا لوزارة الموارد البترولية. تتركز المنطقة الأكثر إنتاجية في البلاد في حوض دلتا النيجر الساحلية في دلتا النيجر أو المنطقة «الجنوبية-الجنوبية» التي تشمل 78 حقلًا نفطيًا من مُجمل أصلها البالغ عدده 159. يُشار إلى أن معظم حقول النفط في نيجيريا صغيرة ومتفرّقة، ومنذ العام 1990 شكلت هذه الحقول الصغيرة 61.1% من إجمالي الإنتاج النفطي في نيجيريا. وعلى العكس من ذلك، أنتجت أكبر ستة عشر حقلًا في ذلك الوقت ما نسبتُه 37% من نفط نيجيريا.

إضافة إلى مواردها البترولية، تتمتع نيجيريا بمخزون واسع من الموارد المعدنية غير المستغلة وتشمل الغاز الطبيعي، والفحم، والبوكسيت، والتانتاليت، والذهب، والقصدير، وخام الحديد، والحجر الجيري، والنيوبيوم، والرصاص، والزنك. ورغم المخزون الهائل لهذه الموارد الطبيعية، فما تزال صناعة التعدين في نيجيريا في طور النشوء.

### الخدمات والسياحة
تمتاز نيجيريا بقطاع خدمات مالية رفيع التطور، يشمل مزيجًا من البنوك المحلية والدولية، وشركات إدارة الأصول، ومكاتب الوساطة، وشركات التأمين والوسطاء، وصناديق الاستثمار الخاصة، والبنوك الاستثمارية. كما تضم نيجيريا واحدة من أسواق الاتصالات الأسرع نموًا في العالم، وكبار مشغلي الأسواق الناشئة (مثل إم تي إن جروب، وناين موبايل، وإيرتيل، وغلوبالكوم) ممّن يقيمون أكبر مراكزهم والأعلى ربحية في البلاد. بالمثل شهد قطاع تكنولوجيا المعلومات والاتصالات في نيجيريا نموًا كبيرًا، فقد شكّل 10% من الناتج المحلي الإجمالي للبلاد في العام 2018 مقارنة بنسبة 1% فقط في العام 2001. تعتبر لاغوس واحدة من أكبر حواضن التكنولوجيا في إفريقيا بفضل نظامها التكنولوجي صديق البيئة المزدهر. تستثمر العديد من الشركات الناشئة مثل بيستاك، وإنتيرسويتش، وبولت، وبيغيفيست تستثمر التكنولوجيا في حل المشكلات في مختلف القطاعات.

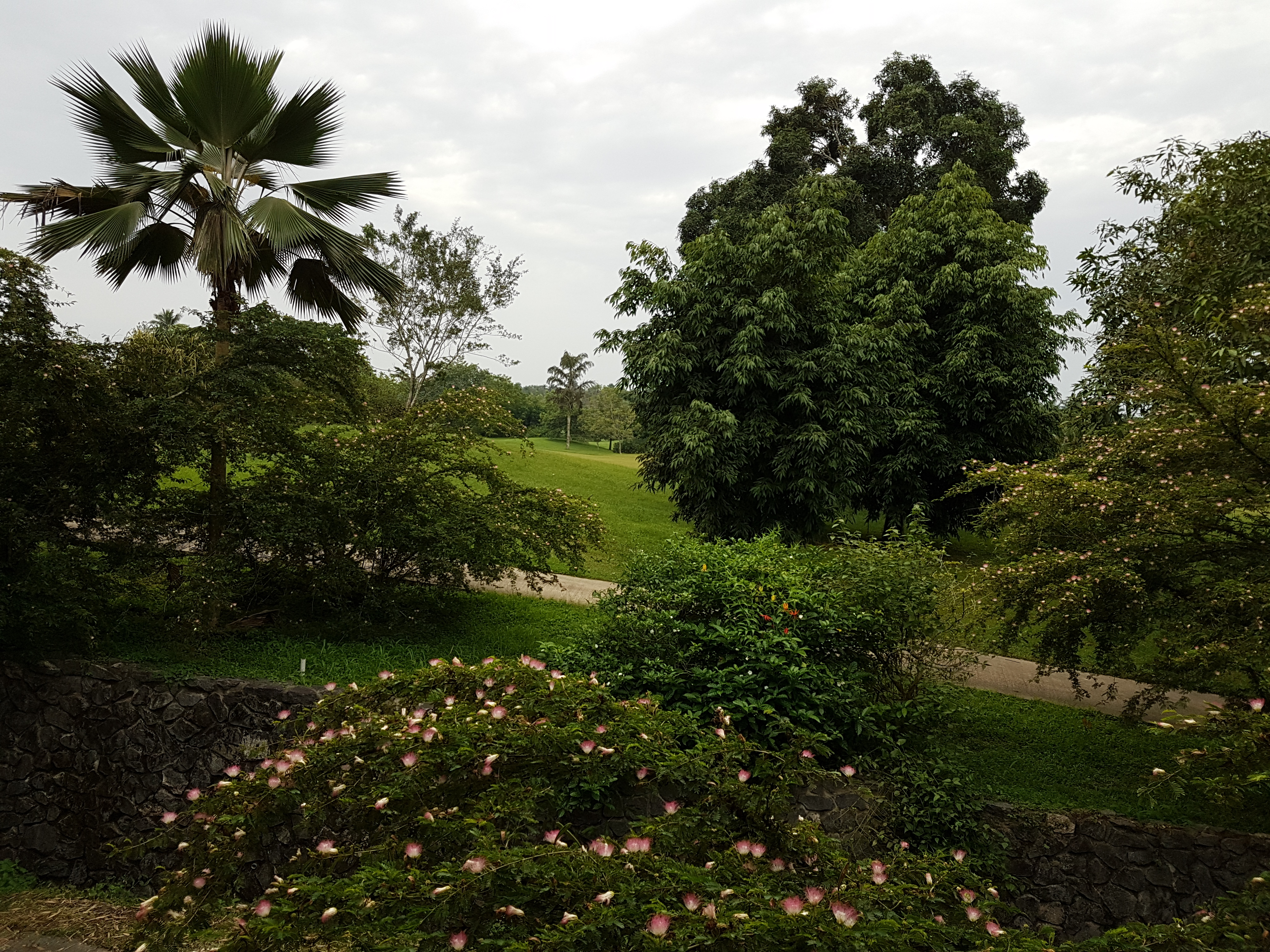
متنزه وملعب غولب ميريدين في أكوة إيبوم

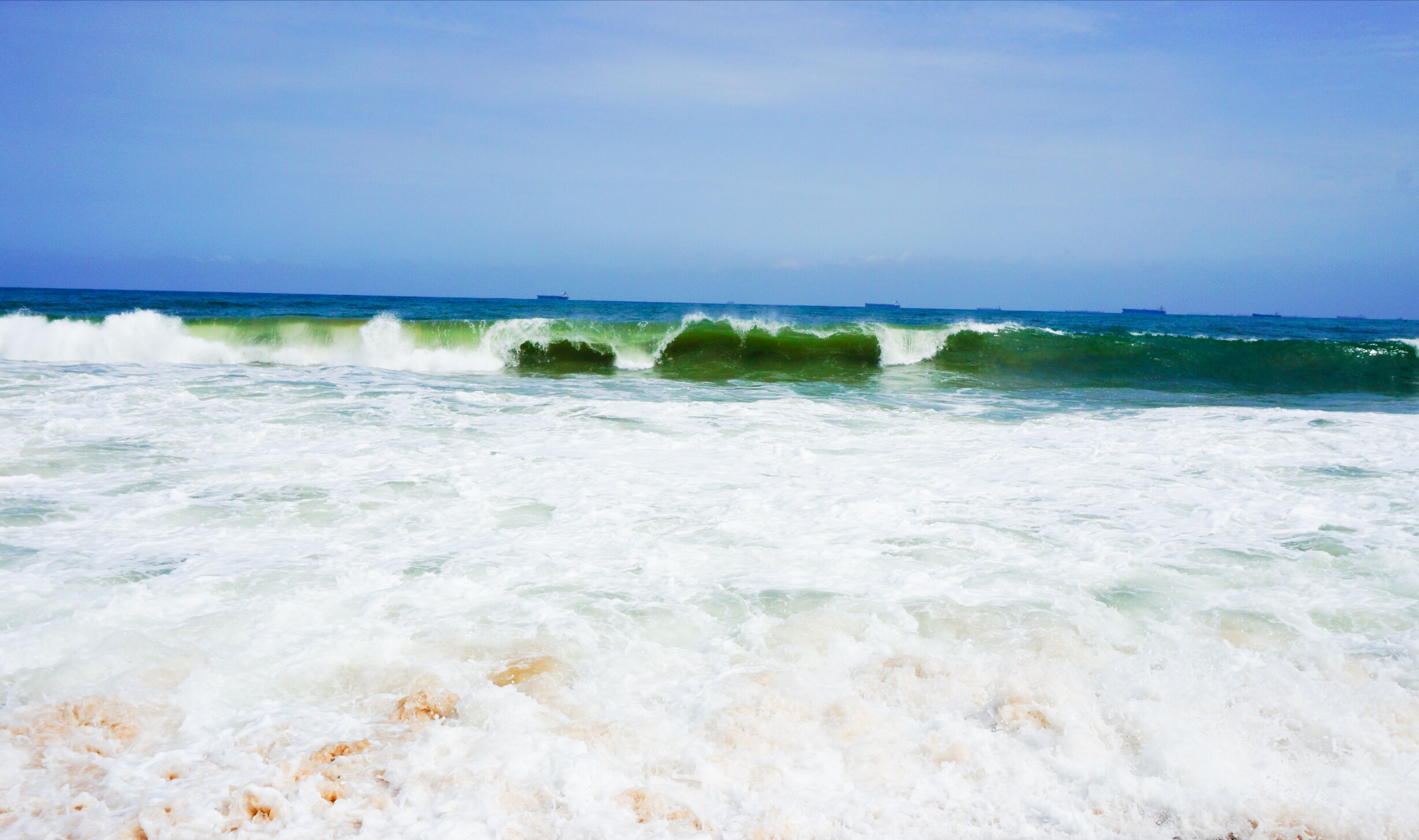
شاطئ ليكي في لاغوس

تعتمد السياحة في نيجيريا بشكل رئيسي على الفعاليات، نظرًا لتمتع البلاد بعدد كبير من المجموعات الإثنية، إضافة إلى الغابات الاستوائية، والسافانا، والشلالات، وغيرها من عوامل الجذب السياحي الطبيعية.
تضم لاغوس العديد من المتنزهات والمساحات الخضراء. صمّم أكبرَها، ميلينيوم بارك، مانفريدي نيكوليتي وافتُتح رسميًا في ديسمبر 2003. نظرًا لكون لاغوس واحدة من أكبر مدن إفريقيا والعالم، فهي آخذة في التحول تدريجيًا إلى مقصدٍ هام للسياح، وخصوصًا بعد مشروع إعادة عصرنتها خلال إدارة حاكمها السابق راجي باباتونده فاشولا. إضافة إلى ذلك، تخطو لاغوس بخطىً حثيثة لتصبح مدينة عالمية. مثّل مهرجان أيو في العام 2009 (وهو مهرجان سنوي بدأ في إبيرو ريمو، في ولاية أوغون) الذي عُقد في 25 أبريل مثّل بالنسبة لمدينة لاغوس خطوة نحو منزلة المدينة العالمية. تُشتهر لاغوس حاليًا بكونها تضم مجتمعًا قائمًا على التجارة وسريع الحركة. علاوة على ذلك، فقد اكتسبت لاغوس بموقعها أهمية خاصة للهوية الأفريقية و«السوداء». تُقام العديد من المهرجانات في لاغوس؛ وتختلف المهرجانات بما تقدمه كل سنة، وقد تُعقد في أشهر مختلفة من السنة. من بعض هذه المهرجانات يُذكر مهرجان فيستاك للطعام والمقام في بلدة فيستاك سنويًا، ومهرجان إيو، ومهرجان لاغوس للإرث الأسود، وكرنفال لاغوس، ومهرجان إيكو للأفلام الدولية، ومهرجان لاغوس للطعام البحري في فيستاك، ومهرجان لاغوس للتصوير، وسلسلة لاغوس للجاز وهي عبارة عن امتياز فريد لل موسيقى المباشرة عالية الجودة من جميع الأصناف، مع التركيز على موسيقى الجاز. ابتدأت هذه الفعالية في العام 2010، وتمتد لفترة تتراوح من 3 إلى 5 أيام في أماكن مختارة في الهواء وعالية الجودة. تتّسم ال موسيقى بالتنوّع تمامًا مثل الجمهور ذاته، وتقدّم مزيجًا مختلفًا من الألوان الموسيقية مثل الريذم أند بلوز إلى السول، والأفروبيت، والهيب هوب، والبيبوب، والجاز التقليدي. توفر المهرجانات فنون الترفيه وتشمل الرقص والغناء لتقديم الإثارة للمسافرين أثناء إقامتهم في لاغوس.
تحظى لاغوس بعدد من الشواطئ الرملية على المحيط الأطلسي، يُذكر منها شاطئ إليغوشي وشاطئ ألفا. كما تضم لاغوس عدة منتجعات ساحلية خاصة بما في ذلك منتجع إنغابي الكبير وغيره في المنطقة المحيطة. ويوجد في لاغوس مجموعة متنوعة من الفنادق التي تتراوح من فنادق ثلاث إلى خمس نجوم، إضافة إلى عدد من الفنادق المحلية مثل فنادق وأجنحة إيكو، وفندق فيدرال بالاس، وسلاسل متعددة الجنسيات مثل فندق إنتركونتيننتال، وشيراتون، وفور بوينتس باي هيلتون. هذا وتشمل الأماكن الأخرى ذات الأهمية ساحة تافاوا باليوا وبلدة فيستاك، ومعرض نايكي للفنون، ومتنزه فريدوم في لاغوس، وكاتدرائية كنيسة المسيح في لاغوس.

### التصنيع والتكنولوجيا

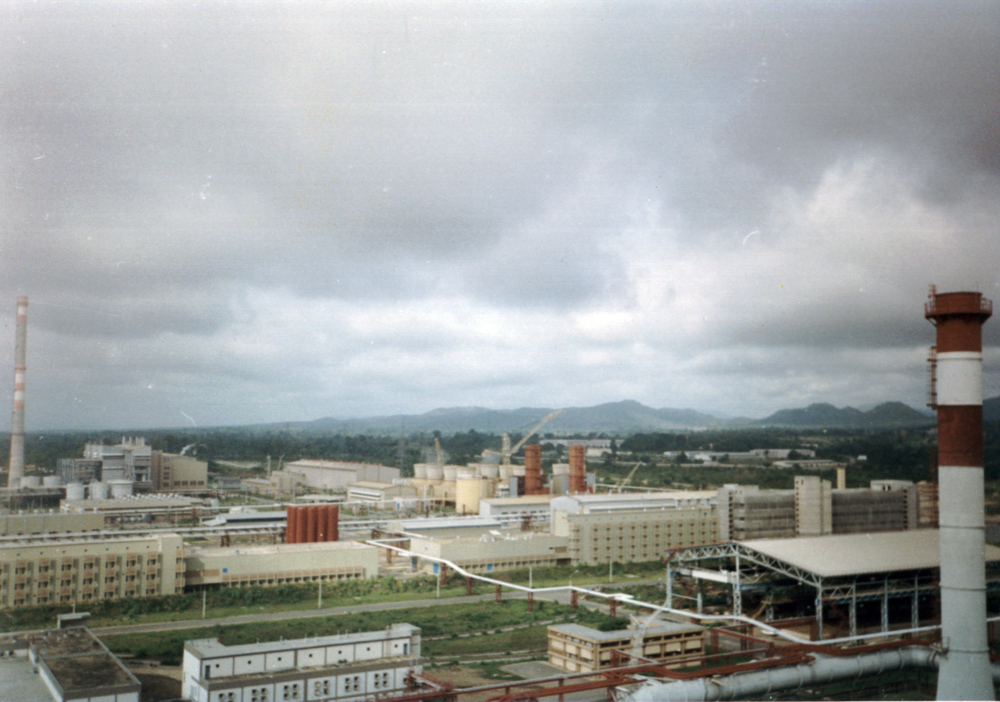
مصنع صلب أجائوكتا، من بناء السوفييت

تشتهر نيجيريا بصناعة الجلود والمنسوجات (مركزها في كانو، وأبيوكوتا، وأونيتشا، ولاغوس)، ويوجد في نيجيريا حاليًا شركة محلية لتصنيع السيارات، شركة إنوسون لتصنيع السيارات وتقع في مدينة ننيوي. تنتج الشركة الحافلات وسيارات الدفع الرباعي. كما توجد صناعات السيارات (لصالح شركة بيجو الفرنسية لصناعة السيارات، وكذلك شركة تصنيع الشاحنات الإنجليزية بيدفورد، وهي شركة تابعة لشركة جنرال موتورز الآن) وقمصان التي شيرت، والبلاستيك، والأغذية سريعة التحضير. في هذا الخصوص، أعلنت بعض شركات السيارات الأجنبية مثل نيسان عن نيتها إقامة مصانع لها في نيجيريا. تعتبر ولاية أوغون حاليًا المركز الصناعي الأهم في نيجيريا، إذ توجد معظم المصانع فيها، وراحت المزيد من الشركات تنتقل إليها، وتأتي بعدها لاغوس.
انصب اهتمام نيجيريا في السنوات اهتمامها على التصنيع، ويوجد فيها حاليًا شركة محلية لتصنيع السيارات، إنوسون موتورز، والتي تصنع سيارات الصالون، وحافلات النقل السريع، وسيارات الإسعاف، وسيارات الإطفاء، وسيارات الدفع الرباعي. يوجد في نيجيريا أيضًا عدد من الشركات المصنعة للأجهزة الإلكترونية مثل زينوكس، وهو أول كمبيوتر نيجيري بعلامة تجارية، ومصانع أدوات إلكترونية مثل الحواسيب اللوحية. في العام 2013، فرضت نيجيريا سياسة تتعلق برسوم الاستيراد على المركبات بهدف دعم شركات التصنيع المحلية. تشتهر مدينة آبا الواقعة في جنوبي شرقي البلاد بمنتجات الصناعات اليدوية والأحذية المعروفة باسم «صنع آبا»

## البنية التحتية

### الطاقة

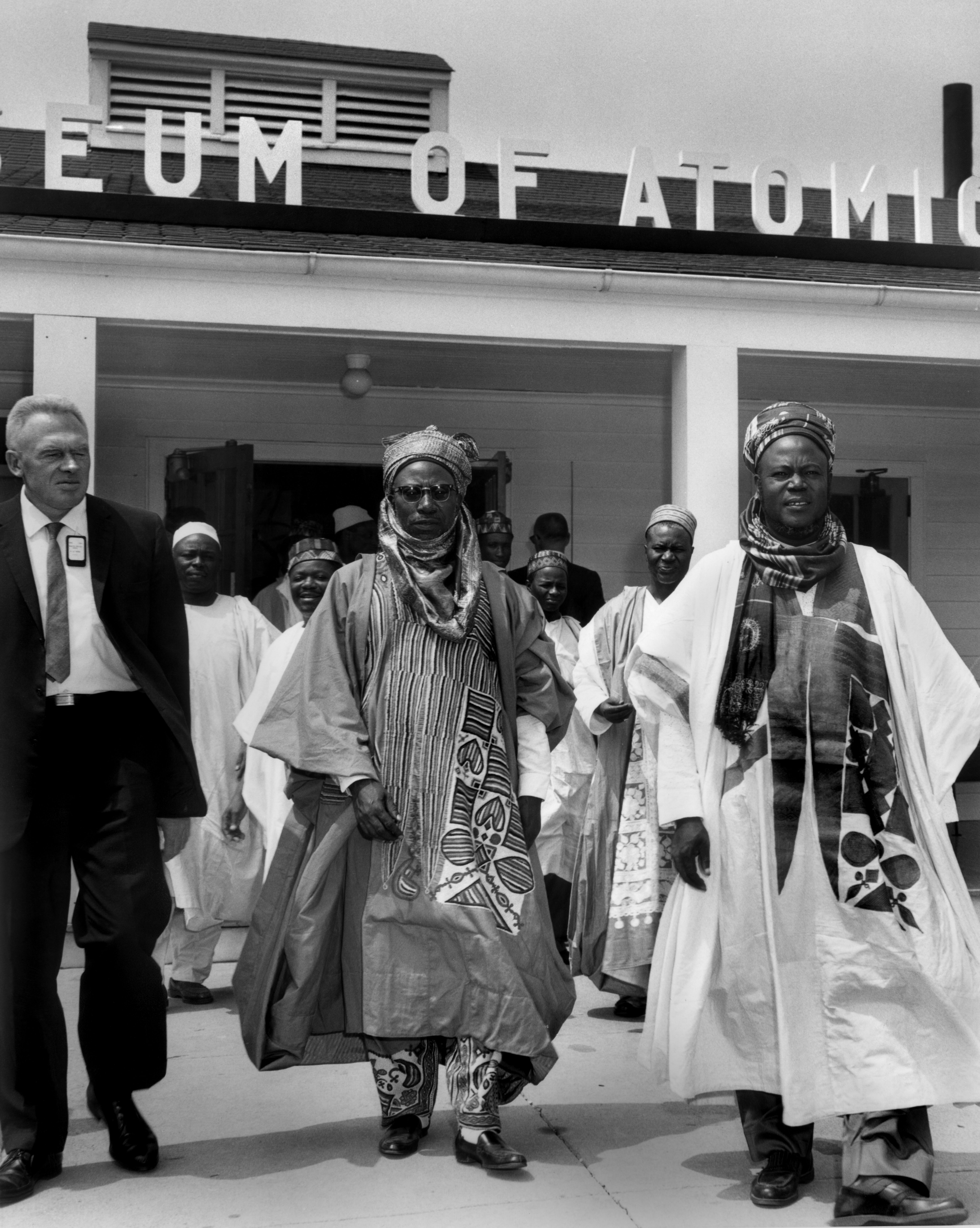
السير أحمدو بيلو (أقصى اليمين)، والأمير محمد السنوسي الأول في العام 1960 مغادرين المتحف النووي في أوك بريدج بولاية تينيسي الأمريكية.

في العام 2011 بلغت نسبة استهلاك نيجيريا الرئيسية 108 مليون طن نفط مكافئ. ويتمثل مصدر معظم الطاقة في الكتلة الحيوية التقليدية والنفايات، والتي تشكّل نسبة 83% من إجمالي الإنتاج الرئيسي. وتُشتق باقي نسبة الطاقة من الوقود الحفري (16%) والطاقة الكهرمائية (1%).
منذ استقلالها، سعت نيجيريا إلى إنشاء صناعة نووية محلية للطاقة. ومنذ العام 2004، يوجد في نيجيريا مفاعل بحثي صيني المصدر في جامعة أحمدو بيلو، وقد سعت للحصول على دعم الوكالة الدولية للطاقة الذرية لوضع خطط تحقق نسبة 4000 ميجاوات من الطاقة النووية بحلول العام 2027، وفقًا لما ذكره البرنامج الوطني للطاقة النووية لتوليد الكهرباء. بداية، أملت نيجيريا في الشروع بالبناء في العام 2011 والمباشرة بإنتاج الطاقة النووية في 2017-2020 تقريبًا. وفي 27 يوليو 2007، حث الرئيس النيجيري أومارو يارادوا البلاد على تبني استخدام الطاقة النووية لتلبية احتياجات البلاد المتزايدة من الطاقة. لم يبدأ البناء، ولكن مع حلول العام 2016 لم تكن الخطط قد أُلغيت. وفي العام 2017، وقعت نيجيريا على معاهدة الأمم المتحدة لحظر الأسلحة النووية.
في أبريل من العام 2015، بدأت نيجيريا محادثات مع شركة روس آتوم الروسية التابعة للدولة بهدف بدء التعاون في تخطيط، وإنشاء، وتشغيل أربع محطات طاقة نووية بحلول العام 2035، وستدخل أولاها حيّز التشغيل بحلول العام 2025. وفي يونيو 2015، اختارت نيجيريا موقعين من أجل البناء المخطط له للمحطات النووية. لم تكشف الحكومة النيجيرية ولا روس آتوم عن المواقع المحددة للمحطات، ولكن يُعتقد أن المحطات النووية ستُبنى في ولاية أكوا إيبوم، في جنوب-جنوب نيجيريا، وولاية كوجي، في المنطقة الوسطى الشمالية من البلاد. وُضعت الخطط لكلا الموقعين لإيواء محطتي طاقة في كل منهما. في العام 2017 وقّع الطرفان اتفاقيات لبناء منشأة إيتو للطاقة النووية.

### النقل

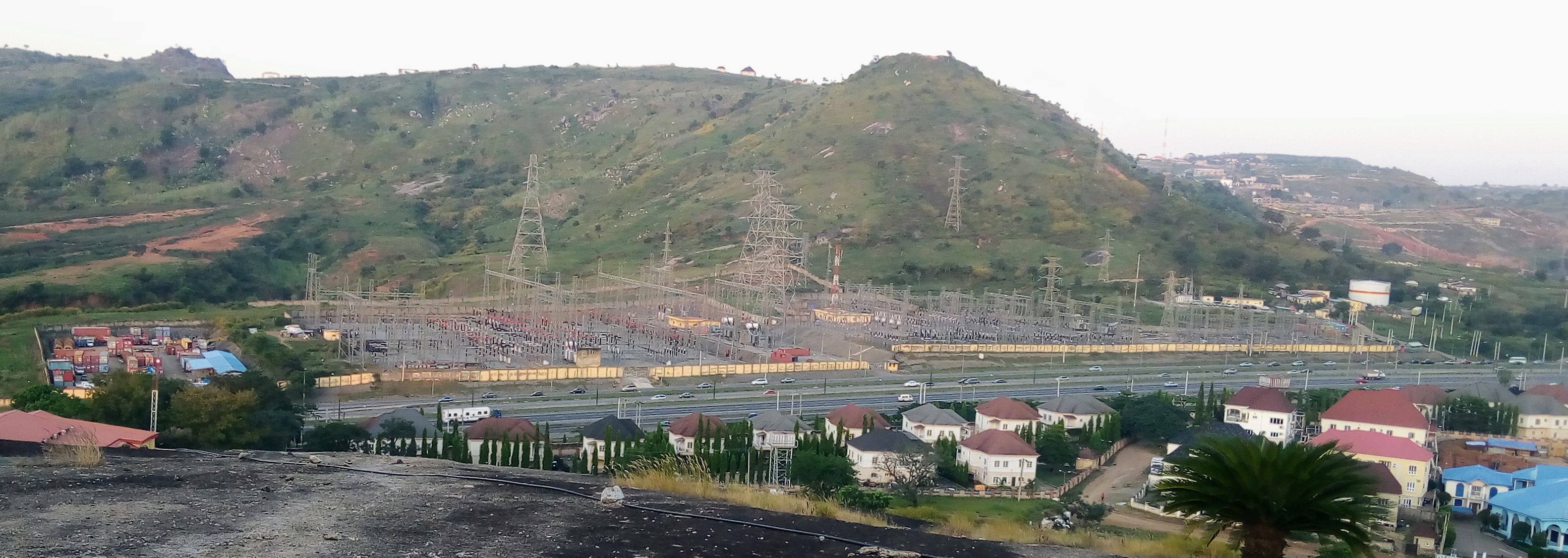
محطة ثانوية في أبوجا

تفتقر نيجيريا إلى البنية التحتية المناسبة للنقل. بحلول العام 1999، اعتُبرت شبكات الطرق البالغ طولها 194.394 كيلومترًا وسيلة النقل الرئيسية في البلاد. تبلغ نسبة الطرق المعبدة من تلك الشبكات 60.068 كيلومترًا (37.325 ميلًا) (بما في ذلك 1.194 كيلومترًا -742 ميلًا- من الطرق السريعة)، وبحلول العام 1998، كان ثمة 134.326 كيلومترًا تقريبًا من الطرق غير المعبدة في المدن، والبلدات، والقرى. شهدت السكك الحديدية عملية تجديد ضخمة ضمن مشاريع مثل سكة حديد لاغوس-كانو القياسية، في مراحلها الأخيرة لربط المدن الشمالية كانو، وكادونا، وأبوجا، وإيبادان، ولاغوس.
يوجد في نيجيريا 54 مطارًا؛ وأكبر المطارات الرئيسية هي مطار مورتالا محمد الدولي في لاغوس، ومطار نامدي أزيكيوي الدولي في أبوجا. وتوجد ثلاثة مطارات دولية أخرى هي مطار مالام أمينو كانو الدولي في كانو، ومطار أكانو إيبيام الدولي في إينوغو، ومطار بورت هاركورت الدولي في بورت هاركورت. كما هو الحال بالنسبة لمرافق النقل الأخرى، يشوب عمل المطارات سمعة سيئة تتعلق بالسلامة والكفاءة التشغيلية.

### الأقمار الصناعية الحكومية
بدأت الحكومة مؤخرًا في توسيع البنية التحتية لتشمل الاتصالات الفضائية. لدى نيجيريا قمر فضائي يُدار من مقر الوكالة الوطنية للبحوث والتطوير الفضائي في أبوجا. أصدرت الحكومة النيجيرية تفويضًا بإنتاج وإطلاق أربعة أقمار صناعية في الخارج.
نيج-كوم-سات-1، هو أول قمر صناعي نيجيري وصُنع في العام 2004، ويعتبر ثالث قمر صناعي لدى نيجيريا، وأول قمر صناعي للاتصالات في إفريقيا. أُطلق في 13 مايو 2007، على متن الصاروخ الحامل لونغ مارش 3 بي الصيني، من مركز سيتشانغ لإطلاق الأقمار الصناعية في الصين. أشرف على تشغيل المركبة الفضائية كلّ مِن شركة الاتصالية الساتلية النيجيرية والوكالة الوطنية للبحوث والتطوير الفضائي.
في 11 نوفمبر 2008، فشل نيج-كوم-سات-1 في المدار بعد نفاد طاقته بسبب خلل في مصفوفته الشمسية. صُمّم القمر الصناعي على غرار ناقل الأقمار الصناعية الصيني دي إف إيتش-4، وزُوّد بمجموعة متنوعة من أجهزة معيدات البث: أربعة للنطاق الترددي سي-باند؛ وأربعة عشر للنطاق كي يو باند؛ وثمانية كا باند؛ واثنين من إل-باند. صُمّم القمر الصناعي ليقدم تغطية لأجزاء عدّة من إفريقيا، ولتغطي أجهزة معيدات البث ذات النطاق كا إيطاليا أيضًا. أُطلق القمر الصناعي من روسيا في 27 سبتمبر 2003. كان القمر الصناعي نيجيريا-سات-1 جزءًا من نظام كوكبة سواتل رصد الكوارث العالمي. وتمثلت الأهداف الأساسية لقمر نيجيريا-سات-1 في: تقديم إشارات إنذار مبكر للكوارث البيئية؛ المساعدة في الكشف عن زحف التصحر في الجزء الشمالي من نيجيريا للسيطرة عليه؛ المساعدة في التخطيط الديموغرافي؛ الكشف عن العلاقة بين ناقلات الملاريا والبيئة التي تنتج الملاريا، وإعطاء إشارات التحذير المبكر بخصوص تفشي التهاب السحايا مستقبلًا من خلال تكنولوجيا الاستشعار عن بعد؛ توفير التكنولوجيا اللازمة لتقديم فرص التعليم في أنحاء البلاد كافة من خلال التعلم عن بعد؛ والمساعدة في فض النزاعات، والمنازعات الحدودية من خلال وضع خريطة للحدود القطرية والحدود والدولية.

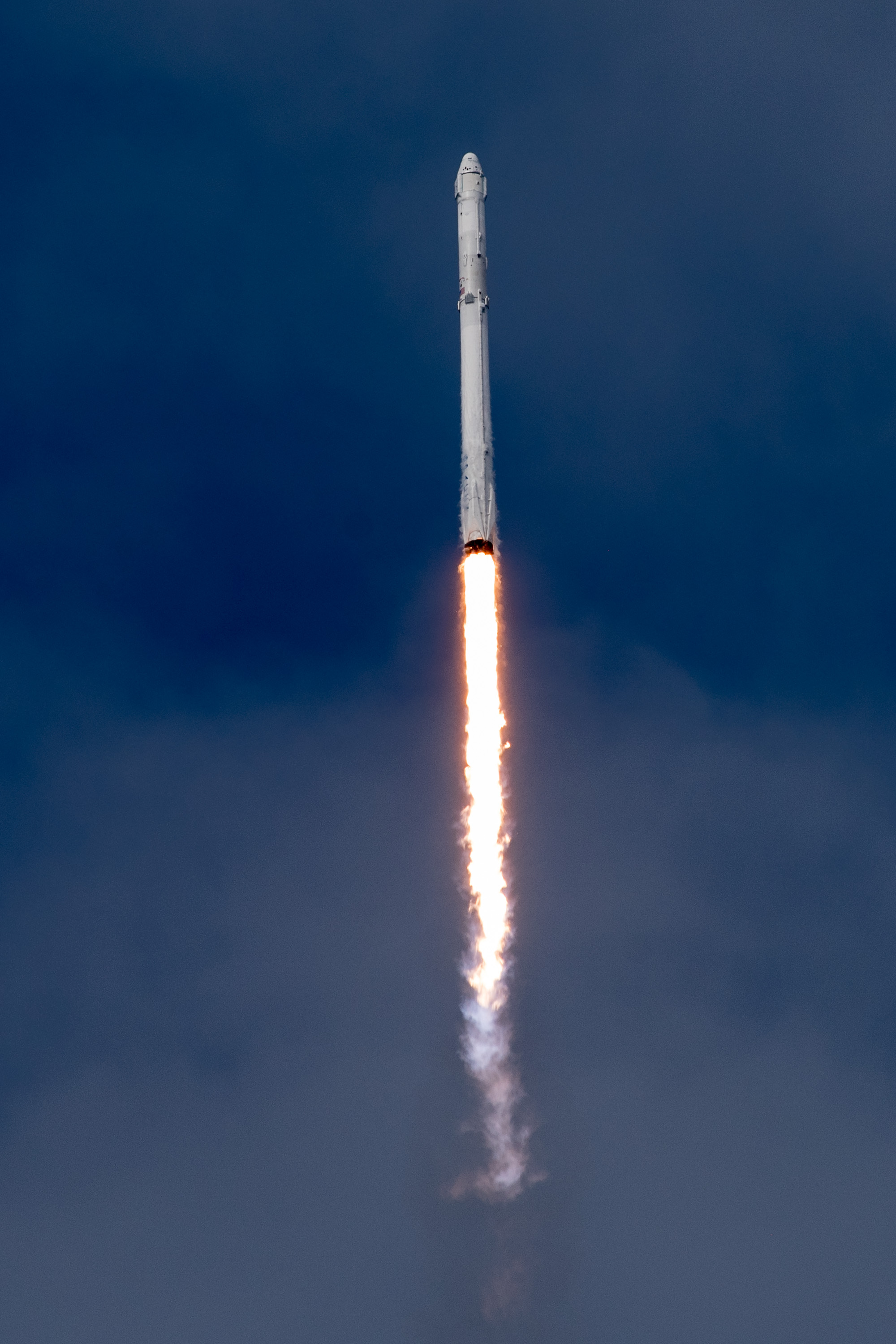
إطلاق سبيس إكس لبعثة سي آر إس-11 حاملةً القمر الصناعي نيجيريا إديو-سات-1 في العام 2017

صنعت ساري لتكنولوجيا الفضاء المحدودة، وهي شركة تكنولوجيا الأقمار الصناعية مقرها المملكة المتحدة، صنعت نيجيريا-سات-2، وهو ثاني قمر صناعي نيجيري كساتل أرضي عالي الدقة. ويتميز القمر بدقة 2.5 متر بانكروماتي (دقة عالية جدًا)، وهوائيّات متعدد الأطياف بحجم 5 أمتار (دقة عالية، ونطاقات تحت حمراء قريبة، وخضراء وحمراء)، وهوائيات متعددة الأطياف بحجم 32 مترًا (دقة متوسطة، ونطاقات تحت حمراء قريبة، وخضراء وحمراء)، وتوجد محطة استقباله الأرضية في أبوجا. بلغت كلفة بناء المركبة الفضائية نيجيريا-سات-2 وحدها ما يزيد عن 35 مليون جنيه إسترليني. أُطلق هذا القمر الصناعي إلى مداره من قاعدة عسكرية في الصين. أُفيد أن القمر الصناعي قد أطفئ في 10 نوفمبر 2008 (في الساعة التاسعة صباحًا بتوقيت جرينتش) بغرض التحليل وتفاديًا لاصطدامه المحتمل مع غيره من الأقمار الصناعية. وحسبما ذكرت شركة نيجيريا للاتصالات الفضائية المحدودة، فقد انتقل تشغيل القمر إلى «وضع الطوارئ للتخفيف من أثر الخلل وبهدف الإصلاح». في نهاية الأمر فشل القمر الصناعي بعد نفاد طاقته في 11 نوفمبر 2008. في 24 مارس 2009، وقعت الوزارة الفيدرالية النيجيرية للعلوم والتكنولوجيا عقدًا جديدًا مع شركة نيجيريا للاتصالات الفضائية المحدودة وشركة غريت وول الصينية لإرسال القمر الصناعي نيجو-كوم-سات-1-آر إلى مداره. كان تصميم نيجو-كوم-سات-1-آر أيضًا على غرار دي إف إيتش-4 الصيني، وبديلًا عن نيجو-كوم-سات-1 الفاشل، وأرسلته الصين بنجاح إلى مداره من تسيشانغ في 19 نوفمبر 2011. وأفادت التقارير أن القمر يؤدي تأثيرًا إيجابيًا على مختلف قطاعات التنمية الوطنية مثل الاتصالات، وخدمات الإنترنت، والصحة، والزراعة، وحماية البيئة، والأمن القومي.
أما نيجيريا-إديو-سات-1 فقد كان قمرًا صناعيًا صممته، وصنعته، وتمتلكه جامعة أكرو الاتحادية للتكنولوجيا، بالتعاون مع الوكالة الوطنية النيجيرية للبحوث والتطوير الفضائي ومعهد كيوشو الياباني للتكنولوجيا. جُهّز القمر بكاميرات 0.3 ميجا بكسل و5 ميجا بكسل، والتقط صورا لنيجيريا كبقية أسطول الأقمار الصناعية. بثَّ القمر الصناعي الأغاني والقصائد ضمن مشروع توعية لإثارة شغف النيجيريين بالعلوم. يمكن لمشغلي أجهزة اللاسلكي الهواة استقبال إشارة القمر إياه. أجرت كوكبة السواتل قياسات لكثافة الغلاف الجوي على ارتفاع 400 كيلومتر (250 ميل) فوق سطح الأرض. بلغت كلف تصنيع وإطلاق القمر الصناعي ما يقارب 500 ألف دولار أمريكي.

## الخصائص السكانية
| 1971 | 55  |
| 1980 | 71  |
| 1990 | 95  |
| 2000 | 125 |
| 2004 | 138 |
| 2008 | 151 |
| 2012 | 167 |
| 2016 | 186 |
| 2017 | 191 |

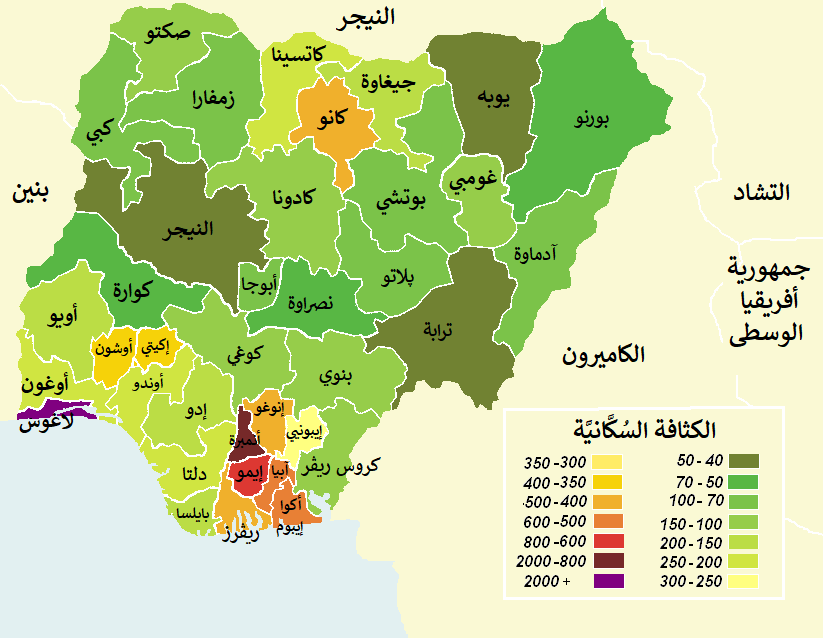
الكثافة السكانية (عدد الأشخاص في الكيلو متر المربع) في نيجيريا

ارتفع تعداد سكان نيجيريا بمقدار 57 مليون نسمة بين العام 1990 والعام 2008، بمعدل نمو بلغ 60% في أقل من عقدين من الزمان. بحلول العام 2017، وصل عدد السكان إلى 191 مليون نسمة. من بين هؤلاء كانت نسبة مَن هم 14 عامًا أو أقل 42.5% من السكان، ونسبة 19.6% لمَن هم 15-24 عامًا، و30.7% ممّن تتراوح أعمارهم بين 25-54، و4.0% لمَن تتراوح أعمارهم بين 55 و 64 عامًا، ونسبة 3.1% للبالغين سنّ 65 عامًا فما فوق. أما متوسط العمر للعام 2017 فقد كان 18.4 سنة. تُعدّ نيجيريا الدولة ذات أكبر كثافة سكانية في إفريقيا، وابتداءً منذ العام 2017 أخذت تشكّل حوالي 17% من إجمالي سكان القارة السمراء؛ وبالرغم من ذلك، فإن العدد الدقيق السكان الدقيق موضع تخمين.
تقدر الأمم المتحدة أن تعداد سكان نيجيريا في العام 2018 قد بلغ 195.874.685 نسمة، موزعين على 51.7% في الريف و48.3% في الحضر، وبكثافة سكانية بلغت 167.5 شخص لكل كيلومتر مربع. حدثت خلافات بخصوص نتائج إحصاء السكان الوطني في العقود القليلة الماضية. أصدرت نتائج آخر إحصاء سكان في ديسمبر 2006 وبلغ عدد السكان حينها 140,003,542 نسمة. أما التقسيم الوحيد المتاح فقد كان حسب الجنس: إذ بلغ عدد الذكور 71,709,859 وعدد الإناث 68,293,008. في يونيو 2012، صرّح الرئيس غودلاك جوناثان أنه يتوجب على النيجيريين تحديد عدد مواليدهم.
تشير تقارير الأمم المتحدة أن نيجيريا تمرّ بمرحلة نمو سكاني هائلة وتسجل واحدًا من أعلى معدلات النمو والخصوبة عالميًا. ووفقًا لتقديرات الأمم المتحدة، تُعتبر نيجيريا من الثمانية بلدان التي يُتوقّع أن تشكّل بمجموعها نصف عدد الزيادة السكانية في العالم في الفترة بين 2005-2050. تقدّر الأمم المتحدة أنه بحلول العام 2100، سيبلغ عدد السكان النيجيريين بين 505 مليون و1.03 مليار شخص (والتقدير المتوسط: 730 مليون). للمقارنة يُذكر أنه في العام 1950، لم يكن عدد سكان نيجيريا سوى 33 مليون نسمة.
بحلول العام 2019، فإن واحدًا من كل ستّة أفارقة هو نيجيري. وتحتلّ نيجيريا حاليًا المرتبة السابعة بين الدول الأكثر اكتظاظًا بالسكان على مستوى العالم. في العام 2017، بلغ معدل المواليد 35.2 مولودًا لكل 1000 نسمة، ومعدل الوفيات 9.6 حالة وفاة لكل 1000 نسمة، في حين بلغ المعدل العام للخصوبة 5.07 مولود لكل امرأة.
لاغوس هي أكبر مدينة نيجيرية. قفز تعداد سكان لاغوس من حوالي 300,000 في العام 1950 إلى ما يقدر بنحو 13.4 مليون نسمة في العام 2017.

### المجموعات العرقية
|                    |                       |                        |
| عازف عود من الهوسا | رئيس قبيلة من الإيغبو | قارعو طبول من اليوروبا |

تضم نيجيريا أكثر من 250 مجموعة إثنية، لكلّ منها لغات وعادات مختلفة، مما يضعنا أمام بلد غني بالتنوع الإثني. أكبر ثلاث مجموعات إثنية هي الهوسا، واليوروبا، والإيغبو، ويشكلون بمجموعهم أكثر من 70% من تعداد من السكان، في حين أن المجموعات الإثنية الإيدو، والإيجاو، والفولاني، والكانوري، والأورهوبو-الإيسوكو، والإبيبيو، والإبيرا، والنوبة، والجباجي، والجوكون، والإيجالا، والإيدوما، والتيف تتراوح نسبتهم جميعًأ بين 25 و 30%؛ أما الأقليات الأخرى المتبقية فهي تشكل مجتمعةً 5%.
تتميّز منطقة الحزام الأوسط في نيجيريا بتنوّع مجموعاتها الإثنية، ومن بين هؤلاء شعوب الأتياب، والبيروم، والغويماي، والإيجالا، والكوفيار، والبيم، والتيف. بقي إحصاء السكان الرسمي في نيجيريا لكل إثنية على حدة موضعًا للجدل ومتنازعًا عليه، إذ يعتقد أفراد المجموعات الإثنية أن الإحصاء السكاني يشوبه التزوير بهدف منح مجموعة معينة (وعادة ما يُعتقد أنها مجموعات الشمال) تفوقًا عدديًا.
ثمة أقليات صغيرة تضم البريطانيين والأمريكيين والهنود والصينيين (تقدّر بـ 50000 نسمة تقريبًا)، والزيمبابويين البيض، والمهاجرين اليابانيين، واليونانيين، والسوريين واللبنانيين في نيجيريا. تضم مجتمعات المهاجرين أيضًا أولئك القادمين من دول غرب أو شرق إفريقيا. غالبًا ما تستقر هذه الأقليات في المدن الكبرى مثل لاغوس وأبوجا، أو في دلتا النيجر، ويعملون موظفين لصالح الشركات النفط الكبرى. بعد الثورة الكوبية، استقر عدد من الكوبيين في نيجيريا بصفة لاجئين سياسيين.
في منتصف القرن التاسع عشر، أسس عدد من العبيد المحررين من ذوي الأصل الأفريقي-الكوبي والأصل الأفريقي-البرازيلي والمهاجرين من سيراليون أسسوا مجتمعات في لاغوس وأجزاء أخرى من نيجيريا. اتجه العديد من العبيد السابقين إلى نيجيريا بعد تحرير العبيد في الأمريكتين. فيما بعد تحوّل العديد من المهاجرين، الذين يُطلق عليهم أحيانًا اسم سارو (مهاجرون من سيراليون) وأمارو (عبيد محررون من البرازيل)، إلى تجّار ومبشرين مرموقين في تلك المدن.

### اللغات

خريطة بالمجموعات اللغوية في نيجيريا

توجد في نيجيريا 521 لغة محكية؛ وتُعتبر 9 منها منقرضة الآن.
في بعض أجزاء نيجيريا، تتحدث المجموعات الإثنية أكثر من لغة واحدة. جاء اختيار اللغة الإنجليزية لغة رسمية في البلاد لترسيخ الوحدة الثقافية واللغوية في البلاد، نظرًا للتأثير الذي خلّفه الاستعمار البريطاني الذي رحل في العام 1960.
ترك العديد من المتحدثين باللغة الفرنسية من البلدان المجاورة بصمتهم على الإنجليزية المحكية في المناطق الحدودية لنيجيريا، وأجاد بعض النيجيريين اللغة الفرنسية لدرجة خوّلتهم من العمل في بلدان الجوار. قد تختلط الفرنسية المحكية في نيجيريا ببعض اللغات المحلية ولكنها غالبًا ما تشبه الفرنسية المحكية في بنين. هذا وقد تُمزج الفرنسية باللغة الإنجليزية كما هو الحال عليه في الكاميرون.
تنقسم اللغات الرئيسية المستخدمة في نيجيريا إلى ثلاث عائلات كبرى من اللغات الأفريقية، وهي: بغالبيتها لغات نيجيرية كونغوية، مثل الإيغبوية، واليوروبية، والإيجاوية، والفولانية، والأوغونية، والإيدوية. أما الكانورية المستخدمة في الشمال الشرقي، بشكل أساسي في برنو ويوبه، فهي تنتمي إلى عائلة اللغات النيلية الصحراوية، في حين أن الهوسية هي لغة أفريقية آسيوية.
رغم أن معظم المجموعات الإثنية تحبّذ التواصل بلغاتها الخاصة، فإن اللغة الإنجليزية تُستخدم بوصفها لغة رسمية على نطاق واسع في مجالات التعليم، والمعاملات التجارية، وفي الأغراض الرسمية. يقتصر اعتبار اللغة الإنجليزية لغة أمّ على أقلية صغيرة من نخبة سكان المناطق الحضرية في نيجيريا، في حين أن بعض المناطق الحضرية لا تتحدث بها على الإطلاق. من بين اللغات الرئيسية الثلاث المستخدمة في نيجيريا فإن اللغة الهوسية هي اللغة الأوسع انتشارًا.
مع تركز غالبية سكان نيجيريا في المناطق الريفية، تبقى لغات الاتصال الرئيسية في البلاد هي لغات السكان الأصليين. يُذكر أن بعض أكبر هذه اللغات، وخصوصًا اليوروبا والإيغبو، قد اشتَقت لغات معيارية من عدد من اللهجات المختلفة وتتحدثها هذه المجموعات الإثنية على نطاق واسع. أما اللغة الإنجليزية النيجيرية، والتي تُعرف غالبًا باسم (اللغة الهجينة) أو (الإنجليزية الركيكة)، فهي أيضًا لغة تواصل مشترك واسعة الاستخدام، مع الأخذ بعين الاعتبار التأثيرات الإقليمية المتفاوتة على اللهجة واللغة العامية. يُلجَأ إلى التحدث باللغة الإنجليزية الهجينة أو الإنجليزية النيجيرية على نطاق واسع ضمن مناطق دلتا النيجر، في الغالب في واري، وسابيل، وبورت هاركورت، وأغينبود، وإيو، ومدينة بنين.

### الدين
الأديان في نيجيريا (تقديرات العام 2018)
تتميز نيجيريا بتعدديّتها الدينية، ويعتبر الإسلام والمسيحية الديانتين الأوسع انتشارًا. يتوزع النيجيريون تقريبًا بالتساوي إلى مسلمين ومسيحيين، مع وجود أقلية من أتباع الديانات الأفريقية التقليدية والديانات الأخرى. مثلما هو الحال في عدة مناطق من إفريقيا حيث يسود الإسلام والمسيحية، فإن التوفيق مع الديانات الأفريقية التقليدية أمر سائد في جميع أرجاء نيجيريا.
ينتشر الإسلام في الشمال الغربي لنيجيريا (لدى شعوب الهوسا والفولاني وغيرهما) وفي قسم كبير من الشمال الشرقي (لدى الكانوري والفولاني وغيرهم من المجموعات الإثنية). كما يوجد عدد من المسلمين في الجزء الجنوبي الغربي، ومنطقة شعب اليوروبا من البلاد. تضم نيجيريا أكبر عدد من المسلمين في إفريقيا جنوبي الصحراء الكبرى. يعتنق المسيحيون في نيجيريا البروتستانتية والمسيحية الناشئة محليًا على نطاق واسع في غرب البلاد، في حين تظهر الرومانية الكاثوليكية بشكل أوضح في جنوب شرق نيجيريا. يوجد أتباع الرومانية الكاثوليكية والبروتستانتية جنبًا إلى جنب في أراضي الإيبيدو، والأناغ، والإيفيك، والإيجو، والأوغوني في جنوب البلاد.

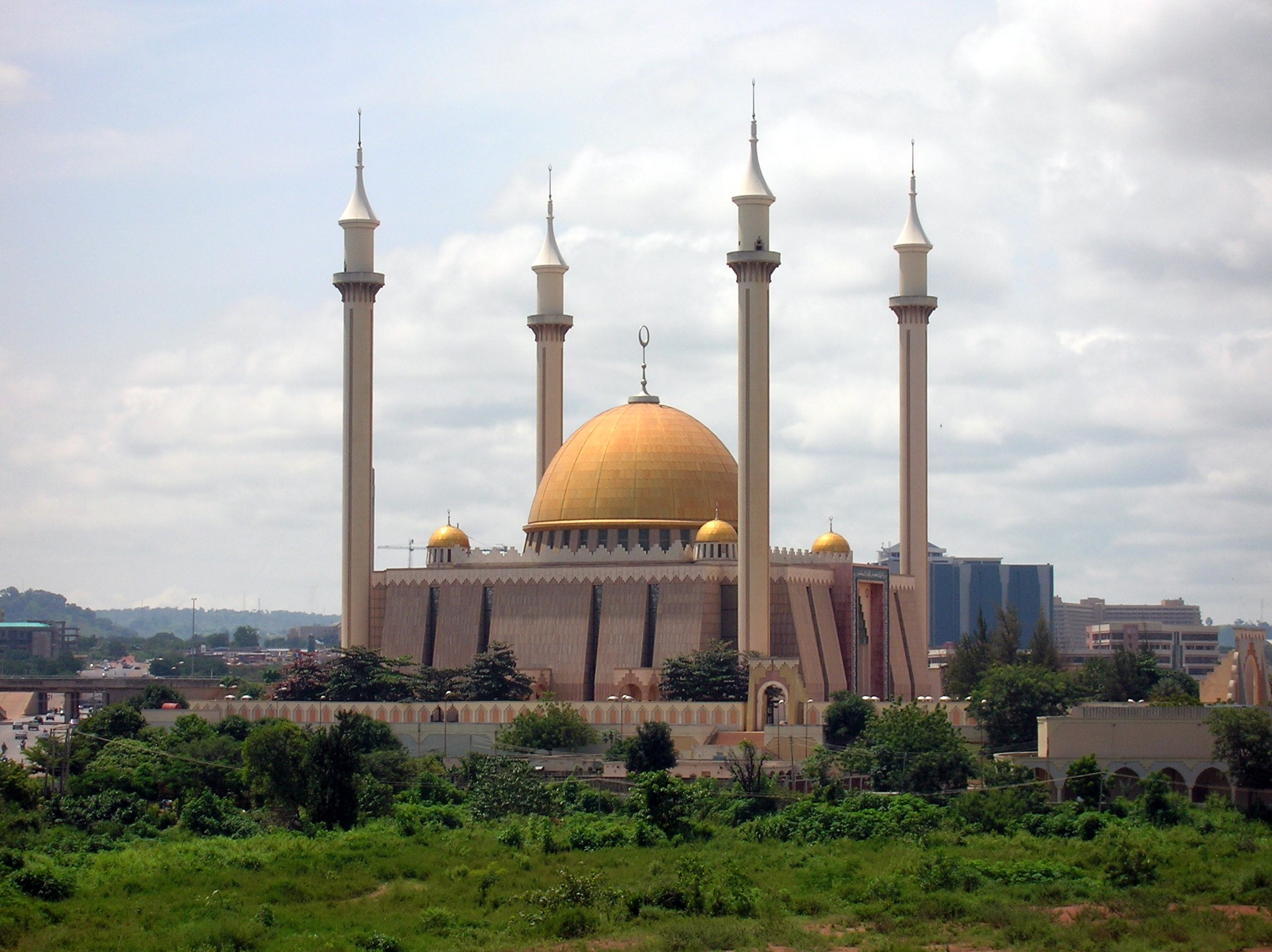
مسجد أبوجا الوطني

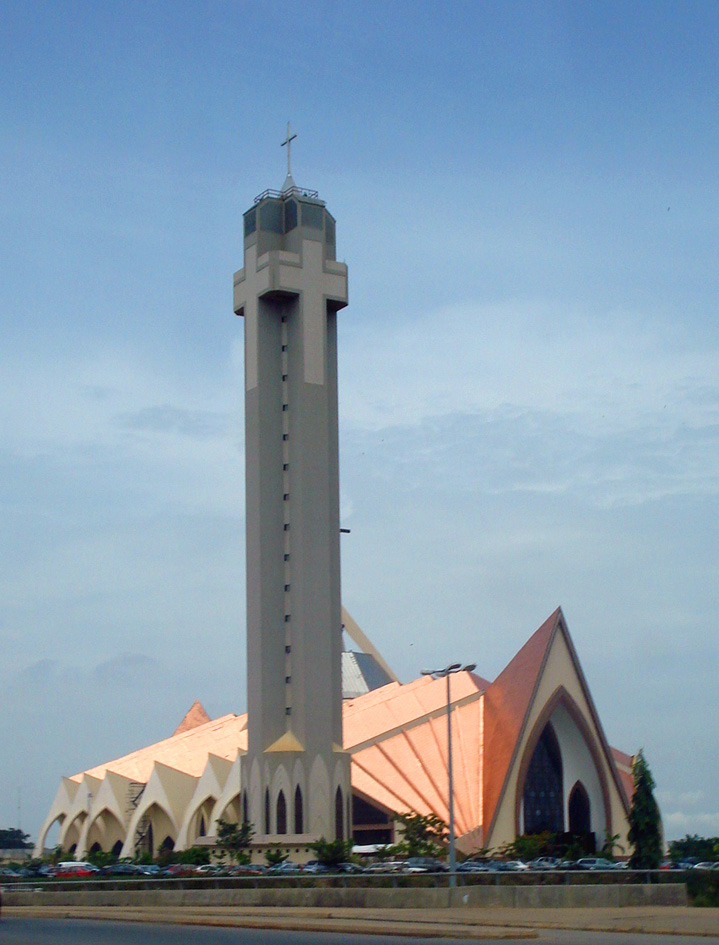
كنيسة نيجيريا الوطنية في أبوجا

أفاد الإحصاء السكاني للعام 1963 أن نسبة 47% من النيجيريين هم مسلمون و34% مسيحيون، في حين يعتنق 18% منهم ديانات تقليدية محلية. الغالبية العظمى من المسلمين في نيجيريا هم من أهل السنة وينتمون فقهيًا إلى المذهب المالكي؛ ومع ذلك، تنتمي نسبة كبيرة منهم إلى المذهب الشافعي كذلك. ينضوي عدد كبير من المسلمين السنة ضمن الجماعات الصوفية. يتبع معظم الصوفيين إمّا الطُرُق القادرية والتيجانية أو الطريقة المريدية. ثمة أقلية شيعية معتبرة (انظر الشيعة في نيجيريا). أدمجت بعض الولايات الشمالية الشريعة الإسلامية بأنظمتها القانونية ذات الطابع العلماني سابقًا، وهو ما أثار بعض الجدل. سعت ولاية كانو إلى استدخال قانون الشريعة في دستورها. يتبع غالبية القرآنيين طريقة كالو كاتو أو حركة القرآنيين. وهناك أيضًا أقليات من أتباع الجماعتين الأحمدية والمهدية، إضافة إلى أتباع الديانة البهائية.
في 18 ديسمبر 2012 أورد تقرير عن الدين والحياة العامة أصدره مركز بيو للأبحاث أنه في العام 2010 بلغت نسبة النيجيريين من المسيحيين 49.3%، و48.8% من المسلمين، و1.9% من أتباع الديانات المحلية والديانات الأخرى، وغير المنتسبين لأي دين. ورغم ذلك، ففي تقرير صادر عن مركز بيو للأبحاث في العام 2015، قُدِّر عدد المسلمين بنحو 50%، وبحلول العام 2060، حسبما جاء في التقرير، فإن المسلمين سيشكلون نسبة 60% من سكان البلاد.
أفاد إحصاء رابطة أرشيف البيانات الدينية في العام 2010 أيضًا أن نسبة 48.8% من إجمالي السكان هم من المسيحيين، وهو أكبر قليلًا من عدد المسلمين البالغة نسبتهم 43.4%، في حين وُجدت نسبة 7.5% من أتباع الديانات أخرى. ومع هذا، يجب التسليم بحذر بدقة هذه التقديرات لأن بيانات العيّنات تُجمع غالبًا في المناطق الحضرية الرئيسية في الجنوب، والتي تغلب فيها نسبة المسيحيين.
وجد استبيان مركز بيو للأبحاث أن نسب المسيحيين تتنقسم إلى 74% من البروتستانت، و25% من الكاثوليك، في حين تنتمي نسبة 1% منهم إلى طوائف مسيحية أخرى، بما في ذلك أقلية مسيحية أرثوذكسية صغيرة. بالنظر إلى المجموعات الإثنية الرئيسية في نيجيريا، ظهر أن مجموعة الهوسا الإثنية (المنتشرة في الشمال) تبلغ نسبة المسلمين فيها 95%، والمسيحيين 5%؛ في حين يتوزع شعب اليوروبا (السائد في الغرب) بالتساوي بين المسيحيين والمسلمين مع وجود نسبة 10% من أتباع الديانات التقليدية. أما الإيغبو (المتمركزون في الشرق) والإيجاو (الجنوب) فهم مسيحيون بنسبة 98%، ويعتنق 2% منهم ديانات تقليدية. يضم الحزام الأوسط لنيجيريا أكبر عدد من الأقليات الإثنية في نيجيريا، الذين تبين أنهم بغالبهم مسيحيون وأتباع ديانات تقليدية، مع وجود نسبة صغيرة من المسلمين.
تضم الكنائس البروتستانتية المهيمنة في البلاد كنيسة نيجيريا للاتحاد الأنجليكاني، وكنيسة جمعيات الرب، والمؤتمر المعمداني النيجيري، وكنيسة كلّ الأمم. ابتداءً منذ تسعينيات القرن العشرين، ظهرت كنائس أخرى بصورة متزايدة، وأسسها الأفارقة بشكل مستقل في إفريقيا، وخاصة البروتستانت الإنجيليين. وتشمل هذه كنيسة الرب المسيحية للخلاص، وكنيسة وينرز، وكنيسة المسيح الرسولية (أول كنيسة تابعة للأدورا في نيجيريا)، وكنيسة الإيمان الحي في جميع أنحاء العالم، وكنيسة الإنجيل لحياة أكثر عمقًا، والكنيسة الإنجيلية في غرب إفريقيا، وقسيسيَّات جبل النار والمعجزات، وبعثة المسيح، وحركة الإحياء الكاريزمية لمختاري الرب، وكنيسة المسيح السماوية، وكنيسة دومينيون سيتي. بالإضافة إلى ما تقدم، شهدت كنيسة يسوع المسيح لقديسي الأيام الأخيرة، وكنيسة الأدورا، وكنيسة الأدفنتست السبتيين والعديد من الكنائس المحلية نموًا ملحوظًا.
تضم منطقة اليوروبا عددًا كبيرًا من الأنجليكانيين، في حين تضم مناطق انتشار الإيغبو مزيجًا من الروم الكاثوليك، والبروتستانت، وقليل من الإيغبو اليهود. تنتشر في منطقة إيدو في الغالب أتباع جمعيات الرب الخمسينية، والتي أدخلها إلى نيجيريا أوغسطس إيهوري ووغو وشركائه في منطقة أومواهيا القديمة. بالنسبة لليوروبا، فلا تُعرف نِسب المسلمين والمسيحيين على وجه الدقة، لكن في ولايات مثل لاغوس، وأويو، وأوغون، وأوسون، وكوارة، وكوجي، تتوزع النسب بالتساوي بين المسيحيين والمسلمين، في حين تسود أغلبية مسيحية في ولايتي إيكيتي وأوندو في مناطق اليوروبا.
إضافة إلى ما تقدم، أصبحت نيجيريا مركزًا أفريقيًا لحركة الكأس المقدسة وهاري كريشنا، ويوجد أضخم معبد لديانة إكنكار في بورت هاركورت، بولاية ريفيرز، ويتسع لعشرة آلاف شخص.
في العام 2016، أعلنت كنيسة يسوع المسيح لقديسي الأيام الأخيرة عن إنشاء بعثة أويري الدينية الجديدة في نيجيريا.

### قطاع الصحة

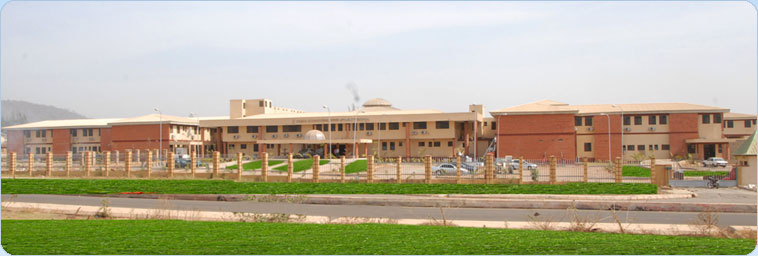
مشفى في العاصمة النيجيرية أبوجا

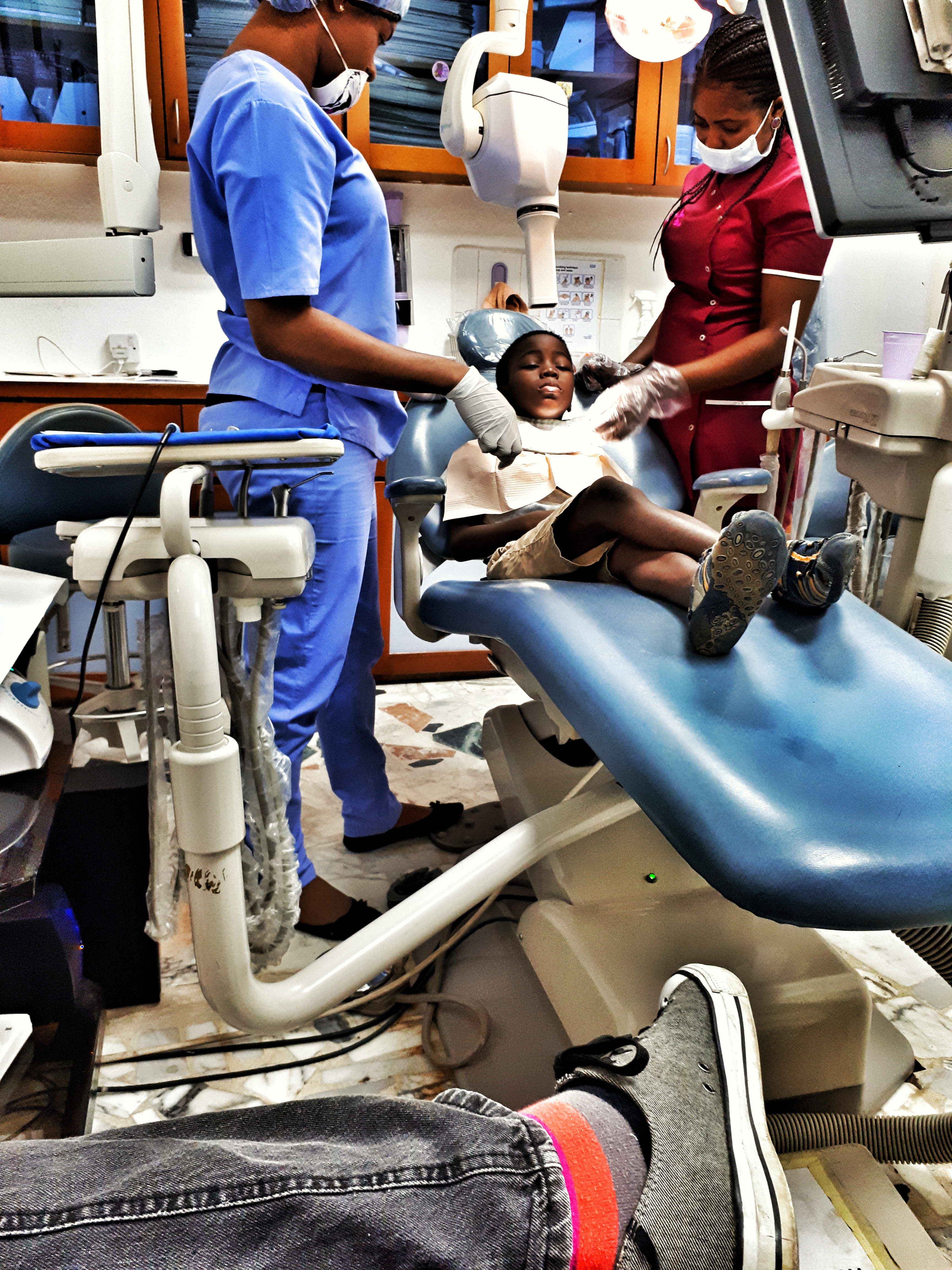
عيادة طب أسنان في لاغوس

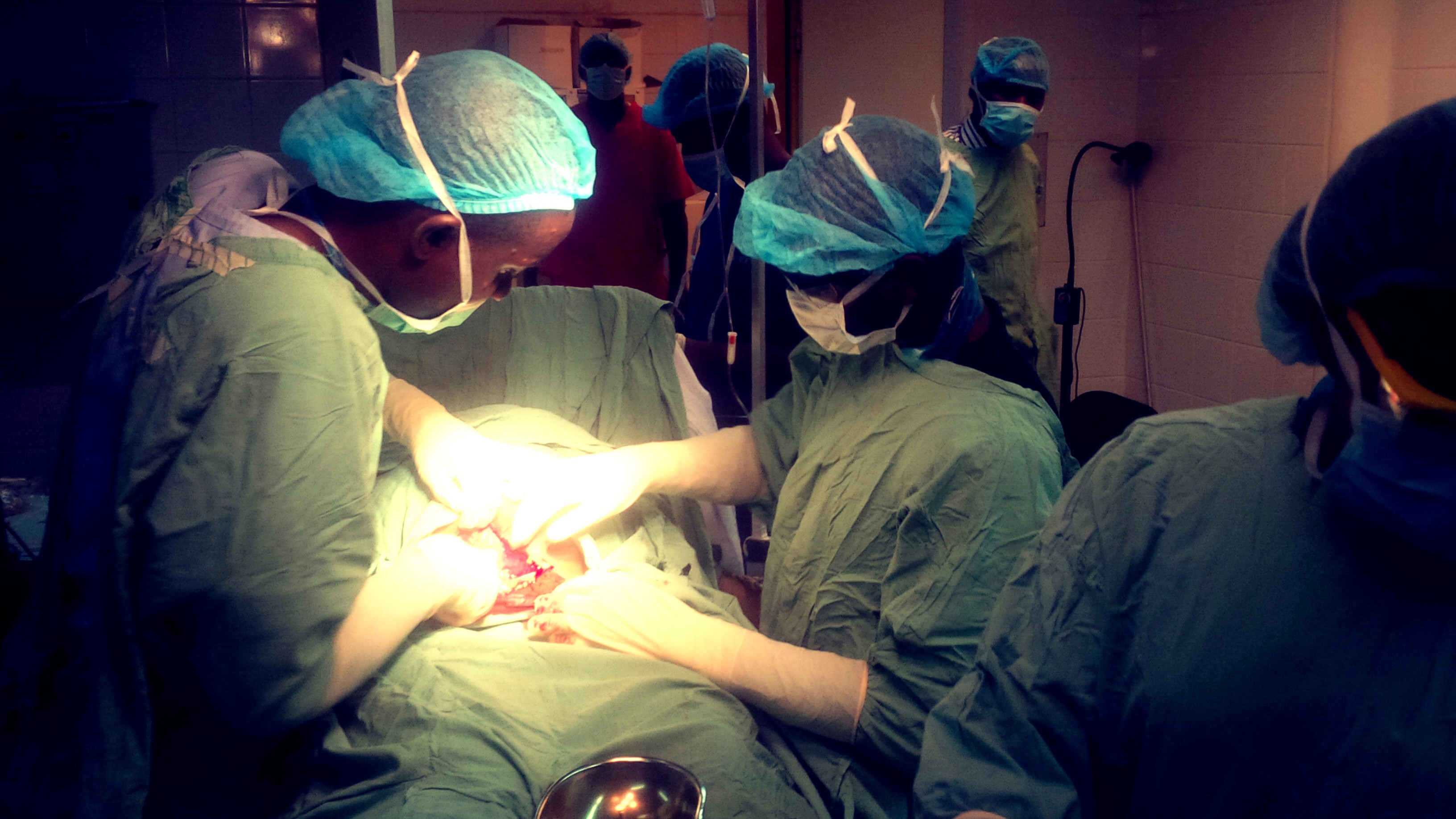
إجراء عملية ولادة قيصرية طارئة ناجحة في نيجيريا

تنقسم مسؤولية تقديم الرعاية الصحية في نيجيريا بالتزامن على المستويات الحكومية الثلاثة في الدولة، إضافة إلى القطاع الخاص. تعيد نيجيريا هيكلة نظامها الصحي بانتظام منذ مبادرة باماكو في العام 1987، والتي شجعت بصورة رسمية على تبني الآليات الأهلية لزيادة فرص إتاحة الأدوية وخدمات الرعاية الصحية للسكان، وذلك عبر فرض جزئي لرسوم المستخدمين. رفعت الاستراتيجية الجديدة من إمكانية الوصول لمستويات مرتفعة من خلال إصلاح الرعاية الصحية الأهلية، مما أفضى إلى تقديم خدمات أكثر فعالية وإنصافًا. وُسَّع نطاق إستراتيجية النهج الشامل ليغطي جميع مجالات الرعاية الصحية، وهو ما أدى إلى تحسّن لاحق في مؤشرات الرعاية الصحية وتحسن كفاءة قطاع الرعاية الصحية وكلفتها.
يُعتبر معدل انتشار فيروس الإيدز في نيجيريا منخفضًا أكثر بكثير مقارنة بغيرها من الدول الأفريقية الأخرى مثل بوتسوانا أو جنوب إفريقيا حيث تبلغ معدلات انتشار المرض (النسبة المئوية) في نطاق العشرات. بحلول العام 2019، بلغ معدل انتشار فيروس الإيدز في أوساط البالغين الذين تتراوح أعمارهم بين 15 و49 عامًا، 1.5% فقط. وفي نفس العام، بلغ متوسط العمر المتوقع في نيجيريا 54.7 سنة وسطيًا، وحظيت نسبة 71% من السكان بإمكانية الوصول إلى مصادر المياه المحسّنة ونسبة 39% منهم إلى خدمات تطهير المياه. وفقًا لأرقام العام 2019، بلغ معدل وفيات الرضع 74.2 حالة وفاة لكل 1000 من المواليد الأحياء.
في العام 2012، أطلقت جامعة نيجيريا برنامجًا جديدًا لمساعدة المصابين بأمراض ابيضاض الدم، أو اللمفوما، أو فقر الدم المنجلي، في إيجاد مانحين متوافقين من أجل عمليات زراعة نخاع العظم المنقذة للأرواح، والتي تُشفيهم من إصاباتهم. وهكذا أصبحت نيجيريا ثاني دولة أفريقية تنجح في إجراء هذه العملية. خلال تفشي وباء إيبولا في العام 2014، كانت نيجيريا أول دولة تنجح في الاحتواء الفعال والقضاء على خطر إيبولا الذي كان ما يزال يكتسح ثلاث دول أخرى في منطقة غرب إفريقيا؛ وأصبحت الطريقة الفريدة لتتبّع حالات المخالطين التي وظفتها نيجيريا طريقة فعالة لجأت إليها فيما بعد دول مثل الولايات المتحدة، عندما ظهر خطر وباء إيبولا فيها.
يواجه نظام الرعاية الصحية النيجيري نقصًا مستمرًا في الأطباء يُشار إليه باسم «هجرة الأدمغة»، نظرًا إلى هجرة الأطباء النيجيريين المحترفين إلى أمريكا الشمالية وأوروبا. في العام 1995، بلغ عدد الأطباء النيجيريين الممارسين للمهنة في الولايات المتحدة الأمريكية وحدها ما يقدر بنحو 21000، وهو نفس عدد الأطباء العاملين في القطاع الحكومي النيجيري. وضعت الحكومة هدفًا تمثّل في الاحتفاظ بهؤلاء الأطباء المدرّبين تدريبًا مكلفًا.

### التعليم

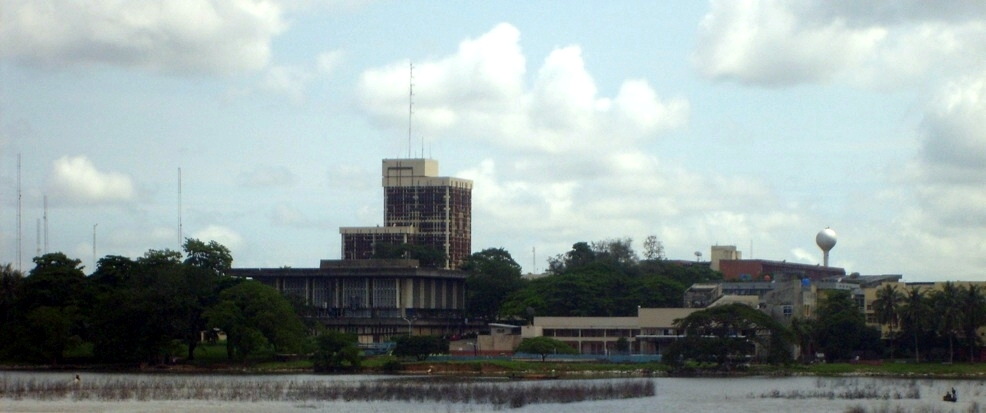
جامعة لاغوس

تُشرف وزارة التعليم على سير العملية التعليمية في نيجيريا. وتضطلع السلطات المحلية بمسؤولية تنفيذ سياسة الوزارة في التعليم العام والمدارس الحكومية على المستوى الإقليمي. يُقسّم نظام التعليم إلى روضة الأطفال، والتعليم الابتدائي، والتعليم الثانوي، والتعليم العالي. بعد الطفرة النفطية في السبعينيات من القرن الماضي، طرأت تحسينات على التعليم العالي استهدفت توفيره في كل المنطاق الفرعية في نيجيريا. تبلغ نسبة النيجيريين الملمّين بالقراءة والكتابة 68%، ومعدل الرجال (75.7%) أعلى منه لدى النساء (60.6%).
توفر نيجيريا بدعم حكومي تعليمًا مجانيًا، ولكن الحضور فيه غير إجباري في أي مرحلة، ولا تحظى بعض المجموعات، مثل البدو وذوي الاحتياجات الخاصة، بكافة الدعم اللازم للتعليم. يتألف النظام التعليمي من ستّ سنوات للتعليم الابتدائي، وثلاث سنوات للتعليم الإعدادي، وثلاث سنوات للتعليم الثانوي، وأربع أو خمس أو ست سنوات للتعليم الجامعي المؤهل للحصول على درجة الإجازة. يضم التعليم العالي في نيجيريا الجامعات (الحكومية والخاصة)، والمعاهد الفنية، والمعاهد أحادية التخصص، وكليات التربية. توجد في نيجريا 129 جامعة مسجلة لدى اللجنة الوطنية للجامعات، ويبلغ عدد الجامعات الاتحادية 40 منها، والحكومية 39، في حين أن 50 منها هي جامعات خاصة. بهدف رفع عدد الجامعات من 129 إلى 138 منحت الحكومة الفيدرالية 9 جامعات خاصة جديدة تراخيص عملٍ في مايو 2015. شملت قائمة الجامعة التي حصلت على تراخيص عمل في العاصمة أبوجا: جامعة أوغسطين، في إيلارا، لاغوس؛ وجامعة كريسلاند، في أوود، بولاية أوغون؛ وجامعة كريستوفر، في مووي، بولاية أوغون؛ وجامعة هولمارك، في إيجيبو-إيتيل، بولاية أوغون؛ وجامعة كينغز، في أودي-أومو، بولاية أوسون؛ وجامعة مايكل وسيسيليا إيبرو، في أورود، بولاية دلتا؛ وجامعة ماونتن توب، في ولاية ماكوجي/أوبا أوغون؛ وجامعة ريتمان، في إيكوت إيبين، بولاية أكوا-إيبوم؛ وجامعة ساميت، في أوفا، بولاية كوارا.
تشمل متطلبات التسجيل في معظم الجامعة النيجيرية: حدًا أدنى في المستوى العادي من درجات امتحانات الشهادة العامة ضمن حدّ أقصاه دورتين امتحانيّتين؛ ومعدل علامات دنيا في الامتحان المشترك للتسجيل والقبول يبلغ 180 درجة فما فوق من أصل 400. يُمنح الطلاب المتقدمون الناجحون بجدارة في الشهادة الوطنية للتعليم، والدبلوم الوطني، والحد الأدنى من مؤهلات شهادات المستويات المتقدمة الأخرى يُمنحون قبولًا مباشرًا في برامج درجة البكالوريوس المناسبة. عادةً ما يدخل الطلاب الجامعة بعد استفيائهم للمستندات المطلوبة ابتداءً من سن 17 أو 18 عامًا فما فوق، ويدرسون للحصول على درجة أكاديمية.
احتلت نيجيريا المركز 109 في مؤشر الابتكار العالمي عام 2023، متقدمةً من المركز 118 عام 2021. لكنها تراجعت إلى المركز 113 وفق مؤشر عام 2024.

## المجتمع

### الجريمة

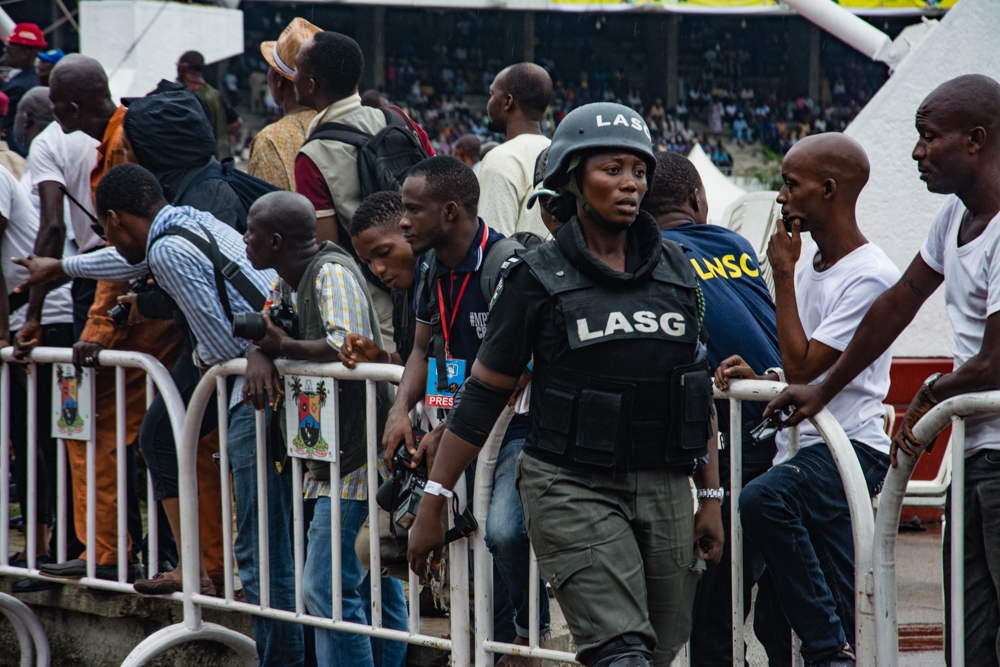
ضابطة شرطة نيجيرية خلال مهرجان أيو في لاغوس

تحولت نيجيريا إلى بؤرة لشبكة كبرى نشِطة من الجريمة المنظمة، وخصوصًا لتهريب المخدرات. تنخرط الجماعات الإجرامية النيجيرية بدرجة كبيرة في تهريب المخدرات، وشحن الهيروين من الدول الآسيوية إلى أوروبا وأمريكا؛ وتشحن الكوكايين من أمريكا الجنوبية إلى أوروبا وجنوب إفريقيا. تنشط العديد من روابط الأخويات النيجيرية أو ما يُعرف باسم «طوائف الجامعة» في الجريمة المنظمة والعنف السياسي، إضافة إلى إدارة شبكة من الفساد داخل نيجيريا. نظرًا للصلات الواسعة التي تربط الأخويات بالشخصيات السياسية والعسكرية، فهي تقدم فرصًا ممتازة للربط الشبكي مع الخريجين. على سبيل المثال، تتبجّح أخوية الفايكنج العليا بأن اثني عشر عضوًا في مجلس نواب ولاية ريفرز أعضاء ضمن صفوفها.
كما تنتشر ممارسات القرصنة بشكل واسع في نيجيريا، إذ تُستهدف جميع أنواع المركبات. تزامنًا مع تزايد نسبة الخطر في نيجيريا باعتبارها بؤرة فاعلة في الجريمة، فإن 28 من أصل 30 حالة اختطاف للبحارة في العالم بين يناير ويونيو 2013 وقعت في نيجيريا. في أوساط الطبقات الدنيا من المجتمع، توجد فئة «أولاد المنطقة»، وهي عبارة عن عصابات منظمة تنشط في الغالب في مدينة لاغوس، وتتخصص في السرقة تحت تهديد السلاح، والإتجار بالمخدرات على نطاق محدود. أسفرت أعمال عنف العصابات في لاغوس عن مقتل 273 مدنيا و84 رجل شرطة في الفترة الممتدة بين أغسطس 2000 حتى مايو 2001.
فشت ظاهرة الاختطاف مع بداية 2018 في غرب شمال نيجريا خصوصاً في ولايات زمفرا، كتشنا وكدونا. وأصبح المرور على الطريق الموصل إلى ولاية كدونا من أبوجا أمراً خطيراً لاسيما للمسافرين ليلاً. هذا بالإضافة إلى القتل العشوائي الشائع من قبل أناس مسلّحين في بوادي هذه الولايات. وقد اضطر بعض سكان هذه البوادي والمناطق إلى الفرار من مساكنهم إلى عواصم الولايات والمدن الكبيرة. ويمكن أن يقال إن ذروة ظاهرة الاختطاف هو ما حدث في 28 من شهر مارس عام 2022 حيث خُطف أكثر من 100 شخص بعد الهجوم على القطار الموصل بين العاصمة أبوجا وكدونا مما تسبب في خروجه عن المسار ليلاً. وفي أثناء الهجوم، قُتل وشُرِّد أناس آخرين.
على الصعيد الدولي، تكتسب نيجيريا سمعة سيئة بسبب نوع من الاحتيال المصرفي المسمى «419»، وهو شكل من أشكال من الاحتيال عبر الإنترنت (سمّي على اسم المادة 419 من قانون العقوبات النيجيري) إضافة إلى «الخدعة النيجيرية»، وهي شكل من أشكال الاحتيال التي يمارسها الأفراد وشبكات العصابات الإجرامية. تتلخص عمليات الاحتيال هذه في وجود بنك نيجيري متواطئ (تسمح القوانين الفضفاضة بهكذا ممارسات) ومحتال يدعي امتلاكه أموالًا يحتاج الوصول إليها في هذا البنك. تبدأ المحادثة مع الضحية لإقناعه بتبادل معلومات حسابه المصرفي على أساس تحويل الأموال إليه ووعده بإبقاء حصة مالية. أما في الواقع، تُسحب الأموال من حسابه بدلاً من تحويلها إليه، و/أو تُستقطع رسوم باهظة (وقد تبدو تافهة إذا ما قورنت بالثروة الخيالية التي ينتظر الظفر بها). في العام 2003، أُنشِئت لجنة الجرائم الاقتصادية والمالية النيجيرية، بهدف معلن تمثّل في مكافحة هذا النوع من الجرائم المالية المنظمة وغيرها من الممارسات.

### الفقر
طرأ انخفاض ملحوظ على معدلات الفقر في نيجيريا في السنوات القليلة الماضية، بسبب النمو الاقتصادي. أفاد البنك الدولي أن نيجيريا حققت نموًا اقتصاديًا بنسبة بلغت 7.4% في يوليو 2019، وهو أعلى معدل لها حتى الآن منذ انخفاض معدل الناتج المحلي الإجمالي إلى 2%. بحلول 4 مايو 2020، يعيش 40% من النيجيريين في حالة الفقر، ويُظهِر هذا الرقم نهضة الدولة النامية، إذا قورن بنسبة 61% من السكان الذين كانوا يعيشون تحت وطأة الفقر في العام 2012. بعد وضعها خططها الخاصة لتخفيض عدد الفقراء، قدمت جمهورية نيجيريا الاتحادية خطتها لخفض هذا العدد بنسبة كبيرة لمجموعة البنك الدولي. غالبًا ما يُعزى السبب الرئيسي لارتفاع مستويات الفقر في فترات زمنية معينة إلى عدم الاستقرار الحكومي، وهو ما يؤثر على معدل توظيف مواطني نيجيريا.

### الفساد
تفشت في نيجيريا ثقافة الفساد السياسي. صنفت منظمة الشفافية الدولية نيجيريا في المرتبة 143 من بين 182 دولة على مؤشر مدركات الفساد في العام 2011؛ ورغم ذلك، فقد تحسنت بهبوطها إلى المرتبة 136 في العام 2014. بين الأعوام 1960 و1999، نهب حكام نيجيريا أكثر من 400 مليار دولار من خزينة الدولة. في العام 2015، ذكر الرئيس محمد بخاري أن المسؤولون الفاسدون سرقوا أكثر من 150 مليار دولار من نيجيريا في السنوات العشر السابقة.

### الاضطرابات والنزاعات الأهلية

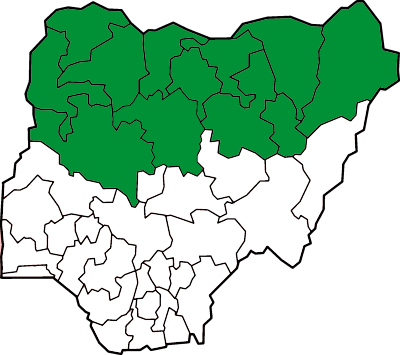
الولايات النيجيرية التي تطبق شكلًا ما من أشكال الشريعة (بالأخضر)

نظرًا لتعدد المجموعات العرقية واللغوية المتنوعة والمتنافسة أحيانًا، شهدت نيجيريا قبل الاستقلال توترات طائفية وأحداث عنف، وخصوصًا في منطقة دلتا النيجر المنتجة للنفط، حيث تستخدم كل من الدولة والقوات المدنية أساليب مختلفة من التدابير القسرية بغية السيطرة على الموارد البترولية الإقليمية. وبسبب استخراج البترول، عانت بعض المجموعات الإثنية مثل شعب الأوغوني من ضرر بيئي حاد في مناطقهم.
منذ انتهاء الحرب الأهلية في العام 1970، لم تتوقف بعض أعمال العنف ذات الطابع الإثني. وجدت فترة تالية من التصالح النسبي بعد تطبيق الحكومة الاتحادية بعض الإجراءات الصارمة لمكافحة العنف ذي الطابع الديني في الأجزاء التي اكتسحها في نيجيريا. نُقلت مسابقات ملكة جمال العالم 2002 من أبوجا إلى لندن على إثر المظاهرات العنيفة للمسلمين في الجزء الشمالي من البلاد والتي خلّفت 100 قتيل و500 جريح. اندلعت اضطرابات المسلمين الغاضبة ردًا على تصريحات لمراسل صحفي. يُقدّر أن المتظاهرين المسلمين في كادونا قتلوا 105 رجلًا، وامرأة، وطفلًا مع تعرض 521 لجروح اضطرتهم لدخول المشفى.
منذ العام 2002، شهدت البلاد عنفًا طائفيًا بسبب جماعة بوكو حرام، وهي حركة تسعى لإلغاء نظام الحوكمة العلماني وإقامة حكم الشريعة في البلاد. في العام 2010، قُتل أكثر من 500 شخص في اضطرابات مدينة جوس بسبب العنف الديني.
في الفترة الواقعة بين 2011 و2018، تسببت بوكو حرام بمقتل أكثر من 37000 في المنطقة. لا تفرق أهداف الجماعة بين المدنيين وقوات الأمن النيجيرية. في مايو 2014، انضمت بنين، تشاد، والكاميرون، والنيجر إلى نيجيريا في جهد مشترك لمواجهة بوكو حرام في أعقاب اختطاف شيبوك في 2014 والذي أسفر عن خطف الجماعة الإرهابية لـ276 طالبة.
في أبريل 2016، قتل رعاة الفولاني أكثر من 500 شخص في عشر قرى في مناطق ذات أغلبية مسيحية في أغاتو. بعد معاينة المكان، أفاد عضو مجلس شيوخ نيجيري زار بأن الدمار قد حاق بجميع المدارس الابتدائية، والإعدادية، والمراكز الصحية، ودور العبادة وكذلك مركز الشرطة في المنطقة. وصرحت ممثلة المفوضية السامية للأمم المتحدة لشؤون اللاجئين أنها خلال 20 عامًا قضتها في ذلك العمل، «لم تشهد مثل هذا المستوى من الدمار». في فبراير 2019، ذُبح 130 شخصًا من البالغين والأطفال من المنتمين لإثنية الفولاني في ولاية كادونا.

### حقوق المرأة والأزمات التي تواجهها

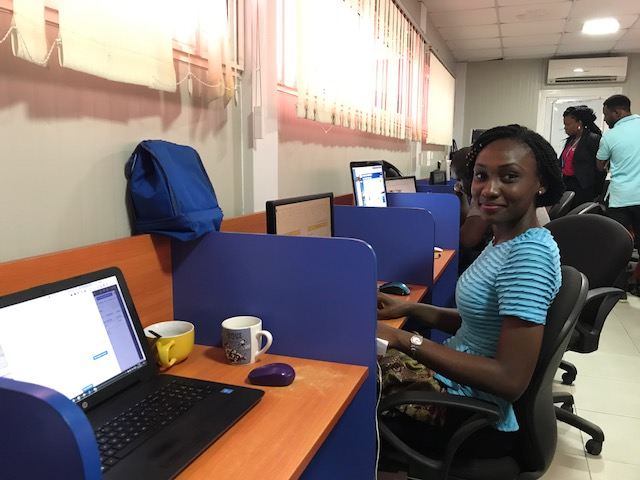
نساء نيجيريات في مجال التكنولوجيا

نيجيريا هي دولة عضو في اتفاقية القضاء على جميع أشكال التمييز ضد المرأة – سيداو. ووقعت كذلك على بروتوكول مابوتو، وهي اتفاقية دولية تتعلق بحقوق المرأة، بالإضافة إلى إطار الاتحاد الأفريقي لحقوق المرأة. ومع ذلك يُعتبر التمييز بناءً على الجنس أزمة عميقة تعتور حقوق الإنسان في نيجيريا. فالزيجات بالإكراه ما تزال شائعة. ويبقى زواج القصّر سائدًا في شمال نيجيريا. تبلغ نسبة الفتيات اللاتي يتزوجن قبل سنّ الخامسة عشر 39%، رغم دخول قانون حقوق الزواج الذي يحظر تزويج الفتيات قبل سنّ الثامنة عشرة في حيز التنفيذ على المستوى الاتحادي في العام 2008.
توجد ممارسة تعدد الزوجات في نيجيريا. ويشيع خضوع المرأة لزوجها والعنف الأسري. لا تتمتع النساء بحقوق تملك أراضٍ مكافئة لحقوق الرجال. في العام 2015، بلغت نسبة وفيات الأمومة 814 حالة لكلّ 100,000 ولادة حية. كما تشيع عمليات ختان الإناث. وفي العام 2015، وُضع حظر على المستوى الفيدرالي في حيز التنفيذ.
في نيجيريا، تعاني ما لا يقل عن نصف مليون أنثى من الناسور المهبلي، ومرجع ذلك بنسبة كبيرة إلى نقص الرعاية الطبية. يمكن أن يؤدي الزواج المبكر إلى الناسور. ومعظم العاملين في قطاع الاقتصاد غير الرسمي من النساء.

### حقوق الإنسان

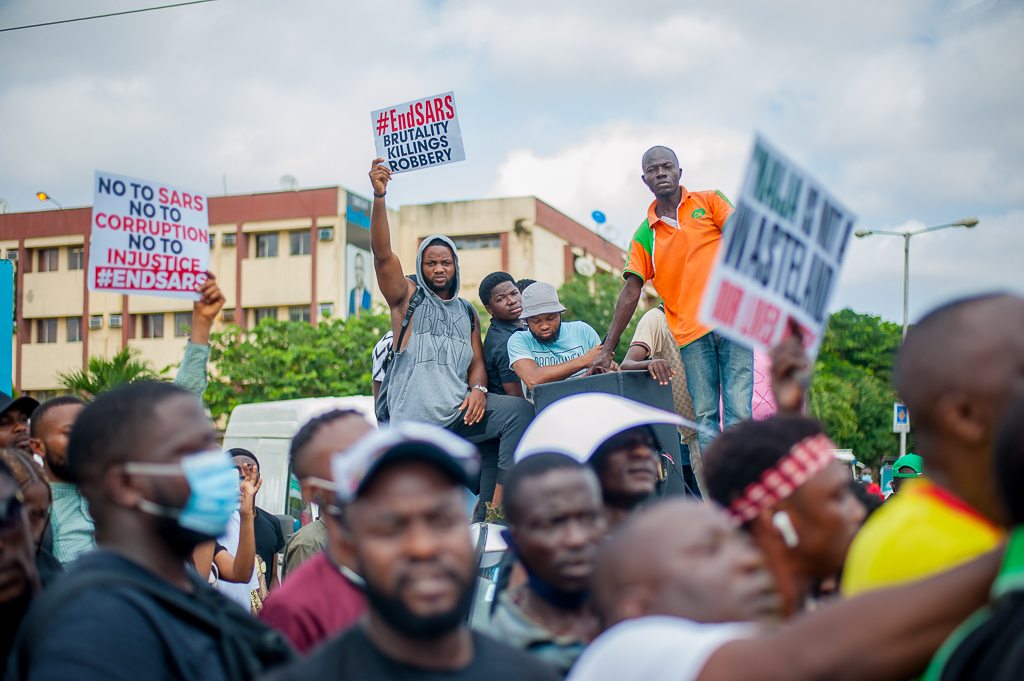
جانب من احتجاجات سارس عام 2020، وهي حركة اجتماعية لا مركزية، وسلسلة احتجاجات عارمة ضد عنف الشرطة شهدتها البلاد خلال مطلع عشرينات القرن الحالي

ما يزال سجل نيجيريا في مجال حقوق الإنسان مترديًا. وفقًا لبيانات وزارة الخارجية الأمريكية، فإن أهم مشاكل حقوق الإنسان تتمثل في: لجوء قوات الأمن إلى القوة المفرطة، وإفلاتها من المحاسبة على الانتهاكات التي ترتكبها، والاعتقالات العشوائية، والاحتجاز الاحتياطي المطول، وفساد القضاء، وتأثير السلطة التنفيذية على القضاء؛ وتعرّض المعتقلين، والموقوفين، والمشتبه بهم للاغتصاب، والتعذيب وغيرها من ألوان المعاملة القاسية وغير الإنسانية والمهينة؛ وظروف السجن ومراكز الاحتجاز القاسية التي تعرّض حياة البشر للخطر؛ والإتجار بالبشر بغرض الدعارة والسخرة؛ والعنف المجتمعي وأعمال القصاص الأهلية؛ وعمالة الأطفال، والاعتداء على الأطفال، واستغلال الأطفال جنسيًا؛ والعنف الأسري؛ والتمييز على أساس الانتماء الإثني، أو الجغرافي، أو الديني.
بمقتضى قانون العقوبات الشرعي الذي يسري على المسلمين في اثنتي عشرة ولاية شمالية، فإن الجرائم مثل احتساء الكحول، والمثلية الجنسية، والكفر، والسرقة تستوجب أحكامًا قاسية، بما في ذلك القطع، والجَلد، والرجم، والسجن لفترات طويلة. وفقًا لمسح أجراه مركز بيو للأبحاث في العام 2013، فإن نسبة 98% من النيجيريين يعتقدون أن المثلية الجنسية لا ينبغي قبولها في المجتمع.
وبموجب قانون وُقّع في أوائل العام 2014، يواجه كل من الزوجين في علاقة مثلية عقوبة سجن قد تصل إلى 14 عامًا. أما مَن يشهد على زواج مثليّ أو يساعد المثليين على الزواج يُحكم عليه بالسجن 10 سنوات. ويعاقب مشروع القانون بالسجن لمدة عشر سنوات على «التعبير العلني عن العلاقات العاطفية المثلية بشكل مباشر أو غير مباشر». وينص بندٌ من مشروع القانون على عقوبة 10 سنوات سجن لمن تثبت إدانتهم بتنظيم، أو تشغيل، أو دعم نوادي، ومنظمات، واجتماعات المثليين.
في ولاية أكوا إيبوم النيجيرية، اتُّهم ما يقارب 15000 طفلًا بأنهم سحَرة؛ وآل الأمر بالتخلّي عن معظمهم وإساءة معاملتهم في الشوارع.

## الثقافة

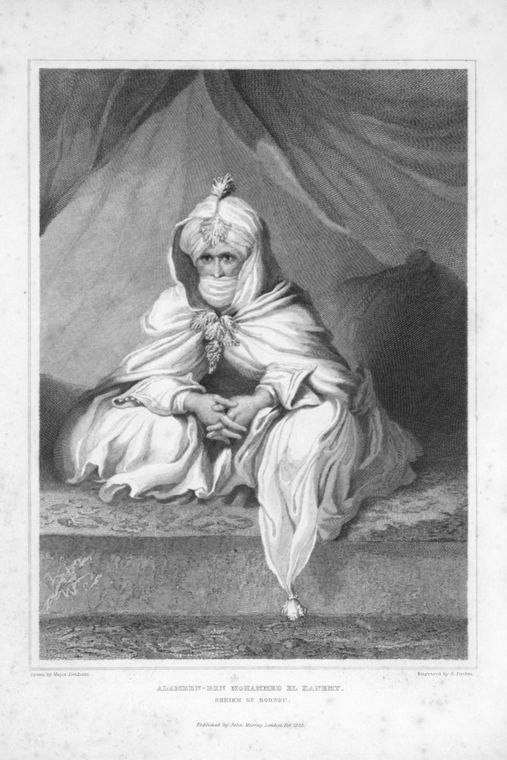
محمد الأمين الكانمي، أمير بورنو
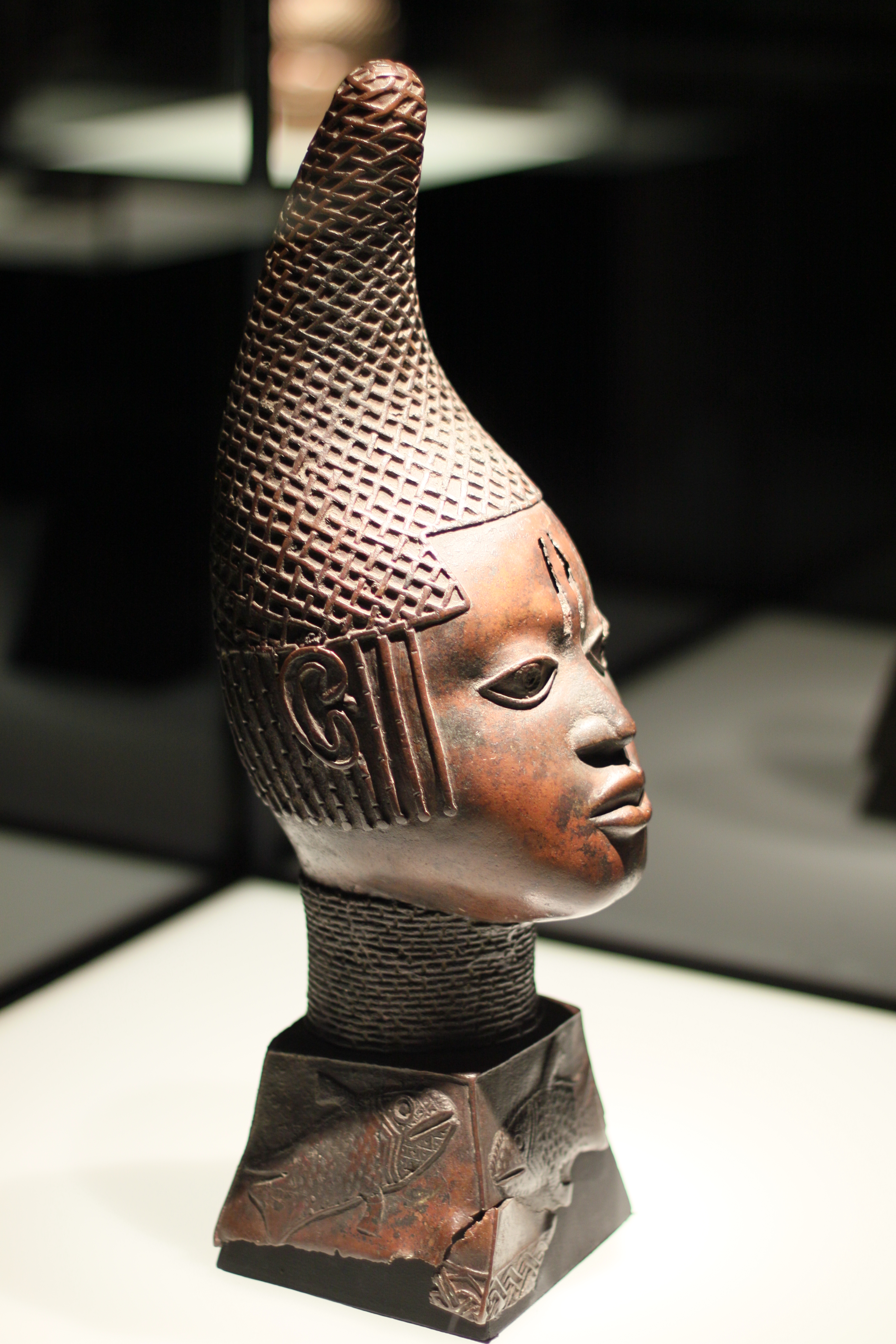
إيديا، ملكة بنين
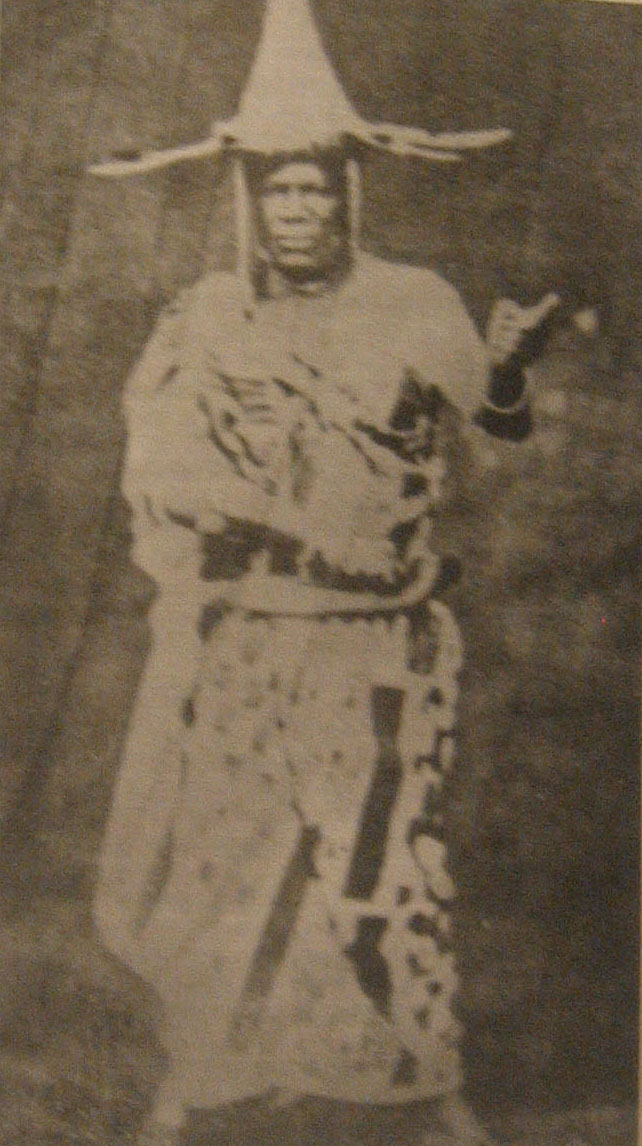
جاجا، أمير أوبوبو

### الآداب

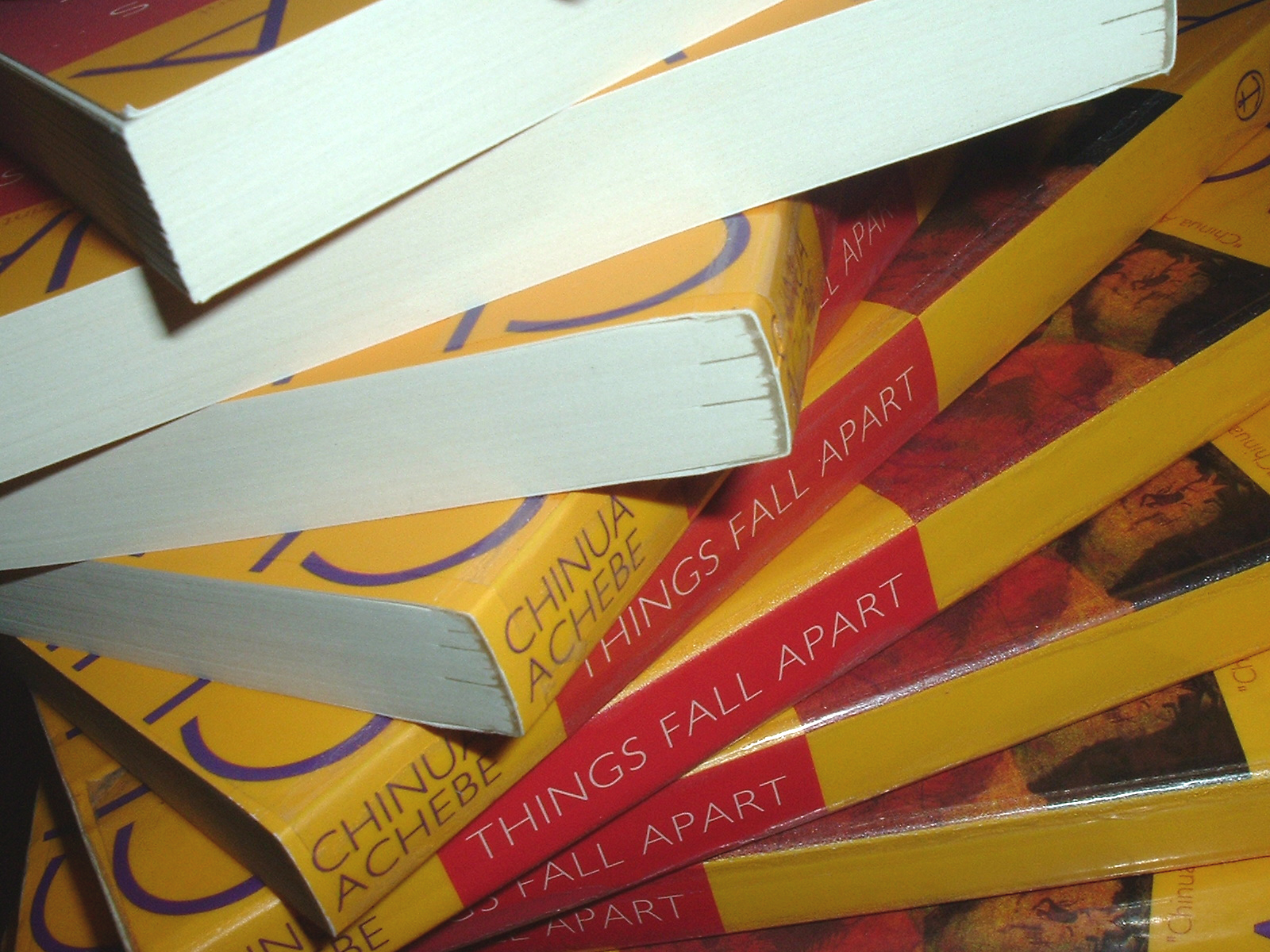
تُعتبر رواية «الأشياء تتداعى» للكاتب تشينوا أتشيبي أشهر عمل أدبي أفريقي والأكثر مبيعًا على الإطلاق، وتُرجمت إلى أكثر من 40 لغة.

ألّف الكتاب النيجيريون العديد من الأعمال المؤثرة في أدب ما بعد الاستعمارية باللغة الإنجليزية. ويُذكر من أشهر كتّاب نيجيريا وولي سوينكا، وهو أول أفريقي حائز على جائزة نوبل في الأدب، وتشينوا أتشيبي، المعروف بروايته «الأشياء تتداعى» (1958) ونقده المثير للجدل للكاتب جوزيف كونراد.
ومن الكتاب والشعراء النيجيريين المعروفين عالميًا يُذكر كذلك جون بيبر كلارك، وبن أوكري، وسيبريان إيكوينسي، وبوتشي إميشيتا، وهيلون هابيلا، وتي إم ألوكو، وآيزاك ديلانو، وشيماماندا نغوزي أديشي، ودانيال أو فاجونوا، وفيمي أوسوفيسان، وكين سارو ويوا الذي أعدمه النظام العسكري في العام 1995.
ومن بين الكتّاب المشهود لهم من جيل الشباب أداوبي تريشيا نواوباني، وكريس أباني، وسيفي أتا، وهيولن هابيلا، وهيلين أويمي، ونيندي أوكورافور، وكاتشي إيه أوزومبا، وسارة لاديبو مانيكا، وتشيكا أونيغوي.

### الموسيقى والسينما

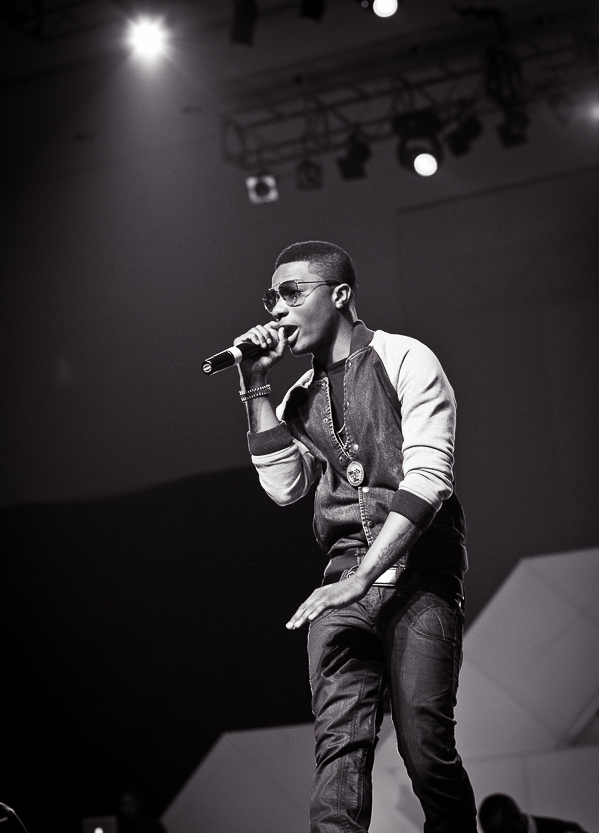
يُعَد ويزكيد، موسيقيًا ذا شعبية في نيجيريا وإفريقيا والعالم

أدّت نيجيريا دورًا بارزًا في تطوير شتّى ألوان وضروب الموسيقى الأفريقية، بما في ذلك موسيقى غرب إفريقيا مثل هايلايف، وأفروبيت، وأفروبوب، وموسيقى بام-واين، والتي تمزج بين الإيقاع المحلي مع تقنيات مرتبطة بالكونغو، والبرازيل، وكوبا، وجامايكا، وعالميًا.
اشتُهر العديد من الموسيقيين في أواخر القرن العشرين، مثل فيلا كوتي، بدمج العناصر الثقافية لمختلف أنواع الموسيقى الأصلية مع  موسيقى الجاز الأمريكية والسول، لتقديم فن الأفروبيت الذي أثر بدوره على موسيقى الهيب هوب. وخرجت من نيجيريا موسيقى جوجو، وهي عبارة عن صنف موسيقي إيقاعي ممزوج بالموسيقى التقليدية لشعب اليوروبا والتي أشهرها كنغ صني أديه. أما موسيقى فوجي، ذات الإيقاع اليوروبي، فقد ابتكرها السيد فوجي، وأشاعها الحاجي سيكيرو أييندي باريستر على نطاق واسع.
اخترع الشاعر والموسيقي والمولود في إيوو أوموبوراي إيبيرايس اخترع  موسيقى أفان وأشهرها. كما توجد حركة هيب هوب صاعدة في نيجيريا. ولشركة التسجيل كينيس ميوزيك إنتاج فني يكاد يكون مقصورًا بكامله على فناني الهيب هوب، وهي شركة أعلنت نفسها في المرتبة الأولى بين شركات التسجيلات في إفريقيا، وهي بلا شك واحدة من أكبرها في نيجيريا.

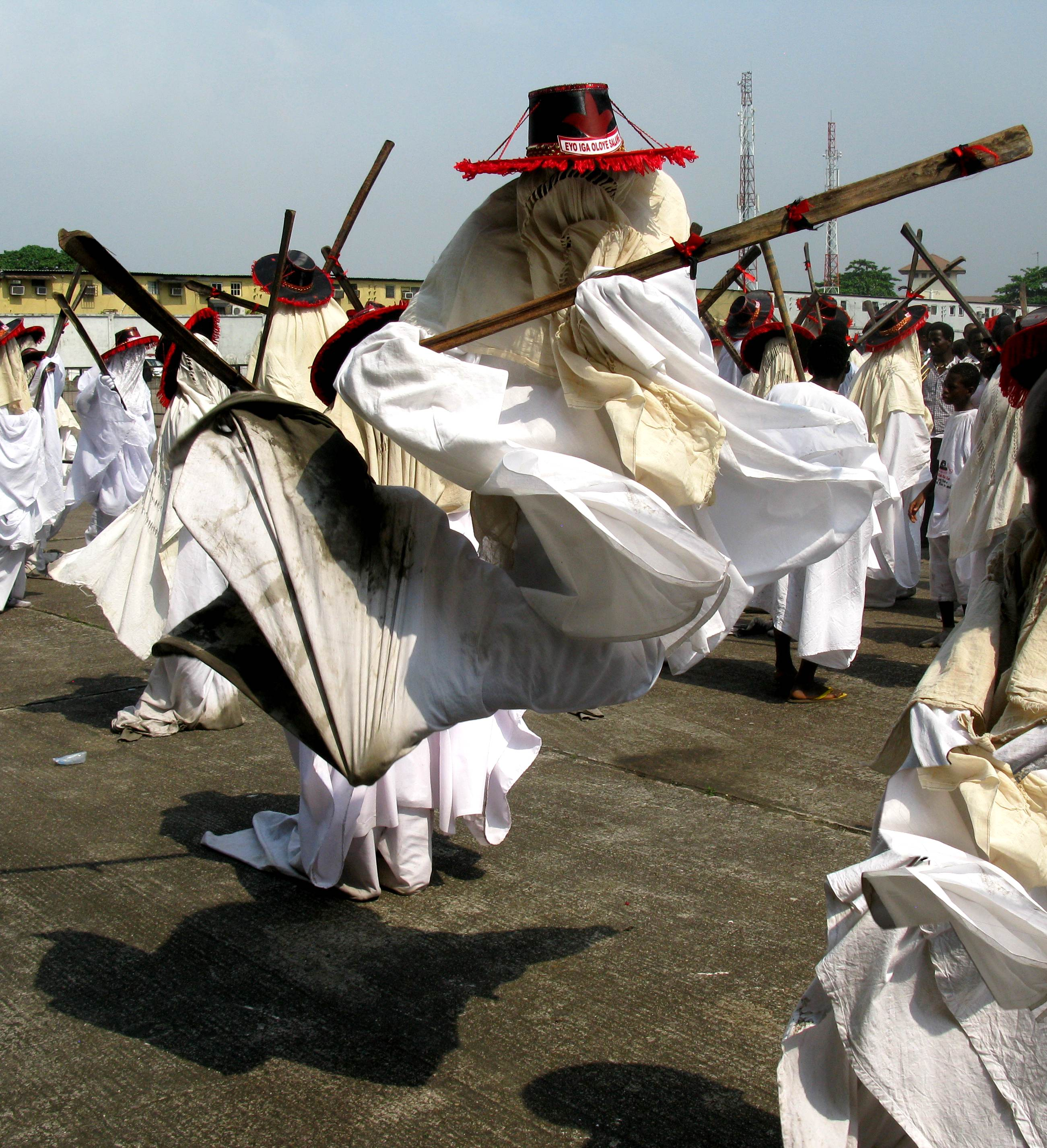
قفز أولوي سالايه التنكري في مهرجان الإيو بلاغوس

يُذكر من أبرز فناني نيجيريا: شادي أدو، وكنغ صني أدي، وأونيكا أونونو، وديلي سوسيمي، وأديوالي أيوبا، ودكتور سير ووريار، وإيبينيزر أوبي، وفيمي كوتي، ولاغباجا، ودكتور ألبن، وبولا أبيمبولا، وتو بابا، وآشا، ونيكا، ووالي، وبي سكوير، وويزكيد، وسكيبتا، ودافيدو سي بي، ودي بانج.
في نوفمبر 2008، حظي المشهد الموسيقي النيجيري (والمشهد الأفريقي كلّه) باهتمام دولي عندما استضافت قناة إم تي في أول عرض لجوائز الموسيقى الأفريقية في إفريقيا في العاصمة النيجيرية أبوجا. كذلك كانت أغنية تو بابا «آفريكان كوين» هي أول فيديو موسيقي يبُثّ لأول مرة على قناة إم تي في بيس أفريكا (وهي المحطة رقم 100 على شبكة إم تي في).
يُشار إلى صناعة السينما النيجيرية باسم نوليوود (مزيج من كلمتيّ نيجيريا وهوليوود)، وتحتل الآن المرتبة الثانية كأكبر منتج للأفلام في العالم بعد بوليوود الهندية. توجد استوديوهات الأفلام النيجيرية في كلّ مِن لاغوس، وكانو، وإنوغو، وتمثل جزءًا لا يُستهان به من الاقتصاد المحلي لهذه المدن. يُعتبر قطاع السينما النيجيرية الأضخم في مجال صناعة أفلام في إفريقيا من حيث القيمة وعدد الأفلام المنتجة سنويًا. على الرغم من بداية إنتاج الأفلام النيجيرية منذ الستينيات من القرن العشرين، قد أسهم ظهور تقنيات التصوير والمونتاج الرقمي بأسعار معقولة أسهم في صناعة السينما في البلاد.
فيما يلي قائمة ببعض الأفلام والوثائقيات الصوتية:
- «الحفر والقتل: شيفرون وديكتاتورية النفط النيجيرية»، وهو وثائقي صوتي أنتجته إيمي غودمان، بث أول مرة في العام 1998 على برنامج الديمقراطية الآن!
- «سويت كرود»، فيلم وثائقي من إنتاج وإخراج ساندي تشوفي عن دلتا النيجر الغنية بالنفط في نيجيريا.
- «نار السموم»، فيلم وثائقي يفضح انتهاكات عمليات استخراج النفط والغاز في نيجيريا، اشترك فيه متطوعو منظمة أصدقاء الأرض البيئية في نيجيريا، وعُرض لأول مرة في مهرجان أمستردام الدولي للأفلام الوثائقية.
- «بابل نوليوود»، فيلم وثائقي من العام 2008 من عمل بين أديلمان وسمير ملال من مونتريال، وهو عن صناعة السينما النيجيرية، نوليوود. كان أول عرض له في مونتريال في العام خلال مهرجان السينما في العام 2008.

عمومًا يعتبر فيلم الإثارة «التمثال» من العام 2009 الفيلم الذي غير مجرى الأمور في قطاع السينما، وهو ما لفت انتباه وسائل الإعلام إلى الثورة الحاصلة في السينما النيجيرية الجديدة. حقق الفيلم نجاحًا تجاريًا وتلقاه النقاد بالإشادة في نيجيريا، كما عُرض في المهرجانات السينمائية الدولية. في العام 2010 تفوق فيلم «إيجيه» للمخرج تشينيزه أناين على فيلم «التمثال» ليصبح الفيلم النيجيري الأكثر تحقيقًا للأرباح؛ وهو الرقم القياسي الذي حافظ عليه لأربع سنوات، حتى العام 2014 عندما تجاوزه فيلم «نصف شمس صفراء» (2013). في العام 2016، حطم فيلم «حفلة الزفاف» للمخرجة كيمي أديتيبا الرقم القياسي.
مع نهاية العام 2013، أوردت التقارير أن صناعة السينما النيجيرية قد حققت رقمًا قياسيًا في عائداتها التي بلغت 1.72 تريليون ين (11 مليار دولار أمريكي). اعتبارًا من العام 2014، بلغت قيمة صناعة السينما 853.9 مليار ين (5.1 مليار دولار أمريكي)، وهو ما يضعها في المرتبة الثالثة بين أكثر صناعة الأفلام قيمة في العالم، بعد الولايات المتحدة والهند. أسهمت صناعة الأفلام بنسبة تقارب 1.4% في الاقتصاد النيجيري. ويرجع ذلك إلى زيادة إنتاج الأفلام عالية الجودة وزيادة أساليب التوزيع الرسمية.
تُعتبر محطة إيمانويل، لصاحبها تي بي جوشوا من نيجيريا، واحدةً من أكثر محطات التلفزة مشاهدة في كافة أرجاء إفريقيا.
تُقام العديد من المهرجانات في نيجيريا، ويعود تاريخ بعضها إلى الحقبة السابقة على وصول الديانات الرئيسية في هذا المجتمع المتنوع عرقيًا وثقافيًا. غالبًا ما يُحتفل بالأعياد الإسلامية والمسيحية الرئيسية بطرق تتفرد بها نيجيريا أو يتميّز بها سكان المنطقة. تعمل هيئة تنمية السياحة النيجيرية مع الولايات لرفع مستوى جودة المهرجانات التقليدية، والتي قد تشكل مصادرَ مهمة لعائدات السياحة.

### المطبخ
كما هو الحال مع مطبخ غرب إفريقيا عمومًا، يمتاز المطبخ النيجيري بثرائه وتنوعه. تُستخدم العديد من التوابل والأعشاب والنكهات بالإضافة إلى زيت النخيل أو زيت الفول السوداني لصنع الصلصات والشوربات ذات النكهة الفريدة اللاذعة غالبًا بالفلفل الحار. عادة ما تتسم الولائم النيجيرية بغناها بالأصناف الغذائية وبذخها، في حين تنتشر وتتنوّع الأسواق ومحلات الوجبات الخفيفة على جوانب الطريق، والتي تُطبخ مشوية أو مقلية بالزيت، فتدمغ الجوّ بالروائح الفواحة.

### الرياضة

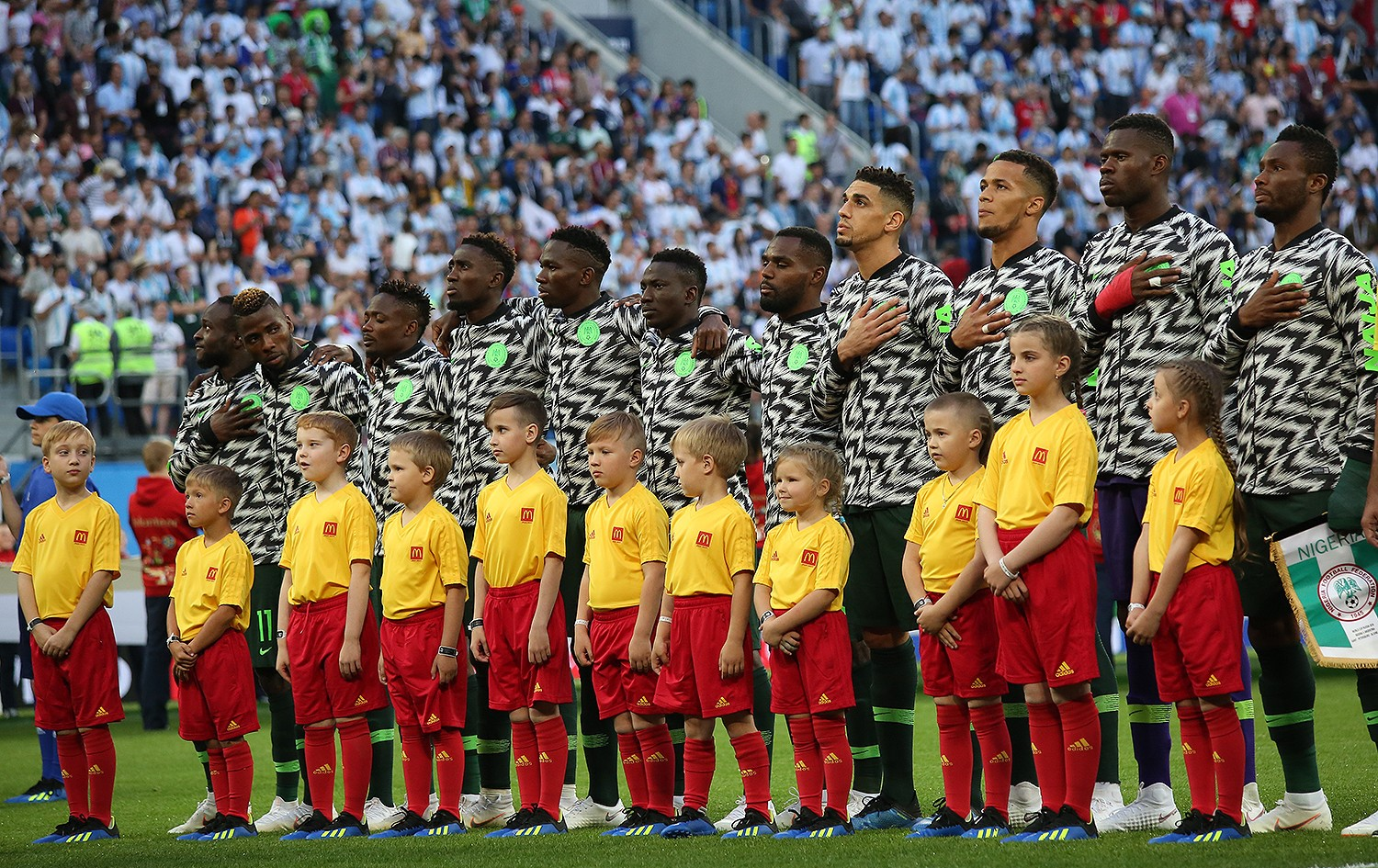
المنتخب الوطني النيجيري في كأس العالم عام 2018

في الغالب، تُعتبر كرة القدم الرياضة الوطنية في نيجيريا، ولديها الدوري النيجيري الممتاز الخاص بها. تأهل منتخب نيجيريا الوطني لكرة القدم، المعروف باسم «النسور السوبر»، لكأس العالم في ست مرات، في العام 1994، و1998، و2002، و2010، و2014، ومؤخرًا في العام 2018. في أبريل من العام 1994، حل فريق النسور السوبر في المرتبة الخامسة ضمن تصنيف الفيفا العالمي، وهو أعلى تصنيف أحرزه فريق كرة قدم أفريقي. فاز المنتخب بكأس الأمم الأفريقية في الأعوام 1980 و1994 و2013، وقد استضافوا كأس العالم تحت 17 سنة وتحت 20 سنة. وحقق الفريق الميدالية الذهبية لكرة القدم في الألعاب الأولمبية الصيفية في عام 1996 (التي هزموا فيها الأرجنتين)، ليصبحوا بذلك أول فريق كرة قدم أفريقي يفوز بالميدالية الذهبية لكرة القدم ضمن الألعاب الأولمبية.
أخرج منتخب نيجيريا الذي اشترك في كأس العالم تحت 17 سنة لكرة القدم 1993 لاعبين دوليين أبرزهم نوانكو كانو، الحائز مرتين على جائزة أفضل لاعب كرة قدم أفريقي، والذي فاز بدوري أبطال أوروبا لصالح فريق أياكس أمستردام، ولعب لاحقًا مع إنتر ميلان، وأرسنال، ووست بروميتش ألبيون، وبورتسموث. أما اللاعبون الآخرون الذين انطلقوا من فرق الناشئين هم ندوكا أوغبادي، وجوناثن أكبوبوري، وفيكتور إكبيبا، وسيلستين بابايارو، وويلسون أوروما، وتاي تايوو. وتضم قائمة لاعبي كرة القدم النيجيريين المشهورين جون أوبي ميكل، وأوبافيمي مارتينز، وفينسنت إنياما، وياكوبو، ورشيدي يقيني، وبيتر أوديموينغي، وجي-جي أوكوتشا.

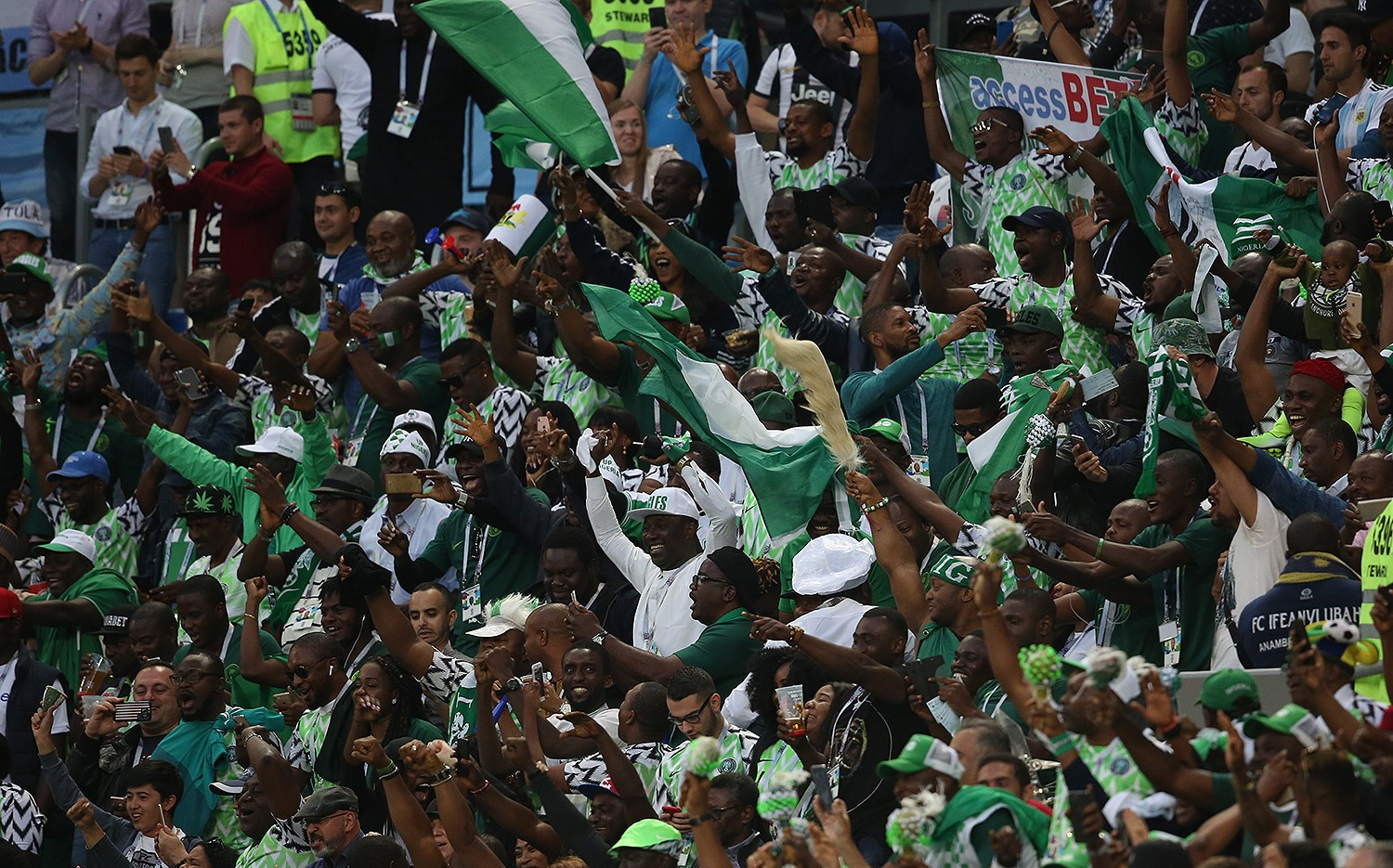
مشجعو الكرة النيجيريون في كأس العالم 2018 في روسيا

وفقًا تصنيف الفيفا العالمي الرسمية لشهر مايو 2010، جاءت نيجيريا في المرتبة الثانية كأفضل دولة في كرة القدم في إفريقيا والمرتبة 21 على مستوى العالم. إضافة إلى ذلك، تشارك نيجيريا في رياضات مثل كرة السلة، والكريكت، وألعاب القوى. تُعتبر الملاكمة هي الأخرى رياضة مهمة في نيجيريا. يُذكر ديك تايغر وصامويل بيتر أبطال العالم السابقين في الملاكمة.
تصدّر منتخب نيجيريا الوطني لكرة السلة عناوين الصحف الدولية عندما تأهل لدورة كرة السلة في الألعاب الأولمبية الصيفية عام 2012 بعد فوزه على فرق النخبة العالمية المفضلة، مثل اليونان وليتوانيا. تُعتبر نيجيريا موطنًا للعديد من لاعبي كرة السلة المعروفين على الصعيد العالمي في كبرى بطولات الدوري في أمريكا، وأوروبا، وآسيا. يُذكر من بين هؤلاء اللاعبين عضو قاعة نايسميث التذكارية لمشاهير كرة السلة حكيم عليوان، ولاحقًا اللاعبين المختارين في مسودة إن بي إيه (الدوري الاميركي للمحترفين) سولومون ألابي، وينكا دير، وأوبينا إكيزي، وفستوس إزلي، والفاروق أمينو، وأولوميد أويديغي وغيرهم. أصبح الدوري النيجيري الممتاز أحد أكبر ألعاب كرة السلة وأكثرها مشاهدة في إفريقيا. بُثت المباريات على قناة كويزيه للرياضة، وبلغ عدد متابعيها أكثر من مليون شخص وسطيًا.
دخلت نيجيريا التاريخ عبر تأهيل أول فريق زلاجة جماعية للألعاب الأولمبية الشتوية من إفريقيا، وذلك عندما تأهل فريقها للسيدات المكون من لاعبين لمنافسة الزلاجة الجماعية في دورة الألعاب الأولمبية الشتوية 2018 في بيونغتشانغ بكوريا الجنوبية.
في أوائل عقد التسعينيات من القرن العشرين، أصبحت لعبة السكرابل رياضة رسمية في نيجيريا. وبحلول نهاية العام 2017، أصبح هناك حوالي 4000 لاعب ضمن أكثر من 100 نادي في البلاد. في العام 2015، أصبح ويلينغتون جيغير أول لاعب أفريقي يفوز ببطولة العالم للسكرابل.

## الملاحظات
1. ↑  تعدّ الكاميرون المجاورة لذلك القسم بلدًا ذو غالبية مسيحية.
2. ↑  بحسب البيانات الصادرة عن صندوق النقد الدولي سنة 2020.
3. ↑  نهر الأنهر هو الترجمة العربية للكلمة التارقية

## وصلات خارجية
- الموقع الرسمي
- نيجيريا. كتاب حقائق العالم. وكالة المخابرات المركزية. (بالإنجليزية)
- أطلس ويكيميديا حول نيجيريا
- معلومات جغرافية متعلقة بنيجيريا على خريطة الشارع المفتوح